# التسلسل الزمني لمعركة الموصل (2016–2017)

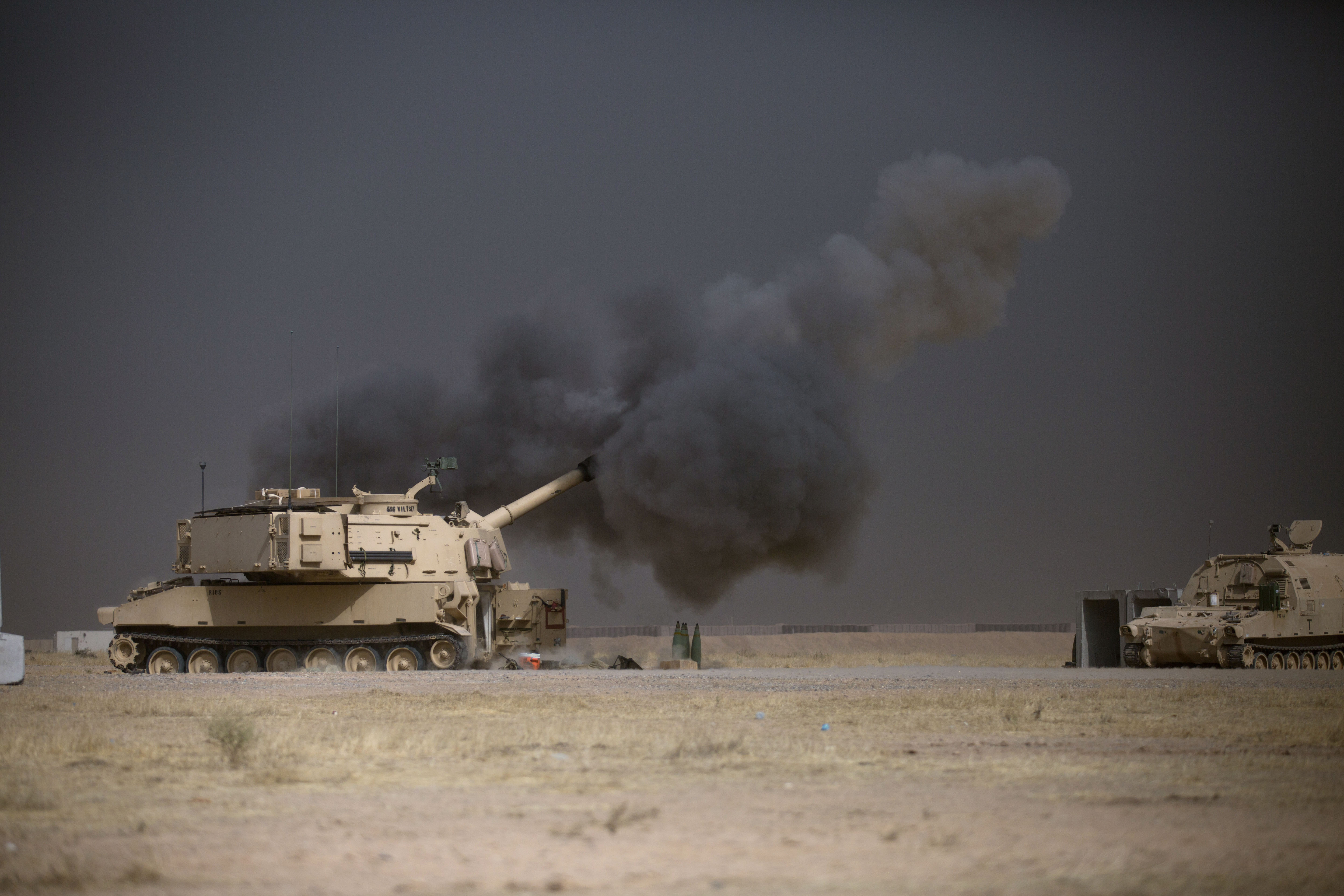
مدفع إم 109 هاوتزر تابع لل الجيش الأمريكي يقدم الدعم اللوجستي في قاعدة غرب القيارة الجوية دعماً لقوات الأمن العراقية في معركة الموصل، 17 أكتوبر، 2016.

## 2016

### أكتوبر:بداية الهجوم فيمعركة الموصل (2016-17)
16 أكتوبر
في 16 أكتوبر، 2016، أعلن رئيس الوزراء العراقي حيدر العبادي بداية الهجوم لأستعادة مدينة الموصل. وبعد الأعلان، باشرت مدافع الهاوترز الهجوم على المدينة، ولقد بدأ الهجوم البري وتحركت القوات بعد عدة ساعات من خطاب تلفازي ظَهر فيه حيدر العبادي في القناة العراقية الرسمية. وبدأ الهجوم بقصف جوي ومَدفعي وتقدمت القوات العراقية مع العربات المدرعة إلى الخطوط الإمامية. حيث حررت القوات العراقية مدينة بعشيقة خلال الليل.
17 أكتوبر
هاجمت قوات البيشمركة منطقة خازر وأستعادت 8 قرى يسيطر عليها تنظيم داعش من ثلاث جبهات، بالإشتراك مع قوات الأمن العراقية. تَقدمت القوات العراقية في منطقة الشرق بمنطقة برطلة، الموصل، وقد أطلق مقاتلوا تنظيم داعش قذائف الهاون على قوات البيشمركة كردة فعل.
أدعت وكالة أعماق نيوز أن مقاتلي داعش اطلقوا ثماني هجمات أنتحارية أستهدفت قوات البيشمركة. وقال رئيس أقليم كردستان العراقي مَسعود برزاني، أن قوات البيشمركة والمقاتليين العراقيين أستعادوا 200 كيلو متر مربع (80 ميل مربع) من مقاتلي تنظيم داعش في اليوم الأول من القتال.
ولقد قتل خمسة على الأقل من مقاتلي قوات البيشمركة وقتل جندي واحد من الجيش العراقي في أول يوم من القتال، وفقاً لقناة الجزيرة.
18 أكتوبر
في يوم 18 أكتوبر، كان التقدم بطيء لقوات الجيش العراقي والبيشمركة بسبب هجمات الإنتحاريين المفخخين والعبوات الناسفة على جانبي الطريق بالإضافة إلى حرق النفط، وكان التقدم من أجل القضاء نهائياً لأي وجود لتنظيم داعش في القرى الواقعة على محيط المدينة، ونفذت عمليات البحث من شارع إلى شارع، وتوقفت قوات البيشمركة في تقدمها في حين واصل الجيش العراقي تَقدمهِ.
- في عصر يوم 18 أكتوبر دَخلت القوات العراقية قَرية قروش حيث قامت القوات العراقية بتحرير مدينة بغديدا وهي أكبر مَدينة مَسيحية في العراق وقد تم تَحريرها لتضييق الخناق على منطقة حمام العليل.[45]، ولقد فر أفراد من عوائل مُقاتلي تَنظيم داعش من الموصل إلى قرية نروان جراء القَصف، وأفيد أيضاً ان بعض المقاتلين من داعش قد حلقوا لحياهم وتخلصوا من بَدلتهم العسكرية التي تَشبه البَدلة الأفغانية.[46]،ونقل داعش مقرات تواجده من الجانب الغربي في الموصل إلى الجانب الشرقي.[47][ملاحظة 1]

19 أكتوبر

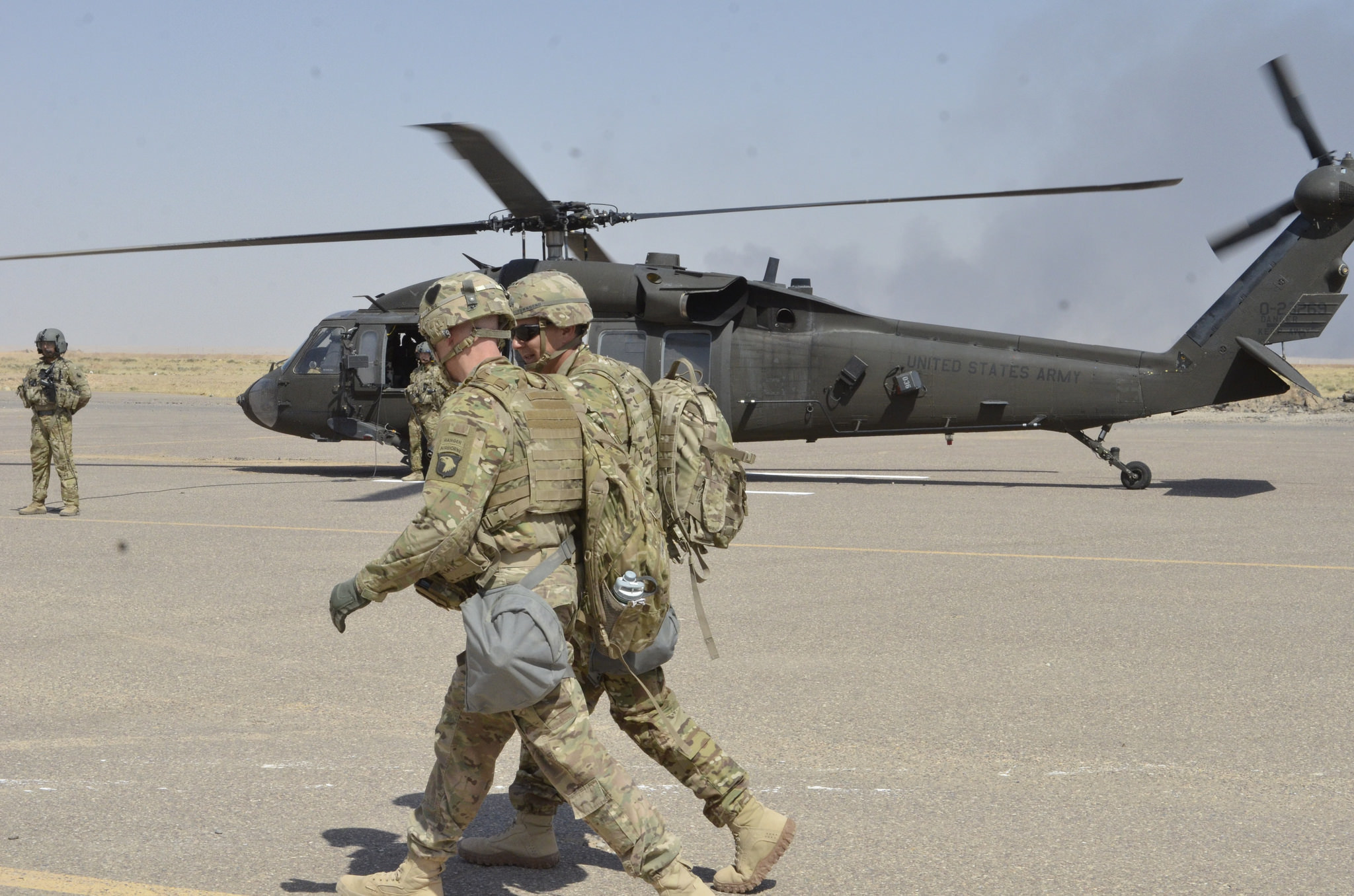
الجنرال الأمريكي ستيفن تاونسند قائد قوة المهام المشتركة، في قاعدة القيارة الجوية، 22 سبتمبر، 2016

أفاد مسؤولون في قوات التحالف أن 70 بلدة أخرى تحتاج إلى السيطرة عليها من قبل القوات المشتركة قبل الدخول إلى الموصل، وقال المتحدث الرسمي بأسم البنتاغون الكابتن جيف دافيز أن تنظيم داعش بدء باستخدام المدنيين كدروع بشرية وأحتجاز الأشخاص في الموصل، ولقد أستأنف الجيش العراقي القتال في بلدة قره قوش المحيطة بالمدينة المُحاصرة (الموصل) حيث بقيت جيوب المقاومة على شكل القناصين والسيارات المفخخة، وقال الفريق قاسم المالكي قائد الفرقة المدرعة التاسعة التي تتكون من ثلاثة ألوية مُدرعة عراقية أنها سيطرت على ثلاثة عشر قرية في شمال وشمال شرق منطقة القيارة جنوبي الموصل، وذكر قائد لواء الفرقة التاسعة أنه يكمن ببعد 6 كيلو مترات من ضواحي الموصل.
ذكرت روداو أن تنظيم داعش فجر مبنيين تابعين لحكومة محافظة نينوى داخل مدينة الموصل، ومن جانب أخرى تم السيطرة على قرية كاني الحرمي، التي تبعد حوالي 35 كيلو متر (22 ميل) جنوب شرق الموصل، بعد قتال عنيف في الصباح وتراجعت قوات داعش إلى قرية العباسية.
ولقد ذكرت صحيفة لوباريزيان أن 22 بلدة تم السيطرة عليها، إذ سيطرت قوات البيشمركة الكردية على 12 بلدة و 10 بلدات سيطر عليها قوات قوى الأمن الداخلي، وقال نوفل حمادي محافظ نينوى أن الموصل تعتبر عاصمة المحافظة، وتم السيطرة على 40% من المحافظة.
20 أكتوبر
ذَكرت شبكة (سي أن أن) أن يوم 20 أكتوبر كان يشهد أشد المعارك عنفاً في هذه المعركة، حيث وصلت قافلة كبيرة من قوات العمليات الخاصة العراقية أو نخبة قوات العمليات الخاصة العراقية المعروفة بأسم «ألفرقة الذهبية» ومن المتوقع أن يكون الدخول لها للموصل في الدرجة الأولى للقوات الخاصة، تقدمت القوات الخاصة على البلدة الآشورية من ناحية برطلة شرق الموصل، بدعم من الضربات الجوية للتحالف، وأستولو على المدينة، على الرغم من أن مقاتلي داعش فجروا شاحنة مُفخخة، ووفقاً للواء معان السعدي أن 200 من مقاتلي تنظيم داعش قد قتلوا في معركة برطلة.
ولقد أعلنت قوات البيشمركة «عملية واسعة النطاق» في الشمال والشمال الشرقي من الموصل والتي كانت تستهدف استعادة السيطرة على المدن المسيحية كتل أسكف وبعشيقة، وقام تنظيم داعش بفرض كمين قرب بعشيقة حيث يرجح أن هنالك عشرات القتلى من قوات البيشمركة بين قتيل وجريح، ذكرت روداو أن البيشمركة حررت ست قرى، وهي قرى قرفشة تل حميد وقرطاخ وأبزخ وبطيح وشنف ضمن قاطع الخازر شمال الموصل، لكنهم أضطرو للأنسحاب.
على الجبهة الجنوبية، بدأت القوات العراقية بالتقدم نحو الشمال بعد التوقف ليوم واحد، لقد قامت بتحرير ست قرى شرق القيارة ، تلول ناصر، حضرة الناصر، أم المناسيس، تل الشوك، ضمن المحور الجنوبي شمال ناحية القيارة، وذلك بهدف تطهير 84 قرية بين الطريق السريع بين بغداد والموصل ودجلة، إلى الجنوب من مطار الموصل الدولي.
وذكرت وزارة الدفاع الأمريكية أن جُندي أمريكي خَبير متفجرات كان مُرافقاً مع البيشمركة، قُتل في عبوة ناسفة شمال الموصل.
21 أكتوبر
قام داعش بعدة هجمات متعددة في كركوك لتشديد المعركة وتحويلها، وأفاد شهود عيان أن حصول أنفجارات متعددة ومعارك بالأسلحة النارية في المدينة وأشتباكات، والمعارك كانت تُركز على المجمع الحكومي، قُتل 11 شخصاً على الأقل من العمال في محطة كهرباء في دبس بواسطة أنتحاري.
توفي الصحفي التركماني أحمد هاكيروجلو من قناة فضائية تركمانية بعد إصابته برصاصة في الصدر من قبل قناص من تنظيم داعش خلال الهجوم على كركوك، وأصيب سبعة أشخاص على الأقل وصحفي واحد الذين يغطون الهجوم.
وذكرت قوات العراقية أنها حررت قريتين من جنوبي الموصل، هما قرية دويزات، وقرية نعناعة، مما أسفر عن مقتل 15 مُقاتل من داعش.
مصدر في الأستخبارات العراقية ذكر إن تنظيم داعش أعدم 284 من الرجال والأطفال في الموصل لغرض أستخدامهم كدروع بشرية، وقتل المدنيين ووضعهم في مقابر جماعية، وقال مسؤول الأمم المتحدة بأن الأمم المتحدة في حالة «قلق بالغ» حول مصير 500 أسرة خطفها داعش من قرى حول الموصل.
22 أكتوبر

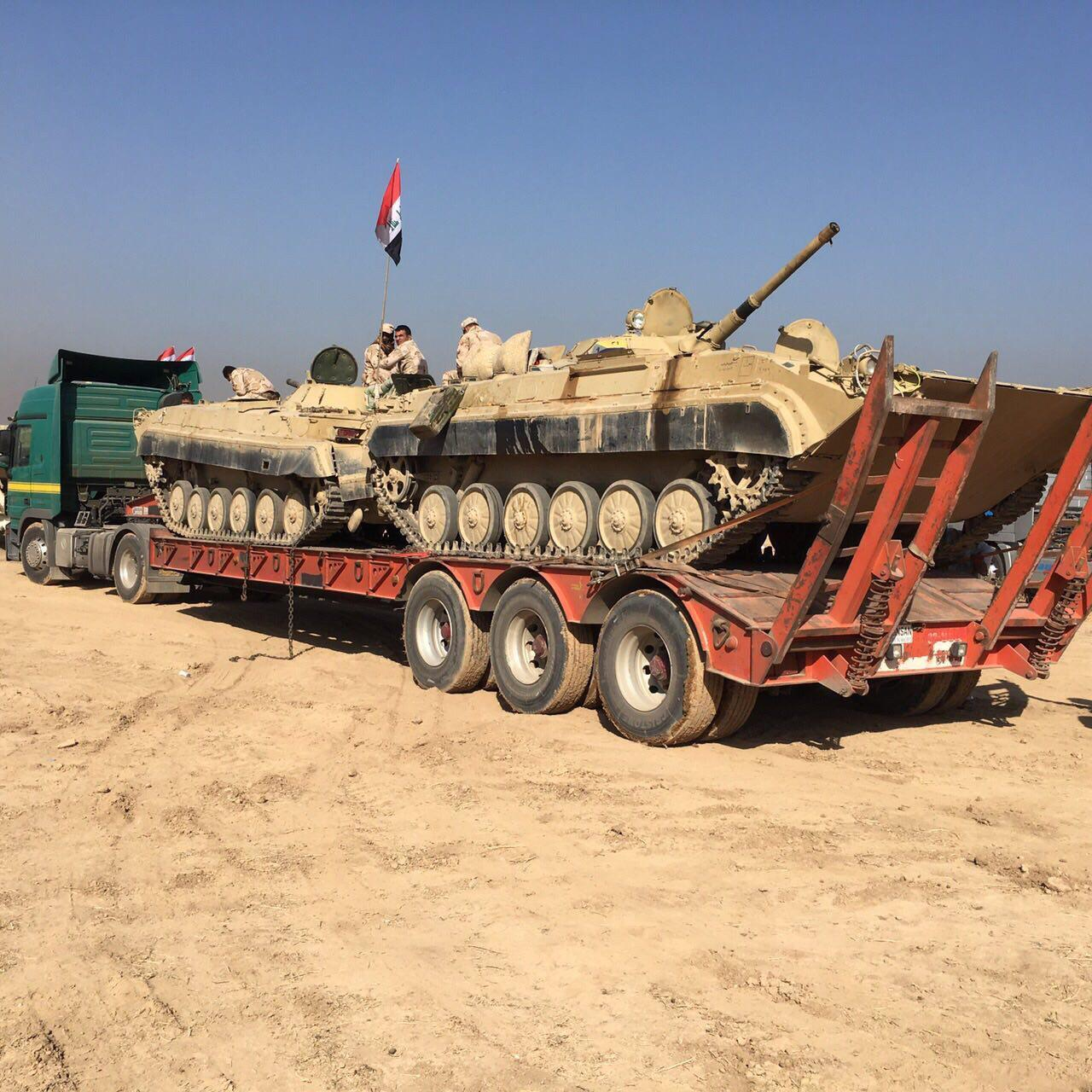
قوات الأمن العراقية تنقل المعدات القتالية التي تتضمن دبابات أم1أي1 أبرامزومركبات مشاة برمائية قتالية إلى مناطق التجمع التكتيكية بمساعدة من لواء 313 كتيبة نقل وتموين، في 18 أكتوبر، 2016، مخمور، العراق.

ذَكرت الشرطة العراقية (الأسايش) أن هجوم داعش على كركوك، أستمر حتى الليل، حيث أن جميع المُسلحين من قوات داعش قد قتل على يد القوات العراقية أو فجروا أنفسهم.
وذكرت شبكة (سي أن أن) ان هجوماً واسع النطاق قد بدأ لإستعادة السيطرة على بلدة قرقوش المسيحية (المعروفة ايضاً بأسم الحمدانية أو بغديدا) التي لا تزال تحت سيطرة تنظيم داعش بعد عدة أيام من القتال، حيث دَقت أجراس الكنيسة في البلدة المسيحية برطلة المجاورة لها، وتم السيطرة عليها في 20 أكتوبر، وقد رن جرس الكنيسة للمرة الأولى منذ أحتلال المدينة في عام 2014، كما توغلت القوات العراقية على بلدة تلكيف شمال الموصل.</ref>
قُتل مدنيان وأصيب مئات من الناس بالأختناق جراء أستنشاق الغاز السام بعد حرق قوات داعش مادة الكبريت الخام في مصنع المشراق في 20 أكتوبر، وبفضل حركة الرياح تحولت وأنتقلت غازات الكبريت إلى قاعدة القيارة الجوية، حيث أضطرت القوات الأمريكية وقوات التحالف إلى استخدام الأقنعة الواقية من الغازات.
قُتل مصور عراقي يُدعى علي ريسان من قناة السومرية الفضائية بإطلاقة في صَدرة من قبل قناص في منطقة الشورى، وهو ثاني صَحفي يُقتل في المعركة.
وأفاد مدونو وكالة عين الموصل أن داعش أعتقلت مجموعات من سكان المدينة ورفعت أسعار المواد الغذائية وأن أغلب مُقاتلي داعش هم المُراهقيين الذين تتراوح أعمارهم بين 15-18 سنة ويشكلون غالبية المقاتلين في المدينة، وقد زرعت داعش القنابل والشراك الخداعية في جميع أنحاء المدينة وهم في أستعداد للمعركة، كما صادرت داعش بطاقات الاتصال سيم كارت (SIM) بعد تنشيط شركة آسيا سيل شبكتها في جميع أنحاء المدينة.
23 أكتوبر
ذكرت قوات البيشمركة التي كانت قد حررت مدينة بعشيقة بمساعدة من القوات التركية، وفقا لبيان صادر عن القيادة العامة لقوات البيشمركة يوم الأحد، حيث طوقت قوات البيشمركة العديد من القرى، ومنها قرية بير حالان، وفازيليا، وعمر قابجي، وباهزان، وخاراب داليل، وتيس خاراب بيجك، وتيس خاراب جورام، وأصبحت قواتها تبعد 9 كيلو مترات (5.6 ميل) من مدينة الموصل و«أن قوات البيشمركة أمنت أيضاً امتداد كبير من الطريق السريع بعشيقة - الموصل للحد من حركة داعش ومنه قدرته على أرسال تعزيزات».
وفقاً لتقرير لشبكة الإعلام العراقي، تم قَتل مُعاون أبو بكر البغدادي في محور تل كيف آثر غارة لطيران الجيش العراقي.، من جانب أخر،الفرقة الأولى في الجيش العراقي تَمكنت من تدمير عَجلة مُفخخة في محور سد الموصل.
24 أكتوبر
ذكرت وكالة رويترز للأنباء أن داعش ضاعف الهجمات على القوات العراقية كما قام بتجميع قواته إلى الموصل، بالإضافة لهجومه على كركوك في 21 أكتوبر، وقد شن مقاتلوا داعش في اليوم التالي هجوماً على الرطبة، وقد قام الجيش العراقي بإستعادة الرطبة في وقت لاحق، ومن الجدير بالذكر أن مدينة الرطبة تقع على الطريق السريع بين بغداد والأردن وسوريا، وسنجار، التي يسكنها اليزيدية، وقال قائد قائممقام سنجار محما خليل أن 15 على الأقل من مقاتلي تنظيم داعش قد قتلوا في أعنف هجوم على بلدة سنجار وأصيب أثنان من قوات البيشمركة في المعركة التي استمرت ساعتين، ولقد أدعى تنظيم داعش أن قواته دَمرت سيارتين لقوات البيشمركة، مما أسفر عن مقتل جميع ركابها.
ذكرت سي أن أن أن قوات التحالف قتلت حوالي 800 عنصر من تنظيم داعش وحررت 78 قرية أعتباراً من يوم الأثنين.
25 أكتوبر

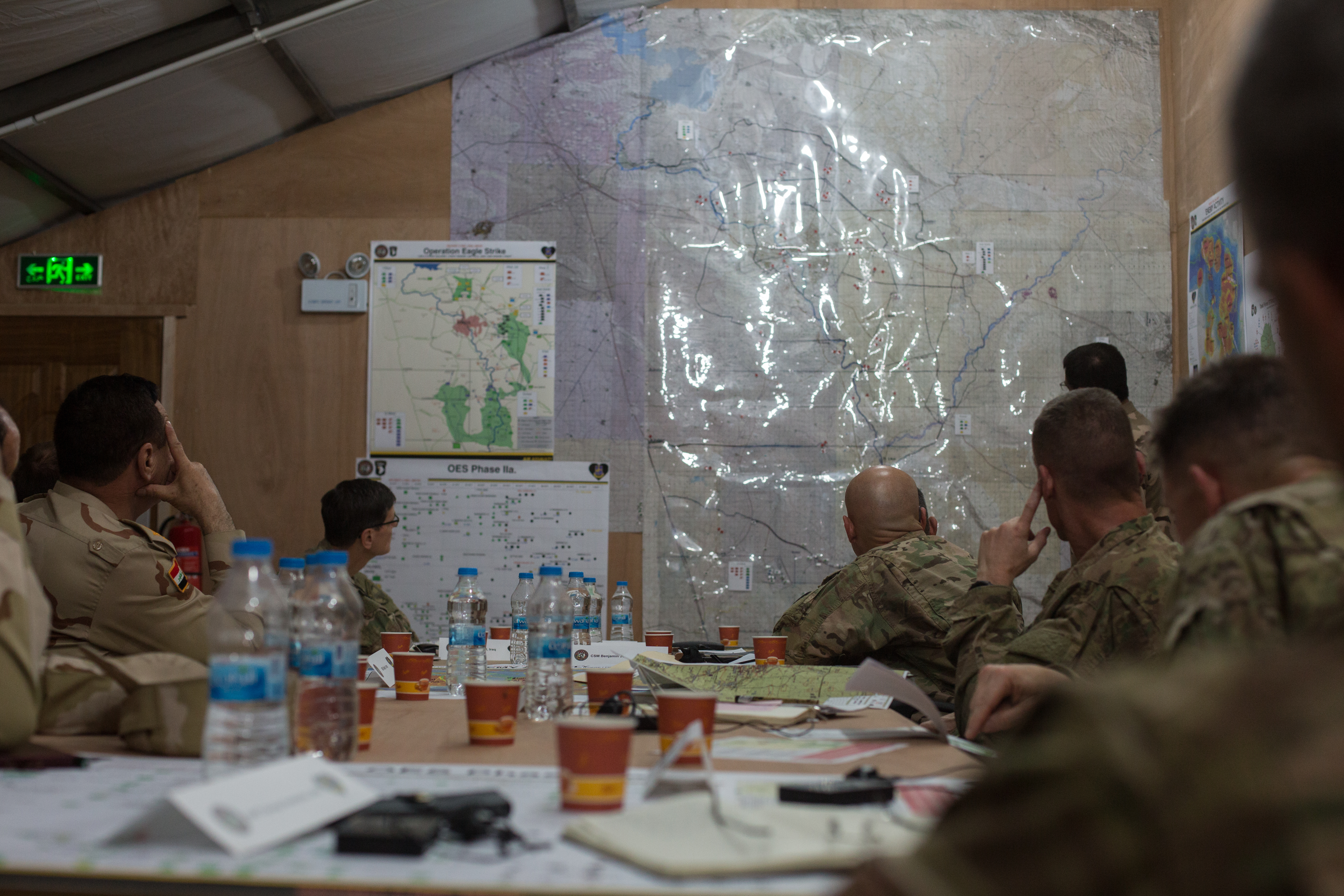
الجيش الأمريكي والقادة العسكريين العراقيين يتناقشون حول معركة الموصل في قاعدة القيارة الجوية، 25 أكتوبر.

بَلغت قوات جهاز مكافحة الأرهاب العراقية على مَشارف قريبة من مدينة الموصل ولقد تقدمت على مدينة الموصل من جهة شرق لتكون على بعد 2 كيلو متر (1.2 ميل) من مركز المدينة، وأضطررت للتوقف لإنتطار تعزيزات عسكرية قبل التَقدم من جَديد.
قَصفت الدبابات والمدفعية العراقية عدة أهداف لداعش في مَنطقة بعشيقة شمال العراق، ودعم الجيش التركي في الشمال قوات البيشمركة ايضاً في تحرير بلدة بعشيقة، وكان تورط تركيا في هجوم الموصل زيادة من التوتر بين تركيا والعراق، مع تهديد العراق بعمل عسكري ضد القوات التركية داخل الحدود العراقية.
26 أكتوبر

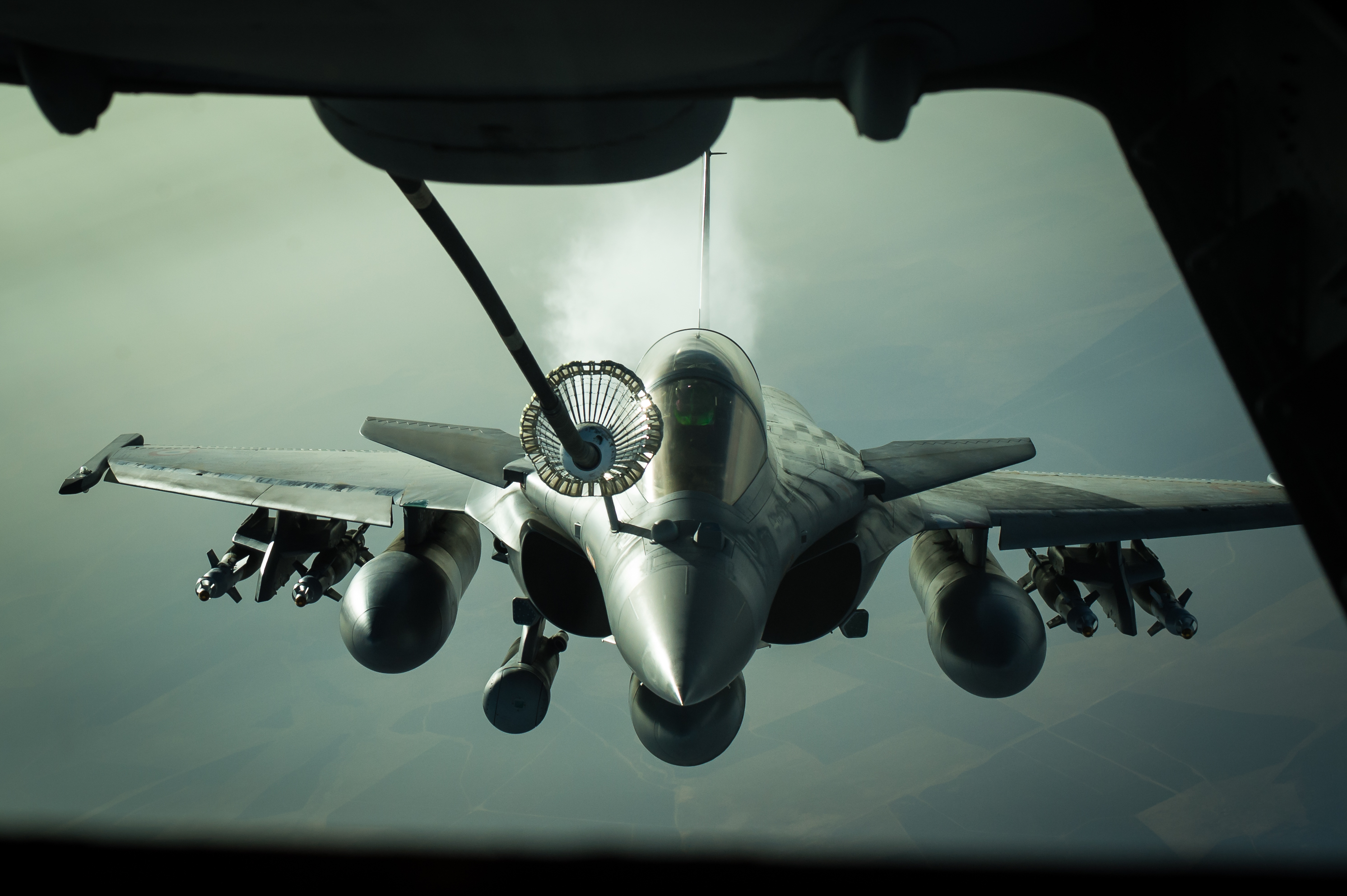
داسو رافال فرنسية تتزود بالوقود من طائرة ماكدونل دوغلاس كيه سي-10 إكستندر في 26 أكتوبر، بالقرب من العراق، سلاح الجو الفرنسي دعم التحالف ب24 طائرة رافال M.

واجهت القوات العراقية مُقاومة شرسة من داعش وهم يحاولون تحرير الشورى، على بعد 30 كم (19 ميل) إلى الجنوب من المدينة، وذكرت وكالة الأنباء رويترز «تحركت القوات العراقية إلى الموصل من الجنوب، ونحن نرى ان مقاومة داعش تزداد قوة»، وقال مسؤول أمريكي عسكري يُدعى كريس باركر، المتحدث بأسم التحالف، إنه ذكرت تقارير المدنيين على الجبهة الجنوبية بان تنظيم داعش يستخدم المدنيين كدروع بشرية، وبحسب ما ورد فقد تم إرسال المئات من الإنتحاريين من سوريا للدفاع عن الموصل، ولقد ذكرت شبكة (سي أن أن) أن داعش نَفذ «أعمال قتل أنتقامية» من المدنيين أنتقاماً لترحيبهم بدخول القوات العراقية وقوات البيشمركة في القرى المُحررة.
ولقد أخلت القوات العراقية أكثر من 1000 مدني من الخطوط الأمامية المحيطة بالموصل، حيث نَقلت المَدنيين إلى الخازر.
وسيطرت قوات البيشمركة على قرية ديرك، 12 كيلو متر (7.5 ميل) شمال شرق الموصل، حيث أكتشف أكبر نفق لداعش مُكتشف إلى حد الآن في منطقة بعشيقة، ويقال إن النفق يحتوي على كميات كبيرة من الأسلحة.
27 أكتوبر
نَشرت خلية الأعلام الحربي ليوم الخميس الموافق لـ 27 أكتوبر بياناً يوضح أبرز عَمليات اليوم، حيث ذُكرت فيه أن القوات العراقية قامت بتفتيش قضاء الحمدانية والقرى المحيطة به ونتيجة لهذا العملية تم قَتل 36 إرهابي وتدمير 4 عجلات مفخخة في محور الكوير، أما من محور القيارة، فقد حررت القوات العراقية قرية هرارة، والرصيف، والأصفية، وطويبة، والشويرات، ونتج عن ذلك حوالي 51 قَتيل من قوات داعش وتدمير 3 عجلات مُفخخة وتفجير 23 عبوة ناسفة، والاستيلاء على مدفع هاون 60 ملم وقاذفة أر بي جي 7 عدد 3 ورشاشة بي كي سي عدد 2 وحزام ناسف عدد 1 والقاء القبض على إرهابي والعثور على معملين للتفخيخ يحتويان على قذائف متفجرة، بالإضافة إلى تدمير 4 عجلات تحمل مسلحين من قبل الجهد الجوي العراقي، ومن جهة سد الموصل تَم إكمال تَطويق قضاء تلكيف.
في بيان أخر لخلية الأعلام الحربي، ذَكر فيه أن خسائر تنظيم داعش من بداية العملية إلى الآن هي كالأتي:- 772 قَتيل، وتأسير 23 شخص ألقي القبض عليهم، وتدمير 127 عَجلة مُفخخة، و 27 مفرزة هاون، و 16 أحادية، و 7 أحزمة ناسفة، وكذلك تدمير مخزن كبير للأسلحة، وتفكيك 4 مَنازل مُفخخة، وتدمير 18 مضاف، وتفجير 397 عبوة ناسفة تحت السيطرة، وتفجير 5 دراجات نارية، وتدمير 3 أنفاق، بالإضافة إلى مركز قيادة لداعش، وتدمير 40 موضع دفاعي، وتدمير مِدفع مقاومة طائرات بعدد 6، وتدمير 3 دوشكة ، والاستيلاء على 1.5 طن من نترات الأمونيا، والاستيلاء على مدفع هاون عيار 120 ملم عدد 9 و380 قنبرة هاون، والأستيلاء على مدفع هاون عيار 60 ملم عدد 1، والأستيلاء على 61 صاروخ كاتيوشا، والأستيلاء على 31 قاعدة صواريخ، والأستيلاء على رشاشة بي كي سي عدد 3، والأستيلاء على قاذفة أر بي جي 7 عدد 4، والأستيلاء على حزام ناسف عدد 1، وتَدمير 4 مدافع والأستيلاء على مدفعيين، والعثور على 4 رشاشات أحادية وتدمير رشاشتين أحادية، والعثور على معملين للتفخيخ.
ولقد اعلنت قناة التلفاز العراقية الرسمية مقتل أكثر من 52 أرهابيا بواسطة القصف الجوي لطياري القوة الجوية العراقية اثر عدة طلعات جوية استهدفت مقرات وتجمعات لتنظيم داعش، واوضح بيان لخلية الاعلام الحربي ان أحد الغارات استهدفت مقرا لتنظيم داعش في الحي العربي الواقع في الجانب الأيسر من مدينة الموصل، وادت هذه الغارة إلى قتل اثني عشر ارهابيا وتدمير المقر كما تم استهداف تجمعات لتنظيم داعش في قريتي العاشق والقطبة في ناحية حمام العليل، وكذلك قتل أكثر من 25 ارهابيا ودمرت 6 عجلات في قرية زلحفة التابعة لناحية الشورة وقتل الإرهابي عبد الحافظ علي سعيد في قرية السويرات بالناحية نفسِها كما تم تدمير مقرا يضمُ خمسة عشرَ ارهابيا في دُور ِالطاقةِ بناحيةِ الشورة وكذلك تم قتلُ مجموعةٍ من الارهابيينَ داخلَ مشفى البوسيف الذي استخدمه تنظيم داعش مستودعا للاسلحة ومقر لهم، كما أكد قائد طيران الجيش الفريق أول الركن حامد المالكي مقتل 100 ارهابي وتدمير عدد من مقرات تنظيم داعش.
وفي تصريح لرئيس إقليم كُردستان العراق، مسعود برزاني قال أن قوات البيشمركة لن تَدخل الموصل.
ووفقاً لما صرحه النقيب فهد الليثي لوكالة الأنباء الوطنية العراقية، إذ قال: إن ثلاثيين أرهابياً قد قتلوا في ضربة جوية كثيفة للتحالف مُستهدفة داعش في حمام العليل في جنوبِ الموصل، وأضاف أن القوات العراقية تمكنت من احكام السيطرة على شوارع قرية وادي القصب وقرية الحمزة في حمام العليل.
ولقد قال قائد القيادة العسكرية الأمريكية المركزية الجنرال جوزيف فوتيل لوكالة الأنباء الفرنسية: «في العمليات التي جرت خلال فترة الأسبوع ونصف الأسبوع الماضية لاستعادة الموصل نقدر أنهم قتلوا على الأرجح 800 إلى 900 مقاتل فقط من مقاتلي تنظيم الدولة الإسلامية داعش» «وقال أثنان من الجنرالات أن الجماعات الجهادية عانت خسائر في القوات وإن مقاتلي التحالف المدعوميين من قبل الضربات الجوية التي تقودها الولايات المتحدة واصلت التقدم على عدة محاور،» ويعتقد أن أعداد تنظيم داعش في مدينة الموصل تَصل إلى حوالي 5000 مُقاتل.
28 أكتوبر
يُقدر مسؤوليين أمريكيين أن هنالك حوالي 3000 إلى 5000 مُقاتل من مقاتلي تنظيم داعش للدفاع عن آخر معاقل المجاميع الإرهابية في العراق، بالإضافة لحوالي 1500 إلى 2000 جندي في المناطق خارج المدينة.
إن القوات الأمنية سيطرت على قضاء الشورة، الذي يبعد حوالي 30 كيلو متر (19 ميل) جنوب الموصل واخلي 5000 إلى 6000 مدني من هناك، وفقاً لعبد الرحمن الوكاع عضو مجلس محافظة نينوى، وقال أن المنطقة الآن نُظفت من قبل العبوات المحلية الصنع والألغام، وأن قوات الأمنية العراقية والشرطة الإتحادية سيطرت على 90% من قضاء حمام العليل"، أكبر قضاء يقع في جنوب الموصل.
وقال الوكاع أن القوات الأمنية العراقية ستقتحم قضاء حمام العليل في الساعات القليلة القادمة ولكن ذلك يعتمد على الوضع في الأرض، وأضاف أن مسلحي داعش يستخدمون سياسة «الأرض المحروقة» عن طريق تدمير المنازل والمباني والجسور لإبطاء حركة القوات الأمنية العراقية.
ذَكرت مصادر الأمم المتحدة أن داعش أتخدت من عشرات الآلاف من المدنيين لأستخدامهم كدروع بشرية في الموصل. على الأقل 5000 عائلة أستخدمت في قضاء الشورة، و2210 عائلة من نمرود في الحمدانية.
من جانب أخر، أعلنت القوات العراقية وقف هجماتها وتقدمها بإتجاه بالموصل ليومين وقد بررت هذا التوقف لترسيخ النجاحات المحققة منذ بدء عملية أستعادة الموصل.، إلا أن قائد قوات جهاز مكافحة الأرهاب صرح بعد ساعات قليلة على أنه لم يتلقى أوامر بإيقاف عمليات الموصل.
29 أكتوبر
صرح رئيس الوزراء العراقي حيدر العبادي، أن معركة الموصل مستمرة ولا صحة لتوقف العمليات العسكرية.
في 26 أكتوبر، الموافق ليوم السبت ساهم الحشد الشعبي في المعركة وقد شن هجوماً بإتجاه غرب الموصل، وأقتربوا على بعد 55 كيلو متراً (35 ميلاً) من أطراف مدينة، وكان يَهدف هجوم الحشد الشعبي السيطرة على قرى غرب الموصل والوصول إلى مدينة تلعفر، كذلك قطع أي طريق لهروب تنظيم داعش أو أي دعم عسكري يأتي من سوريا لتعزيز دفاعهم في الموصل.
تَمكنت الفرقة المُدرعة التاسعة من تحرير قرى الحميدية، الشروق، المخلط، الجايف ضمن المحور الجنوبي الغربي للموصل.
حررت قوات الشرطة العراقية ناحية الشورى بالكامل، ووصلت إلى تقاطع حمام العليل على طريق بغداد الموصل، كذلك حررت قرية البوحمد، وعين ناصر.
30 أكتوبر
مَشطت قوات الشرطة العراقية الإتحادية منطقة الشورة، وقال قائد الشرطة الإتحادية العراقية الفريق رائد شاكر جودت في بيان «ان قطعات الشرطة الاتحادية والرد السريع شرعت اليوم بعمليات تمشيط منطقة الشورة وتطهيرها من الالغام والتفخيخ».، وقد قامت الفرقة المدرعة التاسعة بتحرير قرية علي رش جنوب الموصل،حررت قوات الحشد الشعبي قريتي زركة والشيك جنوب غرب الموصل، ودخلت ايضاً منطقة الجرن، وصرح الحشد بأنه غير مُكلف بدخول الموصل حسب خطة القائد العام للقوات المسلحة حيدر العبادي، والقطعات العسكرية العراقية تواصل تقدمها نحو الموصل.
صرح رئيس الوزراء العراقي حيدر العبادي أن معركة الموصل مُستمرة على الجميع المحاور ولا صحة لتوقفها،ودعا رئيس مجلس النواب العراقي سليم الجبوري، إلى حل مشكلات دولية تخيم على معركة الموصل.
هَبطت طائرة سي-130 في قاعدة القيارة الجوية لأول مرة منذُ تحريرها وترميمها مُحملة بالعتاد وبعدد من القوات الأمنية.
بحسب ما ورد من المرصد السوري لحقوق الإنسان، قال إنه 300 طفل جندي سوري أؤتي بِه إلى العراق قتلو أثناء عمليات الموصل، و480 جندي على الأقل من مقاتلي داعش السوريين لقو حتفهم حتى الآن، بما في ذلك الجنود الأطفال 300 كتخمين، والمعروفيين بأسم «أشبال الخلافة».
31 أكتوبر
في صباح يوم 31 أكتوبر، أعلن قائد عمليات تحرير نينوى (نجم الجبوري) إنطلاق عَمليات تحرير الساحل الايسر من الموصل، وأن قوات الفرقة المُدرعة التاسعة وجهاز مكافحة الأرهاب العراقي واللواء الثالث في الفرقة الأولى والفرقة السادسة عشر سوف تقتحم الساحل الايسر وتقتحم مدينة الموصل، وقال رئيس جهاز مكافحة الأرهاب الفريق أول ركن طالب شغاتي أن قواته وصلت إلى مدينة الموصل، وقد بدأت قوات مكافحة الأرهاب في الدخول والسيطرة على منطقة ومصنع كوكجلي في الساحل الأيسر شرقي مدينة الموصل، وقد دخلت قوات جهاز مكافحة الأرهاب أول أحياء المدينة وكذلك قد قامت بالدخول إلى حي الكرامة.
حررت قوات الحشد الشعبي أربع قرى غرب الموصل وهي قرى أبو شويحة، وأم شنين، الحويش، قرية خراتي، وقتلت ما يقارب 34 حسب أدعاء عراقي.، وقد صرح صالح الفياض أن مشاركة الحشد الشعبي في عمليات الموصل كانت ضمن خطة وضعها القائد العام للقوات المسلحة.
وذكرت قناة السومرية الفضائية العراقية أن داعش لم يعد يشير إلى أن الموصل عاصمة الخلافة لها للمرة الأولى منذ ان سيطر على المدينة في عام 2014، وقال التقرير أن حدث تغيير مفاجئ في وسائل أعلام داعش داخل مدينة الموصل من خلال البيانات أن المدينة ليست عاصمة الخلافة، مخالف للأيديلوجية التي قالها داعش منذ عام 2014، أن الموصل هي عاصمة للخلافة.
ظهر رئيس الوزراء العراقي حيدر العبادي في قضاء الشورة على التلفزيون الرسمي العراقي حيث دعا مقاتلي داعش في الموصل على الإستسلام، حيث قال حيدر العبادي «لن يكون هناك طريق للخروج، وليس هناك وسيلة للهرب،» وأنه «إما الموت، أو الأستسلام».

### نوفمبر: دخول شرق الموصل والوصول لتلعفر
1 نوفمبر
تَمكنت القوات العراقية من دخول الأحياء الشرقية للموصل والتوغل بداخلها وفرض سيطرتها على مبنى حكومي في حي كوكجلي، وذكر موقع روداو أن قتال عنيف حَصل في منطقة كوكجلي، عند بوابة مدخل شرق الموصل، حيث يستخدم تنظيم داعش السيارات المفخخة والعبوات الناسفة ونيران القناصة في محاولة لوقف التقدم، وقد دَخلت قوات جهاز مكافحة الإرهاب الثلاثاء الماضي في أشتباكات عنيفة مع مسلحي داعش في حي كوكجلي والمعامل، وتم هذا في الأسبوع الثالث للعملية العسكرية التي تهدف إلى تحرير أكبر مدينة في العراق من قبضة داعش، .، ودخلت القوات العراقية حي الكرامة شرق الموصل وباشرت في يوم الثلاثاء إطلاق قذائف المدفعية والدبابات ونيران المدافع الرشاشة على مواقع تنظيم داعش، وبالإضافة إلى الغارات الجوية من قبل التحالف على الحي وحرق تنظيم داعش الإطارات للحد من الرؤية، ولقد تمكنت القوات العراقية من تحرير المبنى الرسمي الحكومي الذي يَقع شرق مدينة الموصل،
وقال اللواء الركن في جهاز مكافحة الإرهاب سامي العارضي نقلاً عن وكالة أسوشييتد الاخبارية: «إن عناصر داعش أقاموا جدرانا إسمنتية لإغلاق حي الكرامة ومنع تقدم القوات، فضلا عن زرعهم قنابل على طول الطريق المؤدي إلى المدينة.»
وأعلن رئيس جهاز مكافحة الإرهاب العراقي، الفريق أول ركن طالب شغاتي، في يوم الثلاثاء بدء «التحرير الفعلي» لمدينة الموصل، موضحا أن القوات العراقية دخلت قضاء الموصل، وقال شغاتي في تصريح لقناة العراقية الرسمية، الثلاثاء أن بلدة كوكجلي تعتبر داخل أحياء المدينة مضيفاً بقوله: «فعلياً نحن دخلنا الحدود الإدارية» للموصل.
ولقد حررت قطعات الفرقة التاسعة المدرعة واللواء الثالث الفرقة الأولى في المحور الجنوبي الشرقي منطقة طويلة وشهرزاد وتستعد للدخول إلى منطقة المفتي ضمن الساحل الايسر.
2 نوفمبر
ذكر موقع روداو أن القوات العراقية الخاصة مُستمرة في قتال تنظيم داعش في القسم الشرقي من حي كوكجلي، على الرغم من إعلانها إن مَنطقة تحت السيطرة العراقية يوم الثلاثاء.
وقال العميد الركن حيدر فاضل أن القوات العراقية أضطرت إلى الحفاظ على مواقعها العسكرية في شرق الموصل بسبب سوء الأحوال الجوية، وفَتشت القوات العراقية عدد من المنازل في منطقة كوكجلي، وقتلت ثمانية مُسلحين من تنظيم داعش، إضافة إلى 6 قتلوا داخل نفق وجد في منطقة كوكجلي وقتل أثنان اثناء هجومهم على وحدات الجيش. وأعلن الحشد الشعبي تحرير 115 كيلو متراً غرب الموصل في يوم 2 نوفمبر، بعد قتال شرس مع تنظيم داعش، وسيطر على أربع قرى وهي قرية أم العظام، وقرية خبيرات، وقرية تل السيف الاثري، وشركة (عين الجحش)، والرحمانية، وتمكنت قوات الحشد الشعبي من الوصول لخط الطريق السريع إلى الجنوب الغربي من الموصل وبذلك قطعوا خط الإمداد الأول لمدينة الموصل من الرقة.
وشنت قوات الجيش العراقي هجوماً منذ الصباح لأستعادة منطقة حمام العليل، والتي تبعد حوالي 10 كيلو متر (6.2 ميل) جنوب الموصل، ولقد حاربت في قتال شرس مع تنظيم داعش، وحررت الشرطة الأتحادية العراقية حوالي 12 قرية ومنها قرية القاهرة، وقال قائد الشرطة الإتحادية العراقية الفريق رائد شاكر جودت «انَ مقاتلي الشرطةِ الاتحاديةِ حرروا قرى المنكار والبزونة وخرار وشهلوب وبزيرة ورفعوا ِالعَلَمَ العراقيَ فوق مبانيها.» وقد حررت قطعات الرد السريع التابعة إلى وزارة الداخلية العراقية قرية أبو غلاوين شمال ناحية الشورة.
3 نوفمبر
أصدر القسم الإعلامي من تنظيم داعش عبر مؤسسة الفرقان في شبكة الإنترنت ملفا صوتيا من 32 دقيقة، يزعم فيه المتحدث أنه زعيم من جماعة أبو بكر البغدادي، ويقول فيه أنه «واثق من النصر» في الموصل، ولقد دعا مُقاتلي تنظيم داعش إلى عدم التراجع قائلاً: «الثبات هو شرف وهو أفضل ألف مرة من أن تتراجع»، ويُقال أن هذا أول تسجيل صوتي منذ أواخر عام 2015، ولقد ذّكر فيه الحشود العسكرية التركية على الحدود العراقية التركية التي بدأت في 1 نوفمبر، مشيراً إلى أن التسجيل الصوتي حديث جداً.
ولقد دَخلت الفرقة المُدرعة التاسعة العراقية حي الإنتصار في شرق الموصل، وفقاً لما صرح به العميد القائد أنطوان إبراهيم.
ووصفت السلطات الأمريكية والعراقية الهجوم بأنه «قبل الموعد المحدد»، حيث من المتوقع أن تكون عملية التحرير طويلة، وقال المتحدث بأسم وزارة الداخلية العراقية العميد سعد معن لرداو أن الأولوية هي لحماية أرواح المدنيين والحفاظ على البنية التحتية، ومن المحتمل أن تتباطئ القوات في تحريرها للمدينة.
وذكرت وكالة عين الموصل الأخبارية أن حي السماح تحرر تماماً، وأفادت ايضاً أن الضربات الجوية قد قَصفت الجسر الخامس في الموصل، الواقع على نهر دجلة، ولقد تَبين أن طائرات التحالف قصفت رَتلا عسكريا يَمر من على الجسر الخامس مما تسبب في تحطمه وخروجه عن الخدمة، أما الجسر الثاني فقد دُمر ويعرف ايضاً بـاسم جسر الحرية منذ يوم 17 أكتوبر.
4 نوفمبر
أستعاد الجيش العراقي ستة مناطق في الموصل، بما في ذلك حي الزهراء شرق الموصل، وقالت القوات العراقية أن 90% من الحي تحت سيطرتها، وواجهت القوات العراقية مقاومة شرسة في حي الكرامة.
وقال المقدم منتظر سالم من قوات مكافحة الإرهاب لوكالة فرانس برس إن قوات مكافحة الإرهاب تقدمت إلى حي الكرامة (شرق المدينة)، مشيرا إلى أنها واجهت إطلاق نار كثيف من أسلحة رشاشة وتفجير قنابل من مقاتلي تنظيم الدولة الإسلامية
5 نوفمبر
أستمر القتال في الصباح، وفي تصريح لوكالة اسوشيتد برس عن أن الأشتباكات تدور على أشدها في حي البكر، وقال اللواء العراقي سامي العريضي «أن داعش في وسط المدينة ويجب أن نكون حذريين للغاية في تقدم قواتنا».
سيطرت القوات العراقية على أحياء كركوكلي والزهراء في الشرق والتحرير في الشمال الشرقي، وفي الجنوب مناطق القُدس والكرامة تحت السيطرة، وأستئنف القتال العنيف في منطقة كوكجلي بعد ظهور مقاتلي تنظيم داعش عبر الأنفاق أثناء الليل.
أدعى تنظيم داعش أنه قَتل 15 من القوات العراقية ودمر ست سيارات عسكرية. وفي غضون ذلك صورت الأقمار الصناعية الصادرة عن شركة أمريكية خاصة ستراتفور أنها كشفت دفاعات هامة ثُبتت بواسطة تنظيم داعش، بما في ذلك الأنقاض التي تغلق الطرق الرئيسية في وسط المدينة، وصفوف من الحواجز الكونكريتية والسواتر التربية، وأظهرت الصور أيضاً أدلة على أن تنظيم داعش قد وجهة المباني ومسح التضاريس حول قاعدة عسكرية سابقة في الضفة الغربية وحول مطار الموصل الدولي.
واصل الجيش العراقي هجومة على حمام العليل من ثلاث جبهات التي تبعد 30 كم (19 ميل) عن جنوب الموصل، ثاني أكبر مدينة في العراق، في فترة ما بعد الظهر دخلت القوات العراقية وسط المدينة ورفعت العلم العراقي فوق مبنى الحكومة، ولكن أستمرت الأشتباكات العنيفة، وبحسب ما ورد أن مقاتلي تنظيم داعش يستقلون دراجات نارية لتجنب الضربات الجوية في 10:10 مساءً ذَكرت روداو أن حمام العليل تحرر، ورُفع العلم العراقي.
أكدت وزارة أيرلندا للشؤون الخارجية وفاة الإيرلندي من تنظيم داعش الذي يعرف باسم تيري كيلي ولقبهُ (أبو أسامة) الإيرلندي، ولقد أدعى تنظيم داعش أنه توفي في مهمة إنتحارية وكان البيان كالآتي «أستشهاد الأخ أبو أسامة الإيرلندي - تقبله الله تعالى - أنطلقت سيارته المحملة بالمتفجرات على جمع من المرتدين في قرية الغزايل الكبير جنوب تلعفر مما أسفر عن مقتل وإصابة العشرات منهم، وتدمير العديد من سياراتهم».
6 نوفمبر
على الجبهة الجنوبية الغربية، ذكرت القوات العراقية إنها تبعد مسافة 4 كيلو مترات (2.5 ميل) عن مطار الموصل الدولي بعد السيطرة على حمام العليل في اليوم السابق، ولقدأقتحمت القوات العراقية حي السادة، في أول دخولها في شمال الموصل.
ذكرت وكالة عين الموصل الأخبارية أن الذعر واليأس دب بين المواطنين داخل المدينة خوفاً من الموت الوشيك سواء من القوات العراقية أو تنظيم داعش، إذ زرع تنظيم داعش القنابل حول المباني السكنية، وحاصر المنازل بالقنابل وقال أحد المدنيين: نحن نعيش بين القنابل الموقوتة من حولنا! إذ أن الضربات الجوية والنيران لا تقتلنا، وتلك السيارات المفخخة تفعل تلك الوظيفة.
أعلن مكتب أعلام حرب العراق أن أبو حمزة الأنصاري، وهو أحد قادة داعش من الجزائر، قتل في جنوب الموصل في منطقة حمام العليل خلال المعارك الدائرة مع الفرقة 15 من قوات الجيش العراقي.
7 نوفمبر
ذكرت وكالة روداو الإخبارية ان قوات البيشمركة شنت هجوماً واسعا في الصباح لإستعادة مدينة بعشيقة، وما زالت المدينة تحت سيطرة تنظيم داعش والبلدة تحاصرها قوات البيشمركة من مدة أسبوعين منذ بدء العملية. يُعتقد وجود قُرابة 100 إلى 200 عنصر من تنظيم داعش في بعشيقة، وقال كاكا حما في قوات البيشمركة أن هجوم البيشمركة يتكون من ثلاث جبهات، وأن الضربات الجوية للتحالف لعبت دوراً كبيراً في الهجوم لفترة ما بعد الظهيرة في وقت مُبكر، وذكرت وكالة روداو الإخبارية أن بلدة بعشيقة مُحررة وأن قوات البيشمركة سيطروا عليها بشكل كامل.
وعلى الجبهة الجنوبية، ذكرت وكالة فرانس برس أن حمام العليل الذي أعلن أنه تحت السيطرة العراقية في 5 أكتوبر، تحرر بالكامل الآن من قبل مجموعة من قوات الشرطة الأتحادية العراقية وقوات النخبة التابعة إلى وزارة الداخلية العراقية.
في شرق الموصل، حررت قوات العمليات الخاصة العراقية أحياء الملايين والسماح والخضراء وكركوكلي والقدس والكرامة وعدن والزهراء في الساحل الأيسر لمدينة الموصل ورفعت العلم العراقي فوق المباني بعد تكبيد تنظيم داعش خسائر بالأرواح والمعدات.
8 نوفمبر
قَتل البيشمركة 12 مُقاتل من مقاتلي داعش يحاولون الفرار من البلدة التي تحررت مؤخراً، وعاد تنظيم داعش إلى البلدات التي سيطرت القوات المشتركة العراقية عليها عبر الأنفاق والكمائن فلا يزال هُناك قلق شديد.
وأفاد مراسل «راديو سوا» في محور الخازن بدرخان حسن بأن اشتباكات عنيفة تدور بين البيشمركة وعناصر داعش في المنطقة.
قالت مفوضية الأمم المتحدة لحقوق الإنسان الثلاثاء إن مقاتلي تنظيم الدولة الإسلامية داعش أقدموا على اختطاف 295 من أفراد قوات الأمن العراقية السابقين قرب الموصل، وأجبروا ألفا و500 أسرة على الانسحاب معهم من بلدة حمام العليل صوب مطار المدينة.
أرسلت وزارة الهجرة والمهجرين العراقية ثلاث شاحنات مُحملة ب 80 طن من المساعدات الغذائية كمساعدات أغاثية للعوائل في منطقة حي الإنتصار بمدينة الموصل.
9 نوفمبر
سيطرت القوات الخاصة العراقية على غالبية حي الإنتصار في جنوب الموصل، يقال أن داعش بدء بنشر الجنود الأطفال المُسلحيين، الذين معروفين بأسم '«أشبال الخلافة».
قال عضو اللجنة الأمنية في مجلس محافظة نينوى هاشم بريفكاني لـ«راديو سوا» إن القوات العراقية دخلت حيي الزهراء وصدام في الموصل، وباشرت بتطهيرهما من مسلحي التنظيم، مشيرا إلى تقدم آخر يتحقق من جهة تلفعر غرب دجلة على مقاتلي الحشد الشعبي.
أعلن قائد قوات الشرطة الاتحادية الفريق رائد جودت في بيان الأربعاء تحرير 93 قرية وإجلاء أكثر من ألفي عائلة، كما قتلت القوات 935 من مسلحي التنظيم واعتقلت 160 غيرهم، ودمرت 190 سيارة ملغمة، منذ انطلاق العمليات العسكرية حسب قوله.
أثناء التحرير، هنالك العديد من المشاكل التي يعينها سكان المدن المحررة الذين يعانون من نقص حاد في المواد الغذائية، بسبب أن وكالات الأغاثة غير قادرة على الوصول للأحياء المحررة لان الأحياء لم يتم تطهيرها من العبوات الناسفة، ايضاً بسبب خطر القناصة، والقوات العراقية تعمل على تدمير وتعطيل الألغام الأرضية قبل أن تعود الناس.
أعلنت المنظمة الدولية للهجرة في يوم الأربعاء أن 40 ألف شخص فر من منازلهم منذ بدء العملية العسكرية لأستعادة مدينة الموصل.
10 نوفمبر
في شرق الموصل، سيطر الجيش العراقي (الفرقة الذهبية والفرقة 19 المُدرعة) على حي الزهراء وما لا يقل عن نصف حي عدن وكانت الأشتباكات جارية.
على الجبهة الجنوبية تَقدمت عناصر من الفرقة المُدرعة التاسعة العراقية والحشد العشائري نحو منطقة نمرود.
أعلنت وسائل الإعلام في وزارة الدفاع العراقية يوم الخميس قتل قائد هيئة الحرب خالد الميتويتي، وذكر أعلام وزارة الدفاع أيضاً أن قوات من لواء 35 و37 من الجيش العراقي حررت قرية عباس رجب ورفعت العلم العراقي على مبانيها مشيراً إلى أن تقدم القوات مُستمر.
11 نوفمبر
في الجبهة الجنوبية، تقدمت القوات العراقية بإتجاه مطار الموصل الدولي ومعسكر الغزلاني، أما في شرق الموصل فقد شنت القوات العراقية هجوماً جديداً لأستعادة السيطرة على حي كركوكلي بعد يومين من أزالة المتفجرات، وذكرت وسائل الاعلام المحلية أن وحدات مكافحة الأرهاب العراقية تمكنت من الدخول إلى حي القادسية.
وأكد مصدران بالاستخبارات العسكرية العراقية، يوم الجمعة، مقتل محمود شكري النعيمي، المعروف باسم «الشيخ فارس» وهو القيادي بتنظيم الدولة الإسلامية في العراق والشام أو ما يُعرف بـ«داعش،» في غارة للتحالف الدولي شرق الموصل.
12 تشرين الثاني / نوفمبر
في 12 نوفمبر، وقعت اشتباكات عنيفة في حي السلام شرق الموصل. وأعلن الجيش العراقي أنه استولى على حي العربجية، وكان يزيل منطقة القادسية الثانية المجاورة. كما وصلوا إلى حي فلسطين في جنوب شرق الموصل وكانوا يشاركون في معركة مع تنظيم داعش في حي القدس. وأعلنت قوات الحشد الشعبى أن وحدات مقاومة سنجار (يبس)، من جانبها، بدأت عملية الاستيلاء على القرى حول سنجار من داعش.
وبعد مقتل عدد من كبار قياداتها جراء غارة جوية شنتها قوات التحالف في شرق الموصل، فرض تنظيم الدولة الإسلامية حظر التجول في المدينة. وذكر مصدر محلي أيضا أن الجماعة كانت تقوم بإجلاء أسر مقاتليها من الغرب إلى شرق الموصل، مما يشير إلى انهيار حاد للدفاعات على الجبهة الغربية. وكان مقاتلوها يستخدمون في الوقت نفسه طائرات بدون طيار للمراقبة فضلا عن الانتحاريين والقناصة ضد الجيش العراقي.
13 تشرين الثاني / نوفمبر
وفي 13 نوفمبر / تشرين الثاني، استعادت القوات العراقية مدينة النمرود الآشورية القديمة، فضلا عن المدينة الحديثة المجاورة. وفي الوقت نفسه، استولت القوات العراقية على حي كركوجلي في شرق الموصل. قال الجنرال معن السعدي، قائد المجموعة الثانية من قوات العمليات الخاصة العراقية، إن تنظيم الدولة الإسلامية ينهار ويخسر السيطرة، مع القوات العراقية الآن بعد يومين فقط من الاستيلاء على حي حيث كانوا يخططون للقتال لمدة أربعة أيام.
14 تشرين الثاني / نوفمبر
وفي 14 تشرين الثاني / نوفمبر، قتل 30 من مقاتلي داعش، بمن فيهم كبار القادة، بينما استولت قوات قوات الحشد الشعبى على قرية العباس. كما استولوا على قريتين أخريين، وقالوا إن تنظيم الدولة الإسلامية في العراق والشام حصل على خسائر بشرية ومادية شديدة. وفي الوقت نفسه، قتل عشرين مسلحا في غارات جوية قام بها سلاح الجو العراقي.

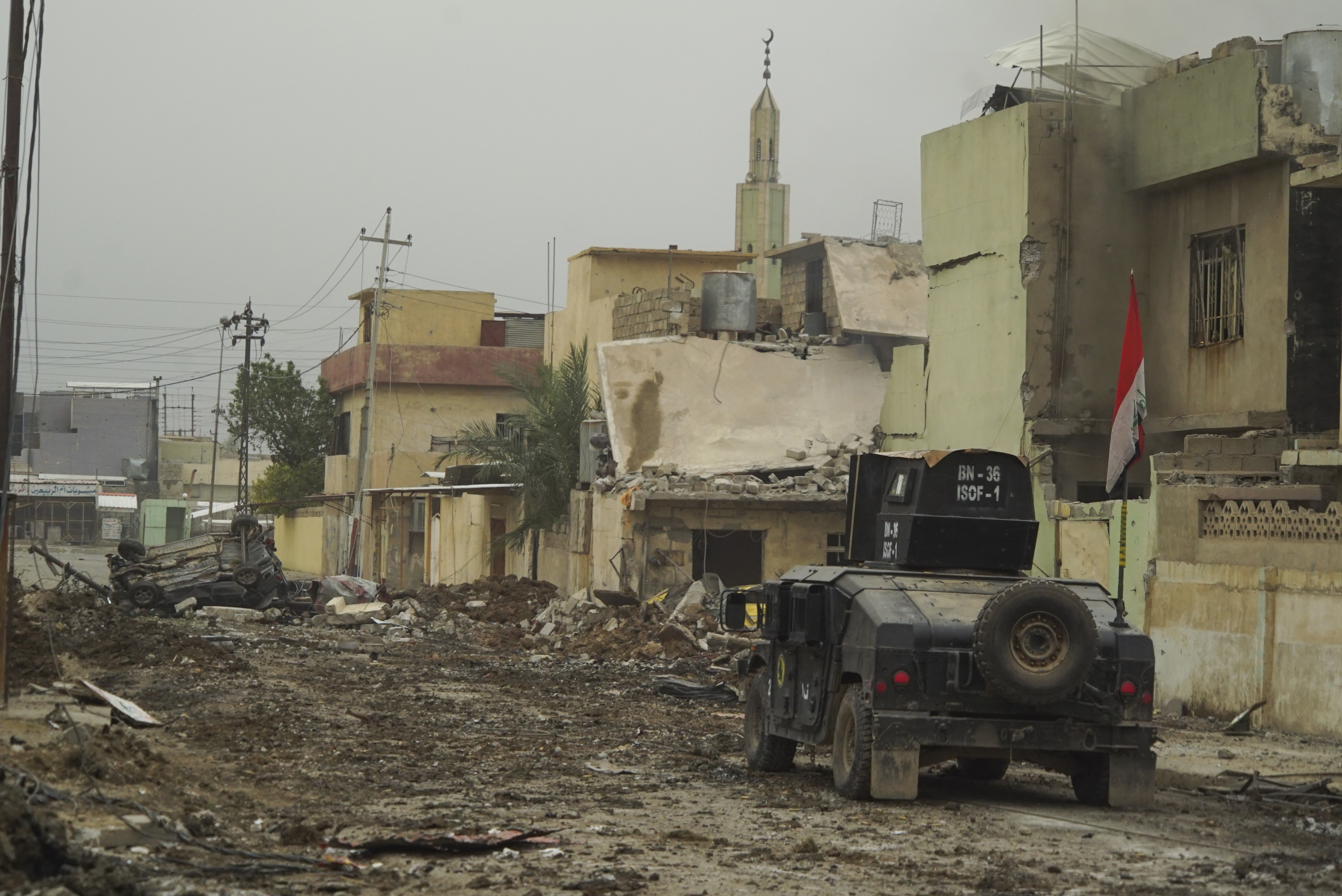
مدرعة تابعة لقوات العمليات الخاصة العراقية في أحد شوارع الموصل، 16 تشرين الثاني / نوفمبر 2016

استولت القوات الموالية للحكومة على الجبهة الجنوبية على قرية بو يوسف، وعلى بعد 3 كيلومترات من مطار الموصل. وفي الوقت نفسه، شن تنظيم الدولة الإسلامية ثلاث هجمات باستخدام صواريخ مليئة بغاز الخردل على القيارة، مما تسبب في وقوع سبعة ضحايا.
15 تشرين الثاني / نوفمبر
وفي 15 نوفمبر / تشرين الثاني، قتل 49 مسلحا في غارات جوية شنتها القوات الجوية الأمريكية على حي البكر في الموصل. كما بدأت قوات من الفرقة الذهبية اقتحام مناطق في شمال وشرق الموصل، بما في ذلك أحياء الأخاء والبكر والحضبة. ودمرت سيارتان مفخختان بينما قتل ثلاثة مفجرين انتحاريين. على الجبهة الغربية، أعلنت منظمة بدر أنها استولت على قريتين وتقدمت 10 كيلومترات في المحور الغربي للهجوم.
16 تشرين الثاني / نوفمبر

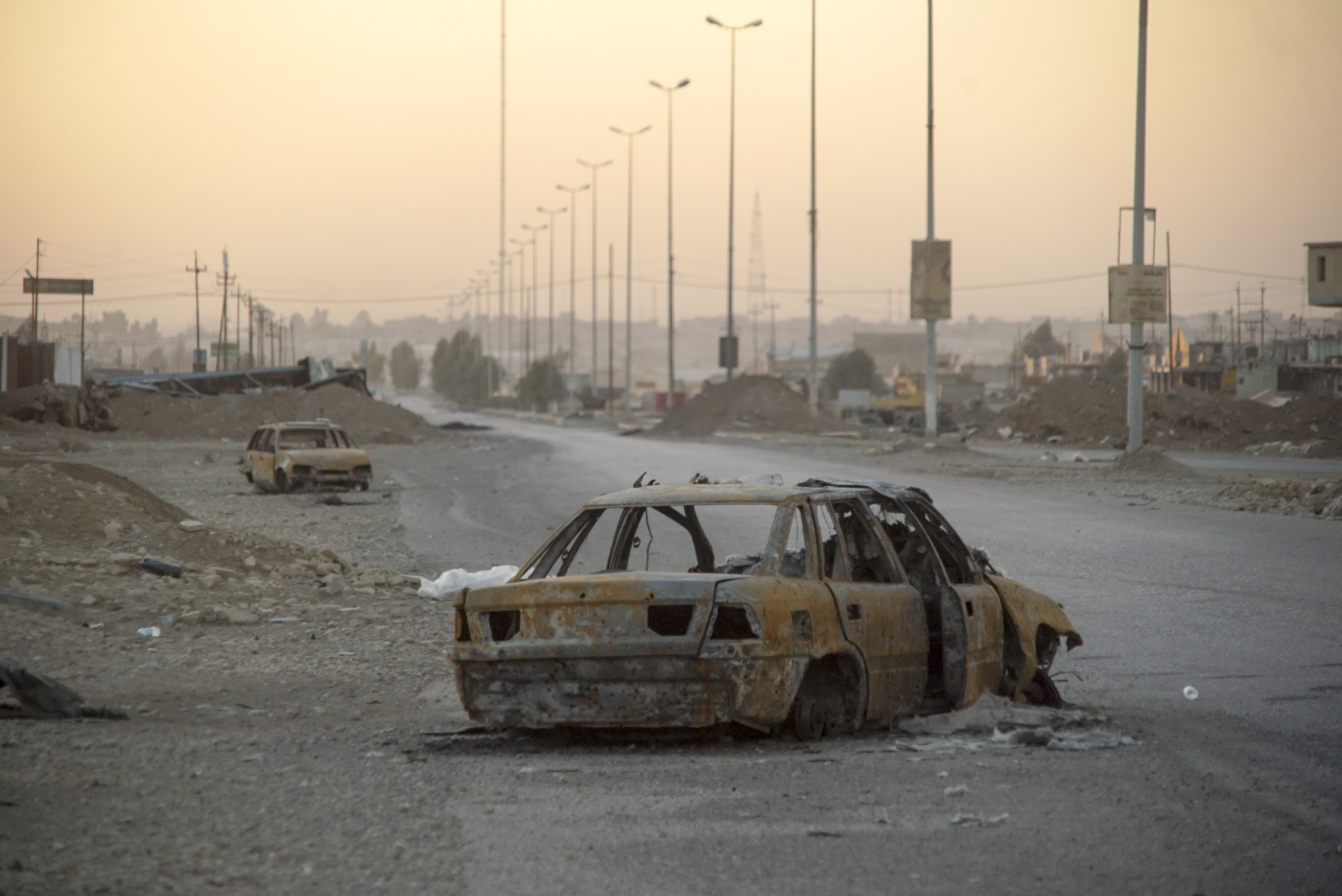
ضواحي الموصل، 17 تشرين الثاني / نوفمبر 2016

وفي 16 نوفمبر / تشرين الثاني، قتل داعش أربعة عشر مدنيا في حي الزهراء الخاضع لسيطرة الحكومة.  وتسببت الغارات الجوية التي شنتها قوات التحالف بقيادة الولايات المتحدة في تدمير 4 طائرات مائية و 6 أنظمة هاون و 2 موقعا قتال و 2 مركبات وقبو ومبنى من قبل تنظيم الدولة الإسلامية.
كما سيطرت قوات الدفاع الشعبي على قاعدة تلعفر الجوية العسكرية غرب مدينة الموصل.
18 تشرين الثاني / نوفمبر
وفي 18 نوفمبر / تشرين الثاني، في الغرب، كانت قوات الدفاع الشعبي تقوم بتأمين وإزالة قاعدة تلعفر الجوية العسكرية التي استولوا عليها من تنظيم الدولة الإسلامية قبل يومين، وإعداد الهجوم على المدينة.  في المنطقة المجاورة، كانوا يهاجمون المزيد من القرى، في منطقة سيئة السمعة ضد التشدد الإسلامي السنة والدعم البارز لتنظيم داعش بين السكان.  وقد تم بالفعل السيطرة على قوات حرس الحدود في أكثر من 16 قرية في المنطقة المحيطة بها، خلال الأيام السابقة.
20 تشرين الثاني / نوفمبر
وقالت مديرية مكافحة الإرهاب في بيان بثه التلفزيون المملوك للدولة ان قوات مكافحة الإرهاب تمكنت من تحرير مناطق حي عدن والإخاء ومشروع المياه في الموصل داخل المحور الشرقى لعمليات تحرير نينوى. مقتل والي داعش في الحي عدن، مروان حامد صالح الحيالي، قتل.
22 تشرين الثاني / نوفمبر

خريطة خطوط المواجهة في الموصل (حوالي 22 نوفمبر 2016)

وفي 22 تشرين الثاني / نوفمبر، في الموصل، أفيد بأن مقاتلي تنظيم الدولة الإسلامية يستهدفون القوات الخاصة العراقية بالصواريخ وقذائف الهاون لأنها تقدمت ببطء في حي زهور المكتظ بالسكان. وأصيبت أربعة من جسور دجلة الخمسة بضربات التحالف الجوية خلال ال 48 ساعة الماضية.
بعيدا عن الغرب على الحدود السورية، بالقرب من مدينة باج، تم القبض على أربعة من قادة الدولة الإسلامية في عملية خاصة أمريكية.
23 تشرين الثاني / نوفمبر
وفي 23 تشرين الثاني / نوفمبر، إلى الغرب، أفادت قوات حرس الحدود بقطع الطريق بين سنجار وتلعفر، ومجموعاتهم الشيعية المتقدمة من الجنوب التي تربطها وحدات المقاومة سنجار ووحدات المرأة التزيدية إلى الشمال، وبذلك تكتمل تطويق جيب الموصل .
25 تشرين الثاني / نوفمبر
قتل 50 من مقاتلي داعش و 32 آخرين اعتقلوا مع الشرطة الفدرالية العراقية تواصل عملية تطهير المنطقة جنوب الموصل.
30 تشرين الثاني / نوفمبر
وفي 30 نوفمبر / تشرين الثاني، قالت قوات الدفاع الشعبي إنها استولت على 12 قرية من داعش في منطقة تلعفر، خلال الأيام الخمسة الماضية.
في نهاية نوفمبر / تشرين الثاني، قام الجيش العراقي بتقييم أنه سيطر على 19 حي في شرق الموصل خلال الشهر، وهو ما يشكل أقل قليلا من 30 في المئة من منطقة الموصل شرق دجلة.  في حين أن قوات «القوات الذهبية» الخاصة تقدمت باستمرار في شرق الموصل، أخذت الفرقة التاسعة حي واحد في الجنوب الشرقي، شعبة 16th لم تنتهك بعد حدود مدينة الموصل من الشمال، وشعبة 15th، تقدم من الجنوب الغربي، وكان على بعد عدة كيلومترات من غرب الموصل.

### كانون الأول / ديسمبر: التقدم نحو الحدود السورية
4 كانون الأول / ديسمبر
قتل 2 من قادة تنظيم الدولة الإسلامية في العراق والشام، أبو طرق وفالح الرشيدي، في غارات جوية شنتها قوات التحالف ضد داعش في 4 كانون الأول / ديسمبر. واشترك الرشدي في استخدام المجموعة ل «في بي دي» (السيارة المتفجرة التي تحملها المركبات) وقتل في الموصل. قتل أبو ترك في الشرقات وكان ميسر مالي.
6 كانون الأول / ديسمبر
20 سماع الغارات الجوية التي شنها التحالف الذي تقوده الولايات المتحدة صباح يوم 6 ديسمبر / كانون الأول في أعقاب الهجوم على الجسر الرئيسي الاستراتيجي للمدينة الذي عقده تنظيم الدولة الإسلامية في العراق والشام. وفي ساعات الليل، شن تنظيم الدولة الإسلامية في العراق والشام هجوما مضادا في المنطقة الجنوبية الشرقية من الموصل بالقرب من السلام؛ ومع ذلك، لم يتم الإعلان عن أرقام الإصابات من أي من الجانبين.  في الوقت نفسه ذكرت قوات الحشد الشعبى أنها استولت على الجزء الجنوبي من تل أبتا.
7 كانون الأول / ديسمبر

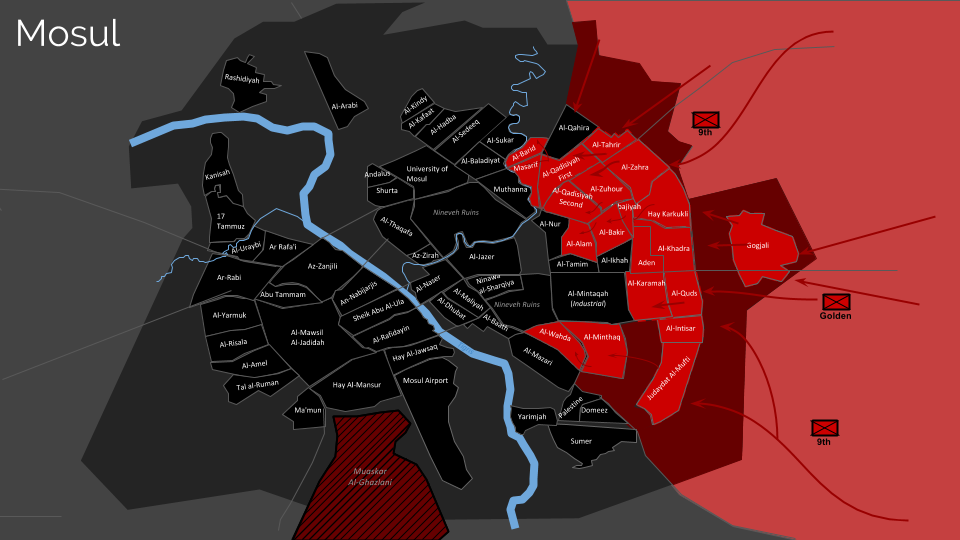
المعركة الجارية في الموصل اعتبارا من 7 ديسمبر 2016.

وفي أعقاب الهجوم الذي شنه تنظيم داعش بين عشية وضحاها، واصلت القوات العراقية تأمين منطقة السلام، واستولت على مستشفى السلام. ومع ذلك، استولى تنظيم الدولة الإسلامية على المستشفى بعد هجوم مضاد دمر أو عطل 20 مركبة عراقية.
9 كانون الأول / ديسمبر
وأعلنت قيادة العمليات المشتركة العراقية في 9 كانون الأول / ديسمبر أنها استولت على ثلاث مقاطعات في سها وعادل والتحرير. واضافت ان القوات العراقية استولت على 27 منطقة في الموصل مع اشتباكات في 4 مناطق. وقال الفريق عبد الأمير يار الله في الوقت نفسه ان ثلاثة مصانع تقوم بتفجير سيارات مفخخة في الموصل وثلاثة مخازن للاسلحة دمرت من قبل الغارات الجوية العراقية.
11 كانون الأول / ديسمبر
وذكرت قوات جهاز مكافحة الإرهاب أنها استولت على منطقة أخرى في شرق الموصل، بحي النور.
12 كانون الأول / ديسمبر
وقالت الشرطة الفيدرالية العراقية إن ثلاثة من كتائبهم، كانت تهدف في البداية إلى التقدم من الجنوب الغربي نحو المطار، أعيد نشرهم للانضمام إلى كتائب مكافحة الإرهاب الثلاثة في القسم الشرقي من المدينة.
13 كانون الأول / ديسمبر
وقال قائد جهاز مكافحة الارهاب عبد الوهاب الساعدي إنه لم يكن هناك سوى 6 أحياء تركتها قوات جهاز مكافحة الإرهاب في شرق الموصل، وقد استولت على 32 منها.  في حين واصل قوات الدفاع الشعبي إلى الغرب تطهير القرى في المنطقة الصحراوية من داعش، في 13 ديسمبر / كانون الأول أفادت الأنباء أن ميليشيا بدر كانت تستهدف القرى المحيطة ب تلعفر ل «محاصرة داعش وتشديد الخناق حولهم»، وكاتائب تقدم حزب الله نحو الغرب باتجاه الحدود السورية.  وأفيد أن أبو دور التونسي وبلال الشواش، وهما قائدان عسكريان تونسيان تابعان لتنظيم داعش، هربا بعد أن هاجمهما أعضاء عراقيون. ووفقا لرئيس مركز نينوى الإعلامي رافت الزعرري، فإن المقاتلين المحليين كانوا يجريون للقتال على الخطوط الأمامية، في حين أن بعض القادة غير العراقيين لم يشاركوا في اشتباكات مباشرة. وفي الوقت نفسه استولت قوات جهاز مكافحة الإرهاب على منطقتي الفلاح أولا والفلاح ثانيا في حين استولت قوات الحشد الشعبى على 7 قرى بالقرب من تلعفر.
14 كانون الأول / ديسمبر
وفي 14 ديسمبر / كانون الأول، قتل 70 من مقاتلي داعش من بينهم 20 من كبار القادة وحراسهم الشخصيين في غارات جوية عراقية على تل أبتا حيث كانوا يعقدون اجتماعا.  وفي الوقت نفسه، قتل 40 مدنيا في غارات جوية وقصف في شرق الموصل.  كما قتل عدد من المسلحين الذين حاولوا شن هجمات انتحارية في 3 أحياء شرق الموصل، كما دمرت بعض مركباتهم المفخخة.
15 كانون الأول / ديسمبر
وأعلنت الشرطة الاتحادية العراقية في 15 ديسمبر / كانون الأول القبض على صالح نجم عبد الله، مسؤول مركز الإعلام في تنظيم الدولة الإسلامية.  وأعلن قائد جهاز مكافحة الإرهاب عبد الغني الأسدي في الوقت نفسه أنه تم الانتهاء من المرحلة الأولى من استعادة الشواطئ الشرقية للمدينة، حيث استولت قوات جهاز مكافحة الإرهاب على 40 من أصل 56 منطقة.
16 كانون الأول / ديسمبر
وكانت قوات الدفاع الشعبي في طور السيطرة على المزيد من القرى إلى الجنوب والجنوب الغربي من تلعفر، بعد أن استولت على منطقة تل أبث، التي تضم ما يقرب من 50،000 شخص ومعقل استراتيجي كبير لتنظيم الدولة الإسلامية في العراق، في الأيام السابقة.  وفي الوقت نفسه، صدت القوات العراقية 4 هجمات من تنظيم الدولة الإسلامية، وقتلت 174 مسلحا، ودمرت 13 طائرة من طراز سبيدس.
17 كانون الأول / ديسمبر
وتسببت الغارات الجوية التي قام بها التحالف الذي تقوده الولايات المتحدة بالقرب من الموصل في تدمير 5 مباني يستخدمها تنظيم الدولة الإسلامية بالإضافة إلى كميات من الأسلحة والمعدات.
18 كانون الأول / ديسمبر
العميد. وقال الجنرال طاهر السماك من قوات سوات العراقية أن الفرقة التاسعة، بمساعدة جهاز مكافحة الإرهاب، قد بدأت بمهاجمة حي الوحدة شرق الموصل لاستعادة السيطرة على مستشفى السلام.
19 كانون الأول / ديسمبر
ذكر النقيب إياد زياد من قيادة عمليات نينوى أن القوات العراقية اقتحمت منطقة المزار بعد استيلاءها على أجزاء كبيرة من الوحدة في جنوب شرق الموصل، كما قتلت 14 مقاتلا من داعش، بمن فيهم 4 انتحاريين.  وقتل 4 من مقاتلي الجبهة في هجوم داعش على قرية أبو سنام بالقرب من تلعفر. كما قصفت المجموعة مطار تل عفار ودمرت سيارتين تابعتين لقوات الدفاع الشعبي.
21 كانون الأول / ديسمبر
أعلن الجنرال الأمريكي ماثيو إيسلر العميد للقوات الجوية الأمريكية في 21 ديسمبر الماضي أن القوات الموالية للحكومة دخلت في عملية تجديدية مقررة تشمل إصلاح المركبات وإعادة تزويد الذخائر والتحضير للمرحلة التالية من المعركة. وذكر أيضا أنهم استولوا على أكثر من ربع المدينة.
22 كانون الأول / ديسمبر
وأفادت الأمم المتحدة، في 22 كانون الأول / ديسمبر، أن 4 من عمال الإغاثة العراقيين و 7 مدنيين قتلوا بقذائف الهاون. وفي وقت لاحق، شن تنظيم الدولة الإسلامية تفجيرات انتحارية ثلاثية في سوق في غوغالي. وقتل 23 شخصا، بينهم 15 مدنيا، في الهجمات، وفقا للجيش العراقي.  وتقول وزارة الدفاع العراقية إن القوات الجوية العراقية قصفت تجمعا لأعضاء تنظيم الدولة الإسلامية جنوب منطقة تل أبتا، مما أسفر عن مقتل 20 زعيما و 50 عضوا، استنادا إلى معلومات استخباراتية.
23 كانون الأول / ديسمبر
واستولى الجيش العراقي على مقر أكاديمية شرطة الموصل في منطقة القاهرة في 23 كانون الأول / ديسمبر. وكان هذا أول تقدم كبير منذ توقف العمليات العسكرية في الأسبوع السابق.
24 كانون الأول / ديسمبر

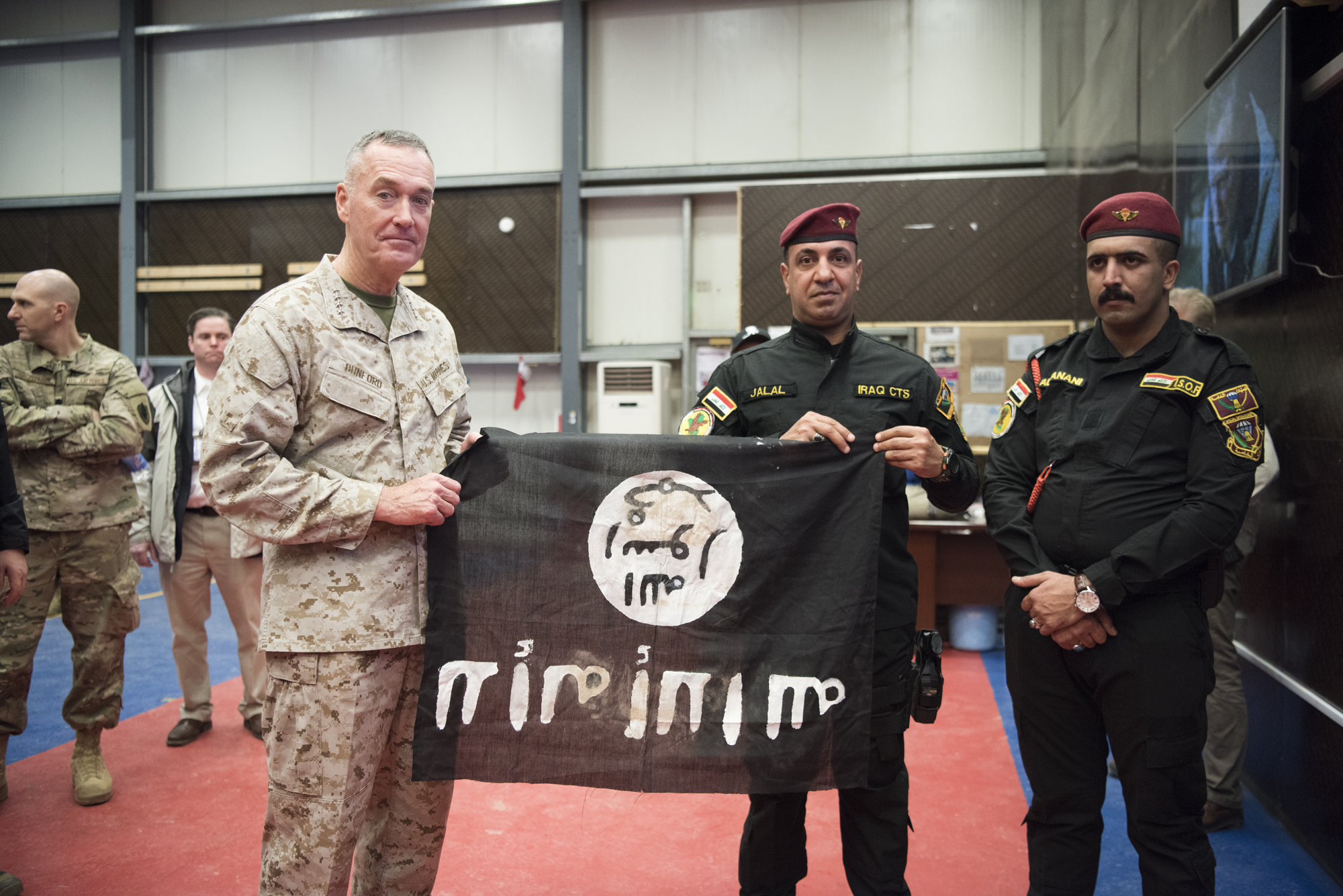
قادة عراقيون مع الجنرال الأمريكى جوزيف دونفورد مع علم تنظيم داعش بالمقلوب.

ذكر العقيد في الجيش الأمريكي بريت ج. سيلفيا في 24 ديسمبر أن الجنود الأمريكيين الذين يساعدون القوات العراقية سوف يتم تضمينهم على نطاق أوسع وسيشاركون مع تشكيلات إضافية.  وقال رئيس الوزراء العراقي حيدر العبادي ان القوات العراقية تسيطر على أكثر من ثلث الموصل. وقال المتحدث باسم قيادة العمليات المشتركة العراقية يحيى رسول إن القوات العراقية تسيطر على 44٪ من محافظة نينوى. وأضاف أن قوات جهاز مكافحة الإرهاب تسيطر على 40 منطقة في شرق الموصل، في حين أن الكتيبة التاسعة للجيش العراقي عقدت ست مقاطعات.  وفي الوقت نفسه، قتل 10 مدنيين بسبب قصف داعش في شرق الموصل.
25 كانون الأول / ديسمبر
وقتل ما لا يقل عن 97 مسلحا في الموصل خلال النهار وفقا لما ذكره قائد العمليات الليفتنانت جنرال عبد الأمير رشيد يار الله. وذكر أن هجوم تنظيم الدولة الإسلامية على مراكز الشرطة جنوب منطقة أبويوسيف أسفر عن مقتل 21 مقاتلا من تنظيم الدولة الإسلامية. وأضاف أن هجوما آخر على أحياء الإنتصار وسلم والشيماء أسفر عن مقتل 51 جهاديا، في حين قتل التحالف المناهض لتنظيم الدولة الإسلامية 25 مسلحا في غارات جوية على مخبأهم.  ويقال إن جهاز مكافحة الإرهاب اقتحمت منطقة القدس في وقت لاحق من اليوم.
26 كانون الأول / ديسمبر
أعلن قائد عمليات نينوى اللواء نجم الجبوري في 26 ديسمبر / كانون الأول أن تعزيزات عسكرية جديدة وصلت إلى أحياء الموصل التي استعادتها القوات العراقية لتعزيز وجودها وإعداد نفسها للاقتحام إلى المناطق المتبقية من الجانب الشرقي وقال اللفتنانت كولونيل ستيوارت جيمس، قائد كتيبة أمريكية مساعدة للقوات العراقية، إن تقدما جديدا في الموصل سيبدأ في غضون أيام.  وذكرت وزارة الدفاع العراقية في الوقت نفسه أن 10 من المسلحين قتلوا ودمرت 14 مدافع من تنظيم الدولة الإسلامية في غارات التحالف الجوية في شرق الموصل.  وطبقا لمسؤول عسكري، تم القبض على 5 مقاتلين من تنظيم داعش للحصول على معلومات بعد أن تسللت بعض قوات الفرقة 16، المقنعة كأعضاء من تنظيم الدولة الإسلامية في العراق والشام، داخل منطقة العويزة.
27 كانون الأول / ديسمبر
وذكرت وكالة أنباء أماق التي تديرها الدولة الإسلامية أن التحالف المناهض لتنظيم الدولة الإسلامية قد دمر الجسر القديم، وهو آخر جسر يعمل في الموصل. وفي الوقت نفسه، قال التحالف الذي تقوده الولايات المتحدة أنه عطل جسر الموصل بضربات جوية دون تقديم التفاصيل.
29 كانون الأول / ديسمبر
وبدأت القوات العراقية المرحلة الثانية من المعركة في 29 كانون الأول / ديسمبر، من ثلاثة اتجاهات إلى مناطق شرق الموصل. دخل الجنود العراقيون والشرطة الفيدرالية حوالى نصف دزينة من المقاطعات الجنوبية الشرقية. وتقدمت جهاز مكافحة الإرهاب في الوقت نفسه في منطقتي القدس والكرامة. في الجبهة الثالثة، دفع الجنود العراقيون أيضا نحو الحدود الشمالية.  وقال الجبوري إنهم أمروا من قبل رئيس الوزراء بالوصول إلى نهر دجلة.  وأفيد أن مقر تنظيم الدولة الإسلامية في منطقة الثبات دمر في غارات التحالف، مما أسفر عن مقتل 12 مسلحا.  في وقت لاحق من اليوم، أعلن قائد العملية أنهم استولوا على قريتين شمال الموصل، مما أسفر عن مقتل 70 مسلحا.  وقد استولت القوات العراقية على نصف القدس بعد ظهر اليوم.  وأعلن الجيش العراقي في وقت لاحق أنه قتل أكثر من 200 مسلح خلال النهار.
30 كانون الأول / ديسمبر
تقدمت قوات الأمن العراقية في عدة مناطق في 30 كانون الأول / ديسمبر. في الجبهة الشمالية، اقتحمت الفرقة ال 16 منطقة الحبدة بينما كانت تحاول أيضا قطع خطوط الإمداد إلى تل كيف. وفي الوقت نفسه، أفيد بأن تنظيم الدولة الإسلامية قد أجلى أفراد أسرته من مقاتليه الأجانب من أربع مناطق في غرب الموصل.  2 في وقت لاحق تم صد هجمات داعش في شرق الموصل.  وأفيد بأن الشرطة الاتحادية العراقية قتلت عمار الحويدي، وهو قائد نخبة من داعش.  اندلعت اشتباكات مرة أخرى في إحدى القرى التي أفادت التقارير أنه تم القبض عليها في اليوم السابق.
31 كانون الأول / ديسمبر
ووقعت اشتباكات عنيفة على الجبهات الجنوبية الشرقية والشمالية من الموصل في 31 كانون الأول / ديسمبر. وذكر ضابط بالجيش العراقى نشر في الجبهة الجنوبية الشرقية ان تقدمهم قد تباطأ بسبب الاشتباكات العنيفة وصعوبة التفريق بين المدنيين والمسلحين. القوات العراقية على الجبهة الشمالية تتقدم نحو محيط الموصل، مع ضابط يذكر أن الاشتباكات العنيفة مستمرة في منطقة ارغوب.  دمرت جهاز مكافحة الإرهاب أربع شاحنات فدرالية عندما حاول تنظيم داعش مهاجمتهم في الشارع الذي يربط حي التعميم ومنطقة المرآب في شرق الموصل.  وذكر الجيش الأمريكي في الوقت نفسه أن غاراته الجوية على شاحنة تحمل مقاتلي داعش في مجمع للسيارات في مجمع المستشفى ربما تكون قد قتلت المدنيين.

## 2017

### كانون الثاني / يناير: تحرير تنظيم الدولة الإسلامية في العراق والشام (داعش) في المناطق الواقعة شرق نهر دجلة (المرحلة الثانية)
1 يناير
وواصلت القوات العراقية تقدمها في 1 كانون الثاني / يناير 2017. وأعلن الجيش أنه استولى على جزء من منطقة الكرامة، وذكر ضابط شرطة فيدرالية أنهم سيطروا على سيطرة كاملة على منطقتي إنتيسار وسيحا، وكانا يزيلان منطقة السلام.  ربطت جهاز مكافحة الإرهاب مع شعبة الاستجابة السريعة خلال النهار على حافة الانتصار والقدس. وقال الفريق عبد الوهاب الساعدي، وهو قائد كبير في جهاز مكافحة الارهاب، إن القوات العراقية استولت على أكثر من 60٪ من شرق الموصل.  أعلنت خلية الإعلام الحربي التابعة لوزارة الدفاع العراقية اليوم أن القوات العراقية استولت على يونس السبعاوي ويافا في الجزء الجنوبي الشرقي من المدينة. وقال العقيد إياد العوسي إنهم استولوا على الانتصار تماما، وكانوا على وشك الانتهاء من الاستيلاء على الكرامة.  وأعلنت الشرطة الاتحادية في وقت لاحق من اليوم أنها استولت على طريق غوغالي - إنتسار.  كما ذكروا خلال اليوم أنهم استولوا على الشارع رقم 60 الاستراتيجي جنوب شرق مدينة الموصل. وقال علي محسن في تصريح لوكالة فرانس برس ان الجيش العراقي استولى على أحياء الملايين والكندي والعربية الثانية.
2 يناير
أعلنت جهاز مكافحة الإرهاب في 2 يناير / كانون الثاني أنها استولت على منطقة الكرامة بالكامل.  وصرح صباح النعمان المتحدث باسم جهاز مكافحة الإرهاب في وقت لاحق أنهم كانوا يطردون المقاتلين المتبقين في الكرامة الشمالية. وفي الوقت نفسه قطع تنظيم داعش طريقا استراتيجيا يربط الموصل وبغداد. كما قصفت الجماعة الشرقاط، بعد أن هاجمت ثكنة عسكرية بالقرب من بيجي واستولت على أسلحة. وبحسب عمدة الشرقاط، فقد ضبطوا 3 نقاط تفتيش على الطريق الرئيسي بين المدينة وبيجي. قالت السلطات العراقية فيما بعد إنها استعادت السيطرة على الطريق.
3 يناير
اقتحمت القوات العراقية ثلاث مناطق في 3 يناير / كانون الثاني وقتلت 50 مسلحا خلال اشتباكات في اثنين منهم.  وقال قائد العملية إن الغارات الجوية للقوات الجوية العراقية دمرت مكتب شرطة الحسبة التابعة لتنظيم الدولة الإسلامية في العراق والشام على طريق الموصل وتلعفر، والعديد من مرافق الحرب في المجموعة.  وقالت الشرطة الاتحادية إنها دمرت مقر جند الخلافة، ومصنع متفجرات من تنظيم الدولة الإسلامية، ومقر قيادة طائرة بدون طيار في حي الميثاق.  وأعلن الجيش العراقي في وقت لاحق أن جهاز مكافحة الإرهاب استولت على حي الكرامة الصناعي والمنطقة الصناعية وصومعة الكرامة ومصنع شركة مرسيدس خلال النهار.  أعلنت وزارة الدفاع في وقت لاحق أن القوات العراقية استولت على منطقة المعارض والمجمع التجاري إلى الجنوب من منطقة تعميم.  وأعلنت القوات في وقت لاحق أنها استولت على حيي الحي السناعي والمتقاق، فضلا عن منطقة معارضة شرق الموصل.
4 يناير
قامت القوات العراقية بتطهير حي ميثاق وتطورت في الوحدة في 4 يناير / كانون الثاني.  وقالت الأمم المتحدة إن الإصابات بين المدنيين بدأت تتزايد مع تقدمها.  وقالت قيادة العمليات المشتركة إن الشرطة الاتحادية والشعبة التاسعة استولت على الوحدة بعد اشتباكات عنيفة، مما جعلها أقرب إلى وسط المدينة، وأن هجمات داعش المضادة في جنوب شرق الموصل قد تم صدها، مع مقتل نحو 40 مسلحا وتدمير 7 فيبيدس. كما تقدمت القوات العراقية في مناطق السلام وفلسطين والشيماء ودوميز وسومر وسط اشتباكات عنيفة.  وأعلنت الشرطة الفيدرالية في الوقت نفسه مقتل أبو مروان الحديثي، زعيم تنظيم الدولة الإسلامية. اللفتنانت جنرال. وقال رائد شاكر أيضا إن القوات العراقية قامت بتطهير مناطق الوحدة والمعلمين وسومر، واستولت على طريق الموصل - كركوك.  وذكرت وزارة الدفاع الأمريكية والتحالف المناهض لتنظيم داعش أن المستشارين الأمريكيين دخلوا الموصل مع القوات العراقية.
5 يناير
اللفتنانت جنرال. وقال طالب الشغاتي في 5 يناير / كانون الثاني أن القوات العراقية استولت على حوالي 65-70٪ من شرق الموصل.  وخلال اليوم، قالت الشرطة الاتحادية إنها دمرت ثلاث طائرات بدون طيار تابعة لتنظيم الدولة الإسلامية في شرق الموصل. وأفيد أنه تم صد هجوم على قوات الحشد الشعبى بالقرب من تلعفر، مع مقتل 35 مسلحا بينهم كبير موظفي التجنيد أبو قصارة الشامي.  وأعلنت الشرطة الاتحادية أن 700 1 مقاتل من تنظيم الدولة الإسلامية قتلوا في المرحلة الثانية. وذكر الجنرال رائد شاكر جودات أن مقر المجموعة في محافظة نينوى قد دمر وأن القوات العراقية استولت على ثماني مناطق في المرحلة الثانية، مما جعل القسم الجنوبي الشرقي بأكمله من الموصل تحت سيطرتها. واضاف انهم استولوا أيضا على مصانع الطائرات بدون طيار وخمس مصانع لتصنيع السيارات ومصنع للكهرباء وطاحونة هوائية والعديد من المدارس. وقال إن جميع المناطق المتبقية في شرق الموصل كانت محاطة وسيتم اقتحامها قريبا.
6 يناير
وفي 6 يناير / كانون الثاني، أفادت التقارير بأن جهاز مكافحة الإرهاب اقتحمت منطقة المثنى خلال غارة بين عشية وضحاها عبر نهر الخوسر.  وقال متحدث باسم جهاز مكافحة الإرهاب في وقت لاحق إن داعش خرج من المنطقة وعشرات المسلحين الذين قتلوا في غارات جوية من قبل التحالف المناهض لتنظيم داعش.  كانت هذه هي المرة الأولى التي تدخل فيها القوات العراقية الموصل من الشمال.  كما شنوا هجوما على مجمع حدبا السكني في الجبهة الشمالية، وواجهوا اشتباكات عنيفة في وقت لاحق من اليوم. .
7 يناير
وواصلت القوات العراقية تقدمها في 7 كانون الثاني / يناير، على بعد مئات الأمتار من نهر دجلة. وخلال النهار قالت جهاز مكافحة الإرهاب إنها استولت على حي الغرفان (المعروف سابقا باسم البعث) ودخلت منطقة الوحدة. وأعلن الجيش لاحقا أنهم استولوا على مجمع مستشفى في الوحدة. وفي الوقت نفسه، ذكر متحدث باسم التحالف المناهض لتنظيم داعش أن تنظيم الدولة الإسلامية قد أضر عمدا بالجسر الرابع مع تقدم القوات العراقية.  وقال اللفتنانت جنرال يارالا ان القوات العراقية استولت على مستشفى السلام ومستشفى الشفاء وكلية الطب وكلية الطب. كما استولوا على مركز قيادة داعش وسجينين. وقال في وقت لاحق ان جهاز مكافحة الإرهاب استولت على ريفاق، عتيبة 1 وعتيبة 2 المناطق، وكذلك مجمع هدبا السكني.
8 يناير
وفي 8 يناير / كانون الثاني، قال السعدي إن قوات جهاز مكافحة الإرهاب تتقدم نحو منطقتي سكر وبلديات تعرضت لهجوم من قبل تنظيم الدولة الإسلامية في العراق والشام من تلة تاريخية، ولكن تم صدها بمساعدة طائرات التحالف، مما أسفر عن مقتل العشرات من المسلحين.  وقالت مصادر أمنية إن القوات العراقية تقصف مواقع تنظيم الدولة الإسلامية في حي الكندي استعدادا لهجومها في وقت لاحق، في حين أن الفرقة التاسعة والشرطة الاتحادية شنت هجوما على منطقتي سومر ودوميز في الجبهة الجنوبية الشرقية.  وقال المتحدث باسم الجيش ان القوات العراقية وصلت إلى نهر دجلة للمرة الأولى في الهجوم وتتقدم باتجاه الجانب الشرقى من الجسر الرابع. وقال بريت ماكجورك، مبعوث الولايات المتحدة إلى التحالف المناهض لتنظيم داعش، إن دفاعات داعش في شرق الموصل تظهر علامات الانهيار.  وأفيد أن هجوم تنظيم الدولة الإسلامية على شقق حزبباء قد صدى فيما بعد، مع مقتل حوالي 10 من المسلحين وتدمير 4 طائرات من طراز فبيدس.  وأفادت قوات الحشد الشعبى بأنهم صدوا هجوم داعش بالقرب من عدائية، الواقعة إلى الغرب من الموصل، مما أسفر عن مقتل حوالي 10 مسلحين.
9 يناير
وذكر الجيش العراقي في 9 كانون الثاني / يناير أن جهاز مكافحة الإرهاب استولت على حي البلاديات في الجبهة الشرقية بينما استولت الشرطة الاتحادية والجيش العراقي على منطقتي دوميز وفلسطين في الجبهة الجنوبية الشرقية. كما نفذت جهاز مكافحة الإرهاب عمليات إخلاء مناطق فرقان وعتيبة. وتم صد هجوم داعش في فرقان وفقا للجيش، مما أسفر عن مقتل 30 مسلحا.  وذكرت خلية وسائل الإعلام الحربية التابعة لوزارة الدفاع العراقية في الوقت نفسه أن القوات الجوية العراقية قتلت 25 مسلحا في غارات جوية في شرق الموصل في حين أدت الغارات الجوية التي قام بها التحالف المناهض لتنظيم داعش إلى مقتل حوالي 20 مسلحا في قرية العبرة بالقرب من تلعفر.  وتفيد التقارير بأن المجموعة التي كانت لا تزال تسيطر على محطات المياه في المدينة قد خفضت إمدادات المياه إلى أكثر من 30 منطقة استولت عليها القوات العراقية.  وفي الوقت نفسه، احاطت الجامعة بجامعة الموصل.
10 يناير
وأعلنت قيادة العمليات المشتركة العراقية في 10 كانون الثاني / يناير أن قوات جهاز مكافحة الإرهاب استولت على مقاطعتي سكر والضباط بينما كانت تتقدم في منطقتي صديق والمالية. كما تم القبض على عدد من المكاتب الحكومية بما فيها مجمع الاتصالات وقسم الكهرباء بالمقاطعة ومقر قيادة الأمن. كما ذكر أن التنظيم قام بتفجير جسور لمنع القوات العراقية من مهاجمة غرب الموصل. واضافت ان الشرطة الفيدرالية والجيش العراقى دفعتا في المناطق الجنوبية الشرقية إلى مناطق السلام وفلسطين وسومر وياريمجا وساهيرون. وفيما يتعلق بالجبهة الشمالية، ذكر أن الجيش العراقي تقدم إلى الهضبة أثناء الاستيلاء على الجزء الشمالي من السبع نسان.  وفي الوقت نفسه، ذكر مصدر أمني أن القوات الجوية العراقية شنت غارات جوية على مقر قيادة الأستراليين في الموصل، مما أسفر عن مقتل قائد اللواء الأسترالي خالد شروف، المعروف أيضا باسم أبو مصعب الأسترالي مع ثلاثة من مساعديه.
11 يناير
وواصلت القوات العراقية التقدم في 11 كانون الثاني / يناير مع وجود مسؤولين عسكريين قالوا إن الحركة قد تقدمت في منطقة الصديق وأطلقت النار في منطقة هدبا المجاورة. كما اشتبكت القوات العراقية مع تنظيم داعش في الجبهة الجنوبية خلال النهار.
12 يناير

تطورات المعركة اعتبارا من 25 يناير 2017 (التحرير الكامل لشرق الموصل)

وذكر النعمان الناطق باسم جهاز مكافحة الإرهاب في 12 كانون الثاني / يناير أن جهاز مكافحة الإرهاب استولت على منطقتي نيسان والصديق السبع، وربطت بنجاح مع الجيش العراقي تتقدم في منطقة هدبا. وادعى أن القوات العراقية تسيطر الآن على حوالي 85٪ من شرق الموصل. وفي الوقت نفسه تقدمت شعبة الاستجابة السريعة في مقاطعتي سومر وساهرون.  وذكرت خلية الإعلام الحربي في وزارة الدفاع العراقية أن أحد كبار قادة داعش قتل مع رفيقيه في غارة جوية شنتها القوات الجوية العراقية على معسكرهم في حي الأمل.  وذكرت مصادر أمنية أن 90 مسلحا قتلوا في غارات جوية شنتها القوات الجوية العراقية على منطقة يارامجا بينما ذكرت مصادر محلية أن 3 من المسلحين من بينهم أحد كبار المسؤولين عن سجون داعش قتلوا في غارة جوية بدون طيار في غرب الموصل.  وأعلنت قيادة العمليات في وقت لاحق أن الجيش العراقي استولى على مناطق سومر وساهرون.  وأفادت قوات الحشد الشعبى أنها استولت على 3 قرى بالقرب من تل أبتا.  وأعلنت قيادة العمليات في وقت لاحق أيضا أن القوات العراقية استولت على منطقة السلام.
13 يناير
وأعلنت قيادة العمليات في 13 كانون الثاني / يناير أن جهاز مكافحة الإرهاب قد وصلت إلى الجسر الثاني للمدينة، الذي يطلق عليه أيضا «جسر الحرية». وقال يار الله ردا على ذلك، أن داعش دمر جميع الجسور الخمسة للمدينة، من أجل إبطاء التقدم العراقي نحو غرب الموصل. أعلنت جهاز مكافحة الإرهاب في وقت لاحق أنها وصلت إلى الجسر القديم المعروف أيضا باسم «جسر الحديد» واقتحمت جامعة الموصل، واستولت على جزء من المجمع في وقت لاحق من اليوم. وأعلنت قيادة العملية في وقت لاحق أن جهاز مكافحة الإرهاب قد استولت على منطقة الكفاءات في الجبهة الشرقية، فضلا عن القادسية والناصر والفيصلية في وسط شرق الموصل. كما استولى الجيش العراقي على منطقة هدبا خلال النهار، بينما أعلن يار الله أن جهاز مكافحة الإرهاب استولت على مجمع حكومي يضم محافظة نينوى ومباني المجلس.
14 يناير
وقال عبد الأمير المحمدوي في 14 كانون الثاني / يناير إن شعبة الاستجابة السريعة قد استولت على منطقة ياريمجا، فضلا عن مستشفى ميداني يستخدمه تنظيم الدولة الإسلامية في العراق والشام. وأعلن بيان عسكري في الوقت نفسه أن الشرطة الاتحادية استولت على الطريق السريع بين الموصل وكركوك.  وبعد ذلك استولت القوات العراقية على جامعة الموصل، بالإضافة إلى الجانب الشرقي من جسر ثالث.  وفي الوقت نفسه، أفادت التقارير أن 10 مسلحين قتلوا أو جرحوا في قتال بين مجموعة من مقاتلي داعش الذين فروا باتجاه غرب الموصل والزعماء في الجانب الغربي بسبب الاتهامات المتبادلة.  وأفيد أن غارة جوية شنتها قوات الدفاع عن حقوق الإنسان على منزل أحد كبار قادة داعش أسفرت عن مقتل نحو 30 مدنيا. وذكرت سينتكوم أنه سيتم التحقيق في هذا الادعاء.  نفذت عمليات تفجير انتحارية من قبل عراقي وطاجيكي وأوزبكي.
15 يناير
وفي 15 كانون الثاني / يناير، نفذت القوات العراقية عملية واسعة النطاق في جامعة الموصل لأي مسلحين مختبئين مع مواصلة تقدمهم على طول نهر دجلة. وأعلنت قيادة العملية في وقت لاحق أن الجيش العراقي استولى على منطقة الكفاءات ثاني (الجبهة الثانية) في الجبهة الشمالية بينما استولت جهاز مكافحة الإرهاب على الأندلس في الجبهة الشرقية.
16 يناير

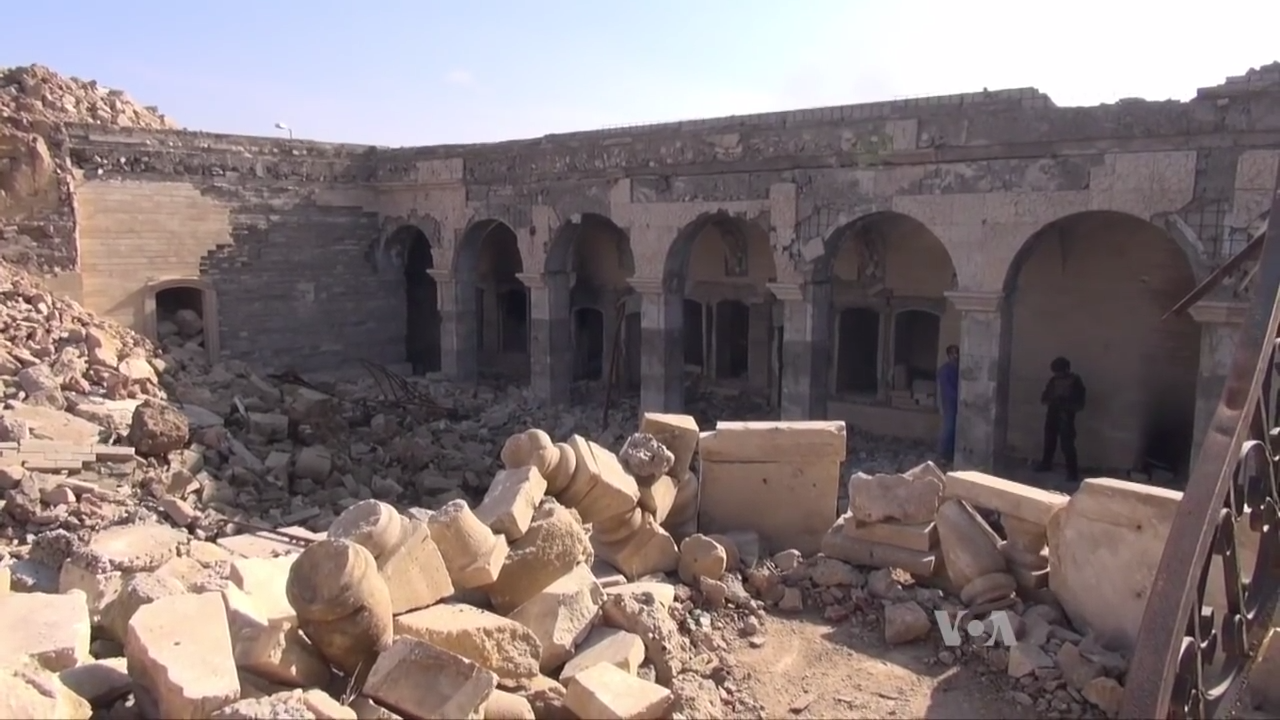
أطلال مسجد النبي يونس بعد أن استولت عليه القوات العراقية.

ووقعت اشتباكات في مقاطعتي شورتا والأندلس في 16 كانون الثاني / يناير. وعند هذه النقطة، سيطرت القوات العراقية السيطرة الكاملة على ضفاف الأنهار في الجنوب. وأعلنت قيادة العملية خلال النهار أن الجيش استولى على مقاطعتي كيندي وقيروان في حين استولت جهاز مكافحة الإرهاب على جاماسا.  أعلن النعمان الناطق باسم جهاز مكافحة الإرهاب في وقت لاحق أنهم استولوا على منطقة النبي يونس بما في ذلك ضريح النبي يونس.
17 يناير

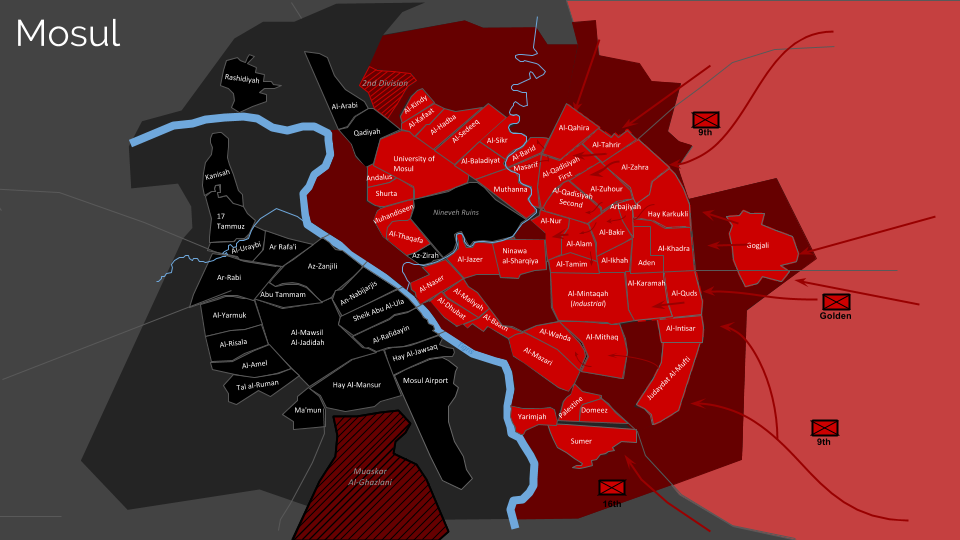
تطورات المعركة المستمرة اعتبارا من 17 يناير 2017.

وقال النعمان إن جهاز مكافحة الإرهاب أصبحت الآن تحت سيطرة كاملة على شورتا والأندلس. وذكر أيضا أنهم دفعوا إلى منطقتي نينوى الشرقية وسوق الغانم. وأعلن بيان عسكري منفصل أن جهاز مكافحة الإرهاب استولت أيضا على منطقة المهندسين. وفي الوقت نفسه، اقتحم الجيش العراقي في الجبهة الشمالية قاعدة كيندي العسكرية. وأعلن يارالا في وقت لاحق أن جهاز مكافحة الإرهاب استولت على مناطق نينوى الشرقية وباب شمس وسوق الغانم في الجبهة الشرقية. وأضاف أنهما استولوا على منطقتي نعمانية وأوتشانا بالإضافة إلى اقتحام منطقة الجزائر المجاورة. وفيما يتعلق بالجبهة الشمالية، ذكر أن الجيش العراقي استولى على قاعدة كيندي العسكرية، والمقر السابق للشعبة الثانية، فضلا عن منشأة الكندي القريبة. كما نجحت القوات العراقية في الاستيلاء على جميع الجسور الخمسة للمدينة خلال النهار بينما أعلن السعدي أنهم استولوا على منطقة زرعاي. كما استولت جهاز مكافحة الإرهاب على أحياء الجزير والدركازلة والسويس وسنهارب خلال النهار. كما ذكر يار الله أنهم استولوا على المسجد الكبير للمدينة. ذكر العقيد جون دوريان سلاح الجو الأمريكي خلال اليوم أن القوات العراقية تسيطر على 85-90٪ من شرق الموصل. وقال رئيس الوزراء العراقي العبادي في الوقت نفسه إن القوات العراقية بدأت تتحرك ضد تنظيم الدولة الإسلامية في غرب الموصل.
18 يناير
واعلن الفريق الشاغاتي في 18 كانون الثاني / يناير ان جهاز مكافحة الإرهاب استولت على جميع مناطق شرق الموصل التي كانت مكلفة بالقيام بها، وان القوات العراقية تسيطر تماما على الجانب الشرقي. وأعلن بيان عسكري أن بعض أجزاء المدينة في الشمال لم يستول عليها الجيش العراقي بعد.  كما ذكر شاغاتي أن جميع الجسور الخمسة للمدينة كانت تحت سيطرة القوات العراقية. خلال النهار، القبض على جهاز مكافحة الإرهاب أطلال نينوى وكذلك منطقة تل نيرغال المجاورة. وأعلنت قيادة العملية في الوقت نفسه أن الجيش العراقي استولى على حي القادية وكان يقاتل على حواف منطقة العربي. وأعلنت قوات الحشد الشعبى في حينها أنها استولت على منطقتين في منطقة سهول نينوى. .
19 يناير
وفي 19 كانون الثاني / يناير، أعلنت البيانات العسكرية أن الجيش العراقي استولى على بلدة تل كيف (بعد حصار دام حوالي 3 أشهر)، وكذلك فندق نينوى أوبيروي ومنطقة «القصور» على الضفة الشرقية لنهر دجلة. ولا تزال الاشتباكات مستمرة في منطقة العربي. وفي الوقت نفسه، أعلنت ماغورك أن أكثر من 50 حرفا ومراكب تستخدمها داعش لتزويد أعضائها في شرق الموصل دمرت في غارات جوية.  وقامت القوات الجوية العراقية بغارة جوية في منطقة الزراي في الموصل، مما أدى إلى مقتل خمسة من قادة تنظيم الدولة الإسلامية، بمن فيهم عبد الواحد خضير، مساعد أبو بكر البغدادي؛ رئيس الشرطة الإسلامية في نينوى، أحمد خضير ساير الجوان، وزير الزراعة في تلعفر والمحلبية، عبد الكريم خضير ساير الجوان.  وأعلن يار الله في الوقت نفسه أن القوات العراقية استولت أيضا على منطقة الفضيلة ومرفق جابر بن حيان العسكري.  كما استولت القوات العراقية على منطقة غابات خلال النهار.
20 يناير
أعلن يارالا في 20 يناير أن الفرقة التاسعة استولت على المنطقة الحرة في القطاع الشمالي.  كما استولت القوات العراقية على مصنع للأدوية في شمال الموصل بالإضافة إلى حي العربي 1. كما اشتبكوا مع تنظيم الدولة الإسلامية في منطقة الرشيدية. وفي الوقت نفسه، بدأت جهاز مكافحة الإرهاب تطهير المناطق التي استولوا عليها في الموصل. وقالت القوات الجوية العراقية أيضا إنها نفذت غارة جوية استهدفت منطقتي تل كيف والسحجي في شمال شرق الموصل، مما أسفر عن مقتل 88 مسلحا.
21 يناير
وواصلت القوات العراقية التقدم في ضواحي المدينة في 21 كانون الثاني / يناير. وأثناء النهار، أعلنت قيادة العملية أن الجيش العراقي استولى على حي العربي وقرية القصيص، مما أدى إلى مقتل 40 مسلحا وأربع سيارات مفخخة.  وأعلنت الجبهة أيضا أنه في الفترة من 19 إلى 21 كانون الثاني / يناير، استهدفت أسطولا يتألف من 90 قاربا وثلاثة بارجات يستخدمها تنظيم داعش لعبور نهر دجلة والهروب من الاشتباكات.  وفي اليوم نفسه، ذكر مسؤولو الائتلاف أن الكفاح من أجل غرب الموصل من المتوقع أن يكون أكثر صرامة من المعركة من أجل شرق الموصل.
22 يناير
وأعلن الجيش العراقي في 22 كانون الثاني / يناير أن القوات العراقية استولت على منطقة الملايين ومنطقة البنا الجاحظ وطريق الموصل دهوك. وعند هذه النقطة، لم يترك سوى منطقة الرشيدية تحت سيطرة داعش في شرق الموصل.
23 يناير
وأصدرت وزارة الدفاع العراقية بيانا في 23 كانون الثاني / يناير الماضي على موقعها على شبكة الإنترنت، أعلنت فيه الاستيلاء الكامل على شرق الموصل. ومع ذلك تم إزالته لاحقا مع القتال المستمر في الرشيدية التي دخلها الجيش العراقي خلال النهار.
24 يناير
وأعلنت قيادة العمليات في 24 كانون الثاني / يناير أن القوات العراقية استولت على حي الرشيدية وقرى بعويزة وشريخان وبيسان. أعلن رئيس الوزراء العراقي العبادي في وقت لاحق عن «التحرير الكامل» في شرق الموصل.
25 يناير

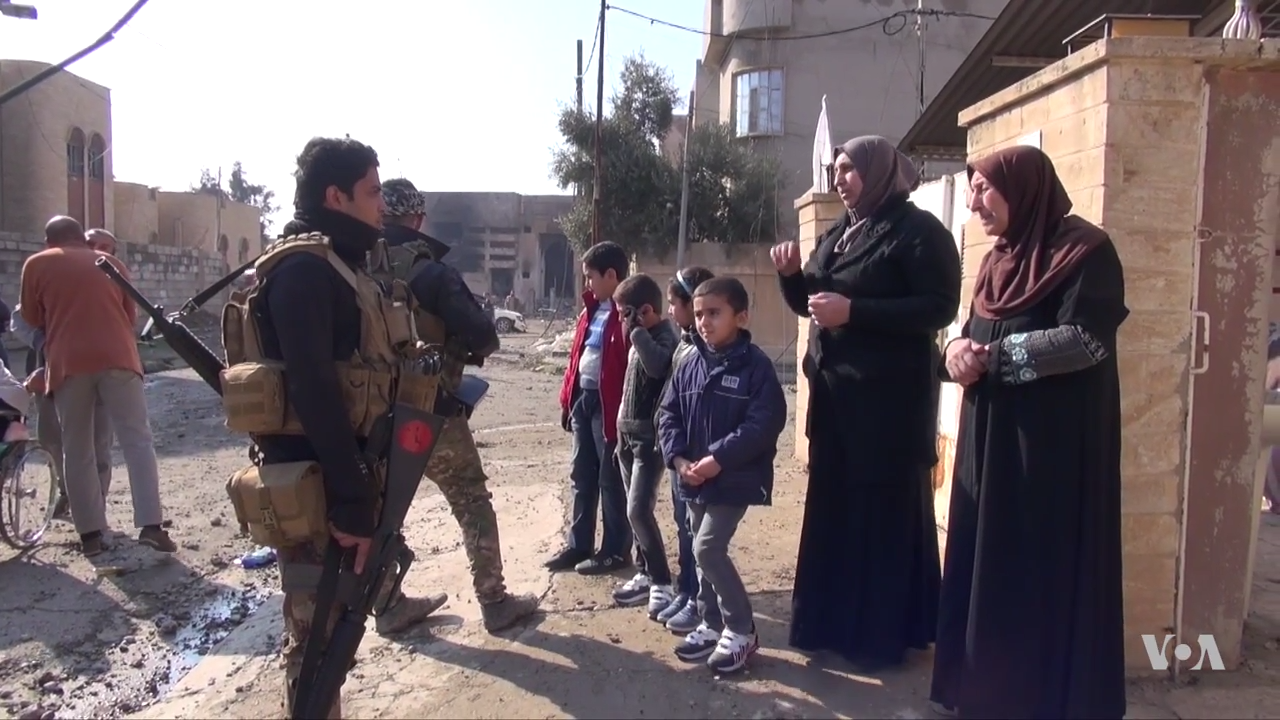
الجنود العراقيون يتحدثون ويتلقون استقبالا من المدنيين في شرق الموصل.

وقال خالد الجواري، من قيادة العمليات المشتركة، ل دبا إن داعش أعدم قاضيا (قاضيا أقدم)، إلى جانب قادة قتال آخرين، للهروب من معركة شرق الموصل.
وفي الوقت نفسه، أعلنت قوات الحشد الشعبى أنها استولت على تل شانا، تلة إستراتيجية في صلاح الدين، بعد مقتل العشرات من مسلحي تنظيم الدولة الإسلامية. وأضافت أن وحدات إدارة المشروع استولت أيضا على قرى العرب ليث ومحمد العوض وعرد مسلتان بعد معارك مكثفة مع الجماعة المتطرفة. .
28 يناير
وأعلن اللواء الثاني في قوات الحشد الشعبى أنهم صدوا الهجوم الذي شنه تنظيم الدولة الإسلامية في العراق والشام على منطقة الكبيرات، إلى الغرب من الموصل، مما أسفر عن مقتل 40 مسلحا.
30 يناير
وذكر التلفزيون الحكومي العراقي أن قوات الحشد الشعبى قتلت 35 من أعضاء تنظيم الدولة الإسلامية في العراق الغربي من الموصل. .

### شباط / فبراير: المرحلة الثالثة والتقدم إلى غرب الموصل
3 فبراير
وفي 3 فبراير / شباط، أعلنت قوات الحشد الشعبى أنها استولت على قريتي بوستان راديف وأم غربا، فضلا عن منطقة شيركا غرب الموصل.
13 فبراير
وفي 13 شباط / فبراير، شن أكثر من 200 من مقاتلي تنظيم الدولة الإسلامية في العراق والشام هجوما على ثلاث قرى إلى الغرب من تلعفر بالدبابات والمخابرات، لاستعادة إمكانية الوصول بين غرب الموصل والرقة. وقد تم صد الهجوم من قبل قوات الحشد الشعبى، مما أسفر عن مقتل أكثر من 50 مقاتلا من تنظيم الدولة الإسلامية في العراق والشام وتدمير 17 طائرة من طراز فبيدس.  وتم صد هجوم آخر على قرية إلى الجنوب من القرية، مما أدى إلى مقتل 13 مسلحا وفقا للشرطة الاتحادية.  أدت الغارات الجوية التي قام بها التحالف المناهض لتنظيم داعش إلى مقتل حقي إسماعيل حامد العمري، وهو عضو سابق في تنظيم القاعدة في العراق الذي لعب دورا قياديا في شبكات الأمن التابعة لتنظيم الدولة الإسلامية في الموصل.

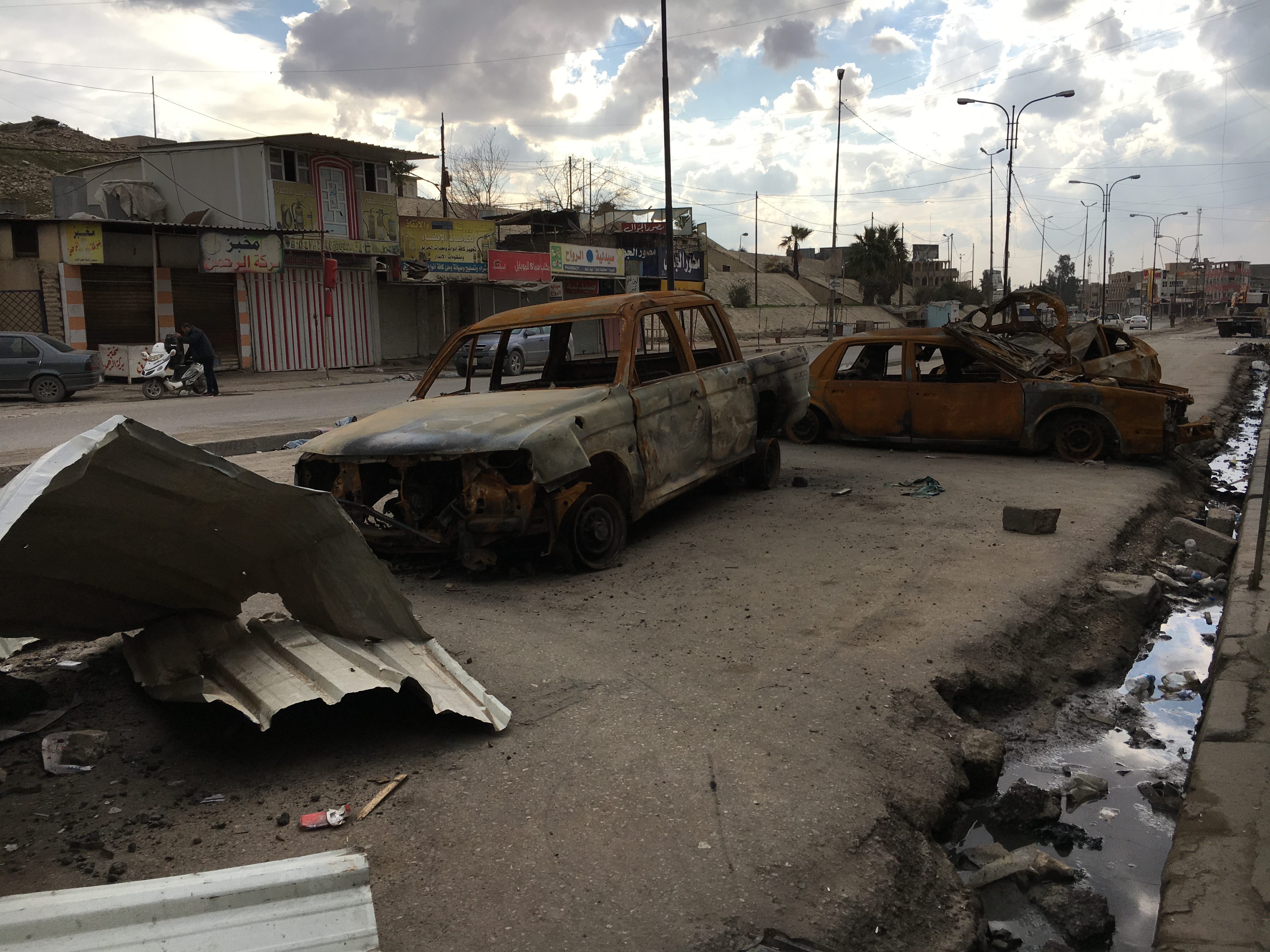
شرق الموصل، فبراير 2017.

وأفادت «إيفينينغ ستاندرد» أن سلاح الجو الملكي البريطاني «تايفون» نفذ غارة جوية باستخدام قنبلتين من طراز «بافيواي إيف» تستهدفان وتدمر مقر تنظيم الدولة الإسلامية في الضواحي الشمالية الغربية للمدينة.
18 فبراير
وفي 18 شباط / فبراير، وزعت منشورات على سكان غرب الموصل تعلن فيها وتؤكد أن الهجوم على المنطقة التي تسيطر عليها تنظيم الدولة الإسلامية سيستمر قريبا.  واستهدفت المقاتلات العراقية أيضا مقرات تنظيم الدولة الإسلامية ومواقف الاتصالات في المنطقة الغربية.
19 فبراير
وفي 19 شباط / فبراير، أعلن رئيس الوزراء العراقي حيدر العبادي بدء العملية للقبض على غرب الموصل. هاجمت القوات العراقية لاستعادة مطار الموصل، واستولت على نحو 15 قرية ومحطة كهرباء بالقرب من غرب الموصل خلال النهار.
20 فبراير
وفي 20 فبراير / شباط، استولت القوات العراقية على قرية ألبو سيف الاستراتيجية جنوب الموصل، ووصلت إلى محيط مطار المدينة. وفي الوقت نفسه استعادت الوحدة سهاجي، وهي آخر قرية تسيطر عليها داعش على الطريق بين تلعفر والموصل، مما أدى إلى قطع الطريق بين المدينتين.  كما استولت على قرية لازاجا خلال النهار.  وذكرت جماعة مكافحة الإرهاب في كردستان العراق أن قوات البشمركة قتلت عددا من زعماء داعش و 30 مسلحا على الأقل في عملية نفذت بالتعاون مع التحالف المناهض لتنظيم الدولة الإسلامية. ومن بين القادة الذين قتلوا في العملية أبو بكر الشيشاني، وهو مواطن روسي ومسؤول عسكري في داعش في محافظة نينوى، أبو فاطمة التونسي، وهو المسؤول المالي للمجموعة في المحافظة، والدكتور صلاح حسن السقاوي (المعروف أيضا باسم الدكتور عبد الله) الذي يعتبر وزير الصحة في داعش، وكذلك الدكتور أبو حسن الحمصي الذي هو أمير المجموعة للصحة في ولاية الشام. كما هاجمت القوات العراقية مخيم الغزلاني، أكبر منشأة عسكرية في الموصل.  كما أفادت التقارير بأن الشرطة الفدرالية استولت على حوالي 8 قرى في ضواحي الموصل. .
21 فبراير
في 21 فبراير، واصلت القوات العراقية تطهير التلال حول البو سيف، بنجاح تطهير قريتين بالقرب منه.  رائد شاكر جودات، قال قائد الشرطة الاتحادية في وقت لاحق أن تنظيم الدولة الإسلامية قد انسحبت من مطار الموصل بعد اشتباكات. وأعلن عن مقتل ما لا يقل عن 90 من مقاتلي داعش في غارات الطائرات بدون طيار خلال النهار، وكان من بينهم أحد كبار ضباط الأمن في تنظيم داعش «أبو عبد الله» ومخلد الجحيشي، أحد كبار ضباط تنظيم داعش في سجن بادوش.
22 فبراير
وخلافا لتقارير الأيام السابقة، أفادت التقارير أن المطار لا يزال تحت سيطرة تنظيم الدولة الإسلامية في العراق والشام، مع استعداد القوات العراقية لهجوم لاستعادة السيطرة عليه.  وفي الوقت نفسه، شنت قوات الحشد الشعبى هجوما على تلعفر واستولت على قريتين حولها، مما أسفر عن مقتل 47 مسلحا وتدمير 13 مركبة مفخخة في هذه العملية.  قتل عمار مصطفى يوسف (المعروف أيضا باسم أبو إبراهيم)، والي داعش في تلعفر، مع ابنه في غارة جوية شنتها القوات الجوية العراقية على قرية بالقرب من تلعفر.  أعلن جودت أن القوات العراقية استعادت تلال البوسيف خلال النهار.
23 فبراير
وفي 23 شباط / فبراير، هاجمت القوات العراقية المدعومة بالطائرات بدون طيار والمدفعية الثقيلة مطار الموصل، متقدما من عدة اتجاهات نحوه. واستولوا على المطار في وقت لاحق مع قريتين أخريين بالقرب منه. وبالإضافة إلى ذلك، وأعلن الجنرال يحيى رسول أيضا أن القوات العراقية استولت على مستودع لتخزين الأسلحة تابع لتنظيم الدولة الإسلامية، ومقر سابق لتنظيم الدولة الإسلامية، وثكنات في منشأة الغزلاني العسكرية.  كما أعلن جودت أن القوات العراقية استولت أيضا على مصنع سكر قريب إلى جانب المناطق السكنية.  في الوقت نفسه، قصفت الغارات الجوية في غرب وجنوب الموصل 35 من أعضاء داعش بمن فيهم عمدة المنطقة.  وأصدر تنظيم الدولة الإسلامية أيضا أمرا بالقتل ضد أحد كبار القادة يدعى «أبو أسامة» الذي هرب أثناء معركة مطار الموصل.  وأعلنت قوات الحشد الشعبى عن مقتل علي عبد كاظم السعيدي، قائد اللواء العاشر، في اشتباكات مع تنظيم الدولة الإسلامية في تلعفر.  كما ذكر أن أحد داعش، أبو دجانة التونسي، قتل أيضا خلال اشتباكات في تلعفر.  وصدت قوات الحشد الشعبى خلال النهار هجوم مضاد لتنظيم الدولة الإسلامية لكسر حصار الموصل.  وأدى هجوم صاروخي من تنظيم الدولة الإسلامية في وقت متأخر من اليوم على جنود متمركزين في مطار الموصل إلى سقوط عشرات القتلى.
24 فبراير

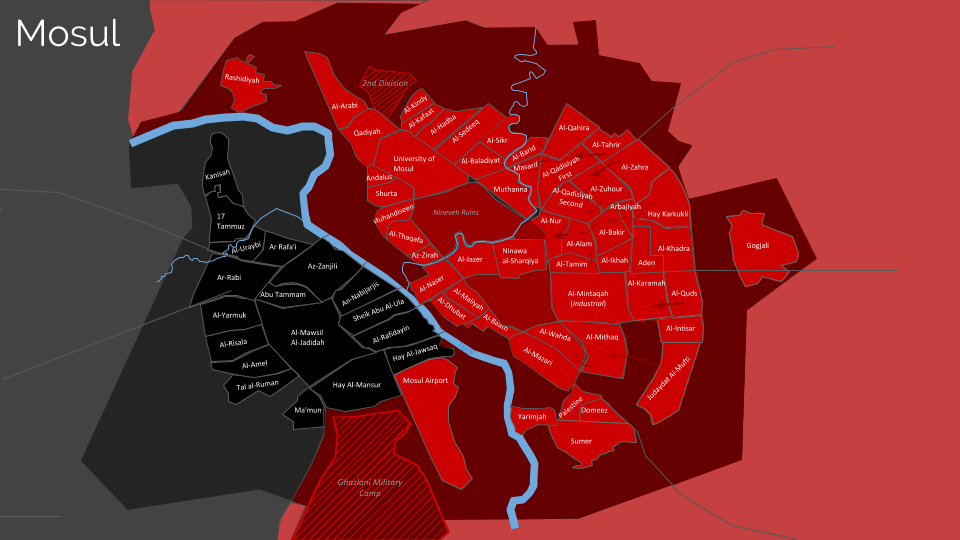
تطورات المعركة المستمرة في الموصل اعتبارا من 24 فبراير 2017.

وفي 24 شباط / فبراير، استولت القوات العراقية على قاعدة الغزلاني العسكرية ودخلت منطقة في غرب الموصل للمرة الأولى. أعلنت جودات أنها استولت على منشأة رياضية في حي الطياران.  كما أعلن سامي العريضي، وهو ملازم عام في جهاز مكافحة الإرهاب، أن القوات العراقية استولت على قرية تل الريان، خارج الموصل، ودخلت منطقة المأمون.
25 فبراير
وواصلت القوات العراقية التقدم داخل غرب الموصل في 25 شباط / فبراير. وأعلن العميد هشام عبد الكاظم أن الشرطة الاتحادية والاستجابة السريعة قد استولت على حاوي الجوسق وبدأت في تطهير حي الطياران. وقال السعدي في الوقت نفسه إن جهاز مكافحة الإرهاب دفعت نحو حيي وادي الحجر والمأمون من جبهتين ودخلت كلاهما.  وقال السعدي في وقت لاحق أيضا إن تقدمهم قد تباطأ، وكانوا يواجهون مقاومة شديدة، خاصة في المأمون، حيث أن شوارعها تنظم بشكل عشوائي، مما يجعل من الصعب إقامة حواجز على الطرق لمواجهة فبيدس.  قتل شيفا غاردي، وهو مراسل كردي يعمل في روداو، على يد قنبلة على جانب الطريق بينما كان يغطي تقدم القوات العراقية.  وفي نفس اليوم، أعلنت قوات الحشد الشعبى أنها استولت على ثماني قرى إلى الغرب من الموصل.  كما أعلنت خلية الإعلام الحربي التابعة لوزارة الدفاع أيضا أن الكتيبة المدرعة التاسعة التابعة للجيش العراقي استولت بالكامل على محطة اليرموك لتوليد الكهرباء، التي توفر الطاقة للمدينة بأكملها.  دمر تنظيم داعش جسرا إلى قرية بادوش لعرقلة التقدم العراقي بينما قتلت طائرة جوية تابعة لقوات التحالف على قافلة داعش في القرية 16 مسلحا.
26 فبراير
وتقدمت القوات العراقية في 26 شباط / فبراير من أجل السيطرة على الجسر الجنوبي الذي يربط بين الجانبين الشرقي والغربي للموصل. وكانت الاشتباكات جارية أيضا في منطقتي حاوي الجوسق والطياران.  وفي وقت لاحق استولت القوات العراقية على منطقتي الطياران والمأمون. كما دخلوا مناطق المنصور والشهداء ودواس.  وأعلنوا أيضا أنهم استولوا على الحركات، وهي منطقة تقع جنوب المدينة تستخدم كطريق رئيسي لتهريب النفط من قبل تنظيم الدولة الإسلامية في العراق والشام.
27 فبراير
تقدمت القوات العراقية في حاوي الجوسق، وأعلنت أنها استولت على الجسر الرابع في 27 فبراير.  واستعادت في وقت لاحق السيطرة على منطقة جوساق.  وأعلنت قيادة العملية في الوقت نفسه أنها استولت على قرية تل رمان في غرب الموصل.  كما دخلوا واشتبكوا مع تنظيم داعش في منطقة وادي حجر.  قتلت القوات العراقية 120 مسلحا و «أمير» داعش المعين في منطقة دواساه خلال التقدم نحو وسط الموصل.
28 فبراير
تقدمت القوات العراقية نحو المباني الحكومية الرئيسية في الموصل في 28 شباط / فبراير. وواصلت جهاز مكافحة الإرهاب التقدم في وادي الحجر للربط مع شعبة الاستجابة السريعة والشرطة الاتحادية المتمركزة على ضفاف النهر.  واعلن جودت ان 929 مسلحا قتلوا منذ بدء الهجوم على غرب الموصل. وقال الجبوري إن الفرقة الخامسة عشرة للجيش العراقي تستعد لاقتحام تلعفر.  وقال العقيد أحمد الجبوري من قيادة عمليات نينوى التابعة للجيش العراقي في وقت لاحق إن القوات العراقية استولت على منطقة وادي حجر.  وأعلنت خلية الإعلام الحربي في وزارة الدفاع العراقية في الوقت نفسه أن القوات العراقية استولت على قرية دمرجي إلى جنوب بادوش.

### آذار / مارس: معركة في جنوب غرب الموصل
1 مارس

مناطق سيطرة تنظيم الدولة الإسلامية في العراق والشام مناطق (باللون الرمادي) في الموصل، اعتبارا من 1 آذار / مارس 2017.

وفي 1 آذار / مارس، أعلن جنرال عراقي أن الجيش العراقي سيطرت على آخر طريق رئيسي إلى غرب الموصل، مع انقسام الفرقة المدرعة التاسعة على بعد كيلومتر من مدخل الموصل الشمالي الغربي المعروف باسم «بوابة سوريا». وأدى هذا التحرك بشكل فعال إلى قطع غرب الموصل عن تلعفر. واستمرت جهاز مكافحة الإرهاب في التقدم والاشتباك مع تنظيم الدولة الإسلامية في مناطق وادي الحجر والمنصور والشهداء.  وأعلنت قيادة العمليات المشتركة في الوقت نفسه أن جهاز مكافحة الإرهاب واصلت التقدم في جوسق وطياران، في حين استولت على 70٪ من وادي حجر، وقامت بتطهير المباني السكنية في حي المأمون بالكامل، وتقدمت في منطقة منصور المجاورة.  وذكر الرائد عدنان مصطفى في وقت لاحق أن القوات العراقية استولت على بوابة سوريا، جنبا إلى جنب مع قرية الريحاني، محاصرة بادوش.  وفي وقت لاحق استولوا على «قاعدة تدمر» تحت الأرض، والتي استخدمها تنظيم الدولة الإسلامية لتدريب المجندين، وفقا للقادة العراقيين.
2 مارس
وفي 2 آذار / مارس، شن تنظيم الدولة الإسلامية داعش هجوما مضادا على القوات العراقية خلال عاصفة مطيرة بين عشية وضحاها في ليلة 1-2 آذار / مارس، على الرغم من أن القتال استهدأ في الصباح.  وزعم بعض سكان المدينة أن غارة جوية على مسجد عمر الأسود في أحياء الفاروق قتلت عددا من المدنيين وتشتبه في أنهم مقاتلو داعش. غير أن متحدثا باسم التحالف قال إنه لم يكن على دراية بهذه الضربة.  وقال نقيب في قسم الاستجابة السريعة في الوقت نفسه إن القوات العراقية المتقدمة اضطرت للانسحاب من دواسة إلى جوسق، بعد أن وقعت في فخ داعش من انسحاب وهمية وأخذت العديد من الضحايا.  وأفيد بأن أبو هثيفاق الحلبي، المصور الذي سجل إعلان أبو بكر البغدادي عن «الخلافة» في عام 2014، وكذلك ديوان المساجد في محافظة نينوى، قتل خلال النهار، مع ابنه و مساعد. وفي اليوم نفسه، أفيد بأن 14،000 مدني فروا من غرب الموصل خلال النهار.
3 مارس
وأعلنت القوات العراقية أنها استولت على منطقة وادي حجر في 3 مارس / آذار، وهو تقدم يسمح لهم بربط جميع قواتهم في جنوب المدينة.  وصرح الصليب الأحمر في الوقت نفسه بأن سلاحا كيماويا استخدم على ما يبدو في مدافع الهاون على منازل في شرق الموصل، وهو أول هجوم من هذا القبيل خلال المعركة. أصيب 12 شخصا في الهجوم.  وفي اليوم نفسه، فر 14،000 شخص من غرب الموصل، ليصل عدد المدنيين النازحين من غرب الموصل إلى 46،000 شخص.
4–5 مارس
وذكر جودت أن الشرطة الاتحادية صدت هجوما على تنظيم داعش على أطراف حي داوسة، مما أسفر عن مقتل 10 من الانتحاريين وتدمير 5 طائرات فبيدية.  وذكرت خلية الإعلام الحربي بوزارة الدفاع أن الغارة الجوية التي شنها التحالف المناهض لتنظيم داعش على مقر تنظيم الدولة الإسلامية في منطقة النجار قتلت أبو عبد الرحمن الأنصاري ومسؤول جند الخلافة و 6 أميرين من بينهم أبو خالد وصباح آل -عنزي، أبو عزام، أبو حجاب، أبو صياح وأبو طيبة.  واستأنفت القوات العراقية هجومها في 5 آذار / مارس، بعد توقفها لمدة يومين بسبب سوء الأحوال الجوية. وأفيد بأن شعبة الاستجابة السريعة قد استولت على حي دانادان، وهي قريبة من مجمع سكني يضم مباني حكومية في غرب الموصل. وفي الوقت نفسه، دفعت جهاز مكافحة الإرهاب عبر مناطق سومود وتل الرمان. كما اشتبكوا مع تنظيم الدولة الإسلامية في منطقتي الشهداء والمنصور.  وزعم أن أحد زعماء تنظيم الدولة الإسلامية يزعم أنه ابن عم البغدادي اعتقل في منطقة جوساق.
6 مارس

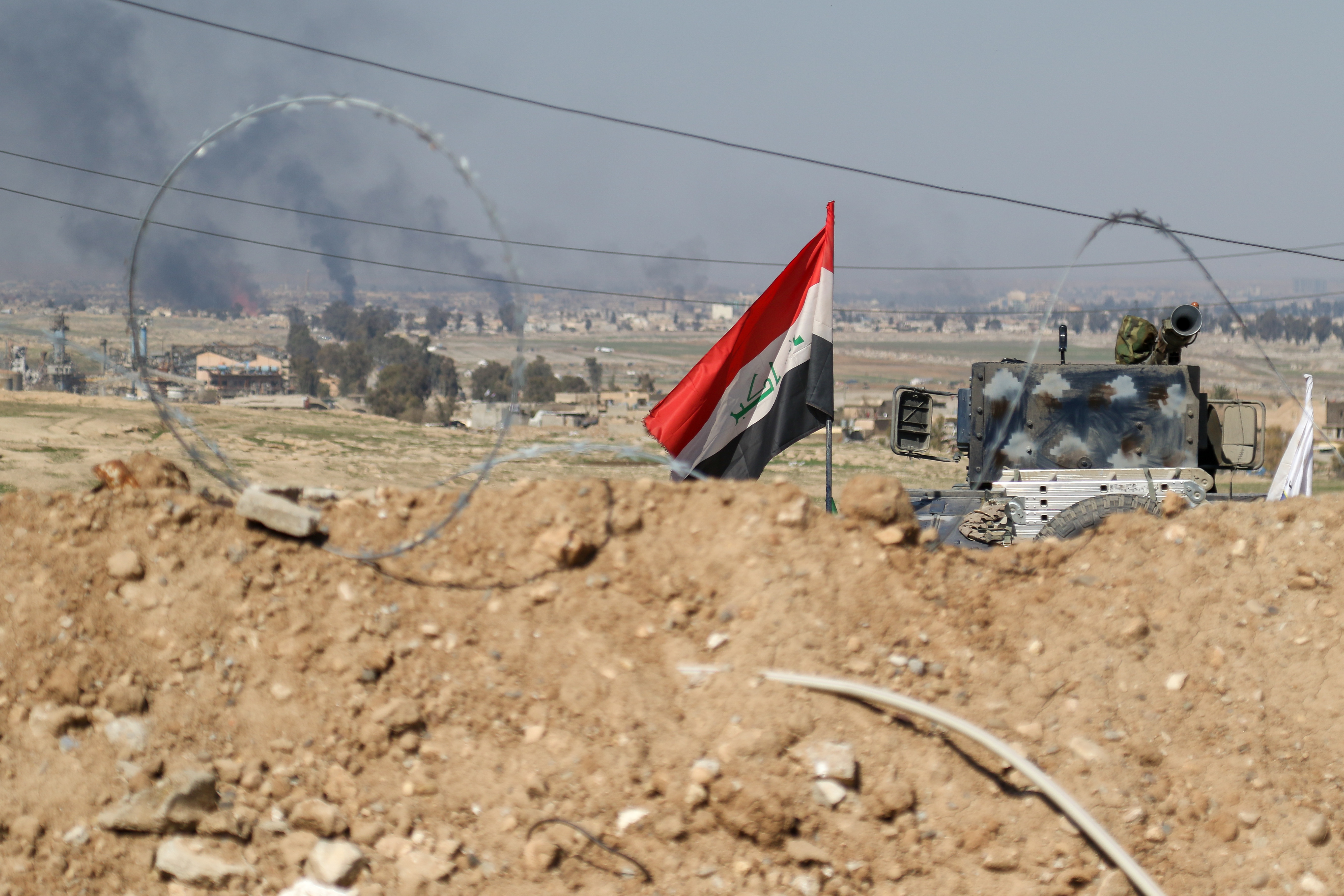
عملية استعادة غرب الموصل، 6 مارس 2017.

استولت القوات العراقية على جسر الحرية (المعروف أيضا باسم «جسر الحرية») في 6 مارس.  كما أعلن الجيش العراقي أن جهاز مكافحة الإرهاب استولت على منطقة سومود.  وأعلنت قيادة العمليات في الوقت نفسه أن شعبة الاستجابة السريعة والشرطة الاتحادية استولت على مقر شرطة نينوى ومجمع المحاكم ومديريات المياه والكهرباء والصرف الصحي. واعتدى جهاز مكافحة الإرهاب على حي المنصور بعد الاستيلاء على سومود.  وذكر ضابط في الشرطة الاتحادية أن الغارة الجوية التي شنها التحالف على محطة القطار بالمدينة قد قتلت 33 جنديا سابقا كانوا محتجزين هناك أسرى من قبل تنظيم الدولة الإسلامية.  كما أفادت التقارير بأن الغارات الجوية في مختلف المناطق أسفرت عن مقتل 22 مدنيا وجرح 34 آخرين.  واستولت قوات الحشد الشعبى على منطقة جبلية إستراتيجية بالقرب من قرية العياثية.
7 مارس
أعلن المقدم عبد الأمير المحمداوي ان شعبة الاستجابة السريعة استولت على مجمع محافظة نينوى ومتحف الموصل وفرع البنك المركزي ومبنى يضم محكمة العدل الرئيسية في الدولة الإسلامية. وذكرت قيادة العملية ان الشرطة الفيدرالية استولت على مقر حكومة مقاطعة نينوى. وأعلنت أيضا أن القوات العراقية استولت تماما على أحياء دواساه ودندان وتل الرمان. كما أفيد بأن القوات العراقية استولت على القنصلية التركية في غرب الموصل.  وفي الوقت نفسه، أعلنت قوة مكافحة الإرهاب العراقية أن القوات الحكومية استعادت 60٪ من غرب الموصل من تنظيم الدولة الإسلامية.
8 مارس
وأعلن الجيش العراقي أن القوات العراقية صدت هجوما مضادا من قبل تنظيم الدولة الإسلامية في العراق والشام، وتولت السيطرة الكاملة على آخر طريق رئيسي يؤدي إلى تلعفر. وذكر اللواء علي كاظم اللامي من الشرطة الاتحادية أنه سيتم مسح المناطق التي تم الاستيلاء عليها في غرب الموصل خلال النهار.  وأعلن الجيش لاحقا أن الفرقة المدرعة التاسعة استولت على سجن بادوش، المعروف بمذبحة سجن بادوش التي ارتكبها تنظيم الدولة الإسلامية في العراق والشام في عام 2014.  أعلن يارالا في وقت لاحق أن القوات العراقية جنبا إلى جنب مع قوات الحشد الشعبى قد استولت تماما على تلال العطشانا ودهمت الشقق السكنية في منطقة بادوش السجن بعد أخذ السجن نفسه.  وأعلنت قوات الحشد الشعبى عن استيلاءها أيضا على محطة القطار الصبونية على الطريق بين الموصل وتلعفر واستولت على قرية تل خزف بالقرب من الموصل. أعلن يارالا في وقت لاحق أنهم استولوا على مدينتي منصور والشهداء.
9 مارس
واصلت القوات العراقية محاربة تنظيم الدولة الإسلامية داخل الموصل. أعلن يارالا أن جهاز مكافحة الإرهاب قد استولت على مناطق مواليمين وسيلو.  ووصلت القوات العراقية أيضا إلى المسجد الكبير في النوري حيث أصدر البغدادي إعلانا عن «الخلافة». وفي الوقت نفسه، استولت الوحدة على 7 قرى إلى الغرب من الموصل.  وذكرت أيضا أنها استولت على محطة كهرباء بادوش.
10 مارس
شنت القوات العراقية غارة خلال الليل بين 9 و 10 مارس.  تعرضت القوات العراقية للهجوم المضاد في أحياء مختلفة وفي مجمع الحكومة الخاضع لسيطرتها، حيث قال النقيب وليد إبراهيم إنهم فقدوا السيطرة على شارعين.  وعلى الرغم من الهجمات، واصلوا التقدم نحو البلدة القديمة، ووصلوا إلى الشوارع المتبقية بالقرب منه.  كما قاتلوا داعش حول فندق آشور.  وأعلنت قيادة العملية، في الوقت نفسه، أن جهاز مكافحة الإرهاب استولت على الأمل الأولى مع حي الأمل الثانية.  أعلن يارالا في وقت لاحق أن شعبة الاستجابة السريعة، جنبا إلى جنب مع الشرطة الاتحادية، استولت على النبي شيت وأكيدات.  كما ذكرت خلية الإعلام الحربي بوزارة الدفاع أن القوات العراقية استولت على 3 قرى حول بادوش، وتسيطر على الضفة الغربية لنهر دجلة.
11 مارس
ودخلت القوات العراقية مركز الموصل «الموصل» في 11 آذار / مارس، وسط اشتباكات عنيفة، وتقدمت في منطقة باب الطوب، في حين تقدمت جهاز مكافحة الإرهاب داخل الأغوات ورسالا في الجبهة الغربية، وتقدمت أيضا في منطقتي نافيت ونابلس . وفي الوقت نفسه، استولت الفرقة ال 16 التابعة للجيش العراقي على قريتين إلى غرب الموصل، فضلا عن قرية خواجا خليل، وهي منشأة للتركيب الصناعي ومرفق للمياه إلى الغرب من الموصل، في حين استولت الفرقة المدرعة التاسعة مع قوات الحشد الشعبى على جزء من بادوش وتحيط بمصنع أسمنت بدوش. وقال العقيد عماد البياتي إن القوات العراقية استولت على منطقة المحطة التي تحتوي على محطة قطار ومجمعات سكنية. وذكر أيضا أنهم اقتحموا منطقة العبار واستولوا على مناطق باب البياض والفروق إلى جنوب الموصل. وأفاد سكان الموصل أيضا بأن التنظيم أطلق سراح العشرات من السجناء الذين احتجزوا بسبب «جرائم» صغيرة مثل بيع السجائر أو انتهاك حظر التدخين أو امتلاك الهاتف المحمول. وأعلن التلفزيون العراقي في الوقت نفسه أن القوات العراقية استولت على حوالي نصف غرب الموصل.
12 مارس
واعلن بريت ماكغورك ان الفرقة التاسعة المدرعة قطعت الطريق الاخير عن الموصل. وقال السعدي إن القوات العراقية تسيطر على أكثر من ثلث غرب الموصل. كما ذكر أن جهاز مكافحة الإرهاب يقاتل تنظيم الدولة الإسلامية داخل منطقتي الجديدة والأغوات. وفي الوقت نفسه، ذكرت قيادة العملية أن شعبة الاستجابة السريعة والشرطة الاتحادية تهاجم حي باب الطوب.  وأعلنت مديرية المخابرات العسكرية أن الغارات الجوية التي قام بها التحالف المناهض لتنظيم الدولة الإسلامية قتلت محمود فتحي الجبوري، وهو أبو رسول، المسؤول الإداري في تنظيم الدولة الإسلامية في العراق والشام، كما دمرت منشأة متفجرة تابعة للمجموعة.  استولت الفرقة ال 16، جنبا إلى جنب مع قوات الحشد الشعبى، على قريتين شمال غرب الموصل خلال النهار.  وأعلنت قيادة العمليات المشتركة في وقت لاحق أن جهاز مكافحة الإرهاب استولت على منطقة أغاوات.  وأضافت جودت أنها استولت أيضا على ميدان سوق الأرز والرحمة في باب الطوب، بالإضافة إلى الموصل الجديد (الموصل الجديد).
13 مارس

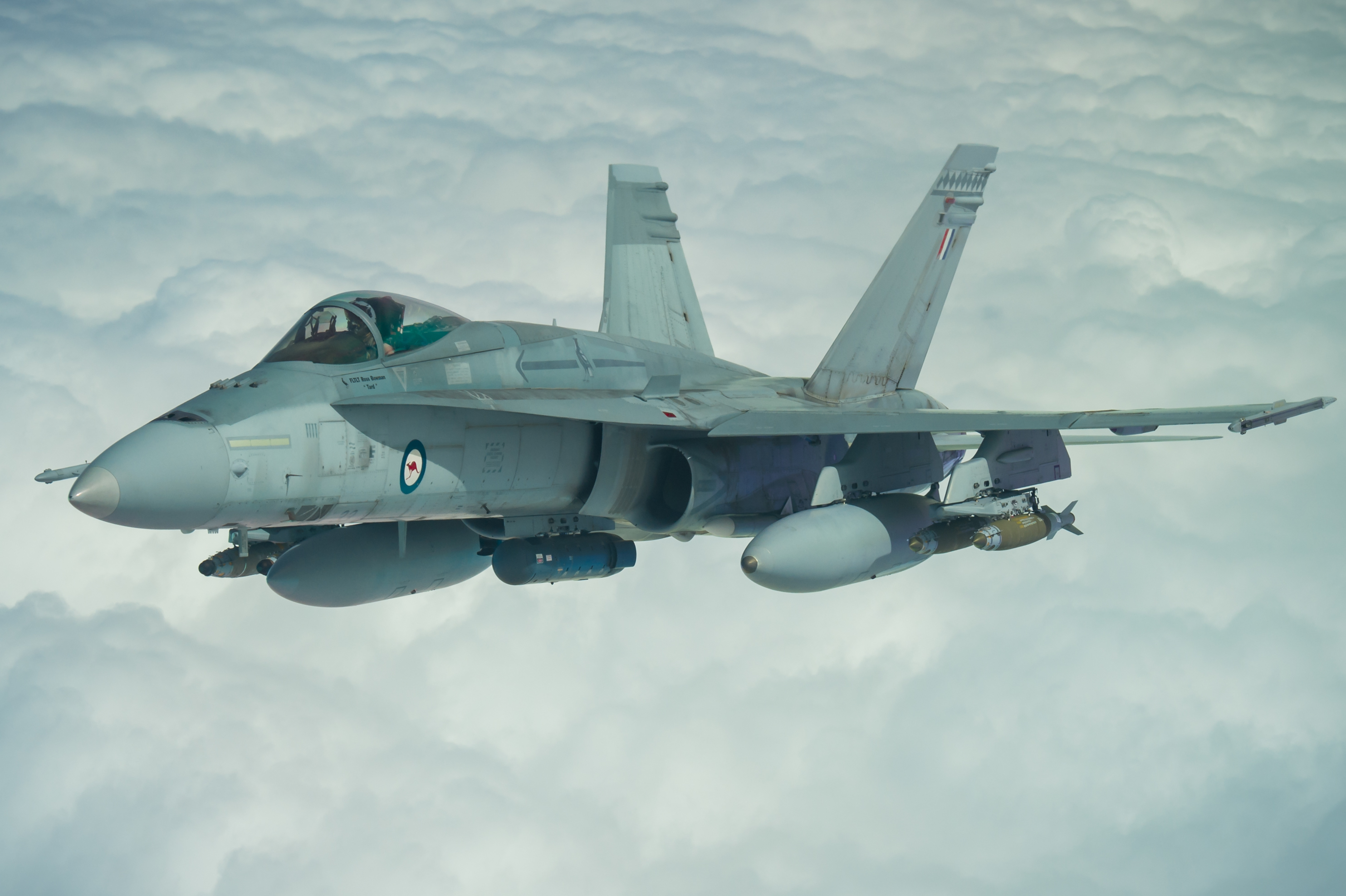
طائرة أسترالية من طراز F / A-18 فوق العراق في مارس 2017.

واجهت القوات العراقية مقاومة شديدة أثناء محاولتها التقدم في المدينة القديمة والجسر الحديدي. وذكر مسؤولون عسكريون أن تقدمهم قد تباطأ بسبب الأمطار الغزيرة في الصباح، على الرغم من أنها جاءت على مسافة 100 متر من الجسر.  وأعلنت قيادة العمليات المشتركة في وقت لاحق أن جهاز مكافحة الإرهاب استولت تماما على أحياء نفيت و الموصل الجديد.  حذر خميس الخنجر، وهو سياسي سني عراقي بارز ضغط على الولايات المتحدة والحكومات العراقية لضمان أن الخسائر المدنية في المعركة كانت في حدها الأدنى، حذر من أن الخسائر في صفوف المدنيين آخذة في الارتفاع بسبب تسارع وتيرة الحملة. وأضاف أن أكثر من 3500 مدني قتلوا منذ بداية الهجوم على غرب الموصل.
14 مارس
وواصلت القوات العراقية التقدم في البلدة القديمة ونحو الجسر الحديدي. وأعلن ضابط شرطة فيدرالي أن الشرطة الاتحادية قتلت أبو عبد الرحمن الأنصاري، القائد العسكري لل داعش في البلدة القديمة.  وقد استولت القوات العراقية على محطة القطار في الموصل التي كانت إحدى مراكز السكك الحديدية الرئيسية في العراق. وقال جودت أيضا إنهم استولوا على محطة الحافلات القريبة.  كما استولوا على منطقة كراج بغداد.  كما أفيد بأن القوات العراقية ألقت القبض على وزير الصناعة ومساعده. وفي الوقت نفسه، ذكر جودت أن القوات العراقية استولت على مناطق باب الجديد وباب البدع، وكانت تسيطر على 90٪ من البلدة القديمة.  كما استولت القوات العراقية على قريتين إلى الشمال الغربي من الموصل.
15 مارس
وأعلنت الشرطة الاتحادية في 15 آذار / مارس أنها استولت على الجسر الحديدي، مع شعبة الاستجابة السريعة، ووضعتها تحت سيطرة كاملة على ثلاثة من خمسة جسور في الموصل، وتقدمت أيضا إلى مسجد النوري. وذكر ضباط عراقيون أن الطقس الغائم يبطئ تقدمهم، بسبب عدم توفر الغطاء الجوي. وقال العميد فلاح العبيدي إن جهاز مكافحة الإرهاب استولت على مناطق دور السقاق والنفوت، وهي مواقع منشآت الأسلحة الرئيسية التابعة لتنظيم داعش، وتقع إلى الغرب من البلدة القديمة.  وذكرت المنظمة الدولية للهجرة أن عدد المدنيين الذين فروا من غرب الموصل ارتفع إلى 100،000.  وقال سمير داوود المحسن، ضابط الفرقة التاسعة المدرعة، إن القوات العراقية بدأت تتقدم في حي باب البيد.  وذكرت المخابرات العسكرية العراقية أن ثلاثة من كبار قادة داعش قتلوا في غارات جوية على منطقة الجديدة على يد القوات الجوية العراقية، ومنهم أبو أنس الجبوري، وهو المسؤول عن وحدات الانتحاري محمد فتحي الجبوري، كان مسؤولا عسكريا في الجماعة، وكذلك مساعده أحمد نواف الجبوري.  كما استولت الفرقة المدرعة التاسعة على بلدة بادوش، فضلا عن قرية مجاورة، مع السيطرة على منطقة بادوش بأكملها. كما تقدمت جهاز مكافحة الإرهاب في مناطق نابلس، ويابسات، وريصا، ووادي العين.
16–17 مارس

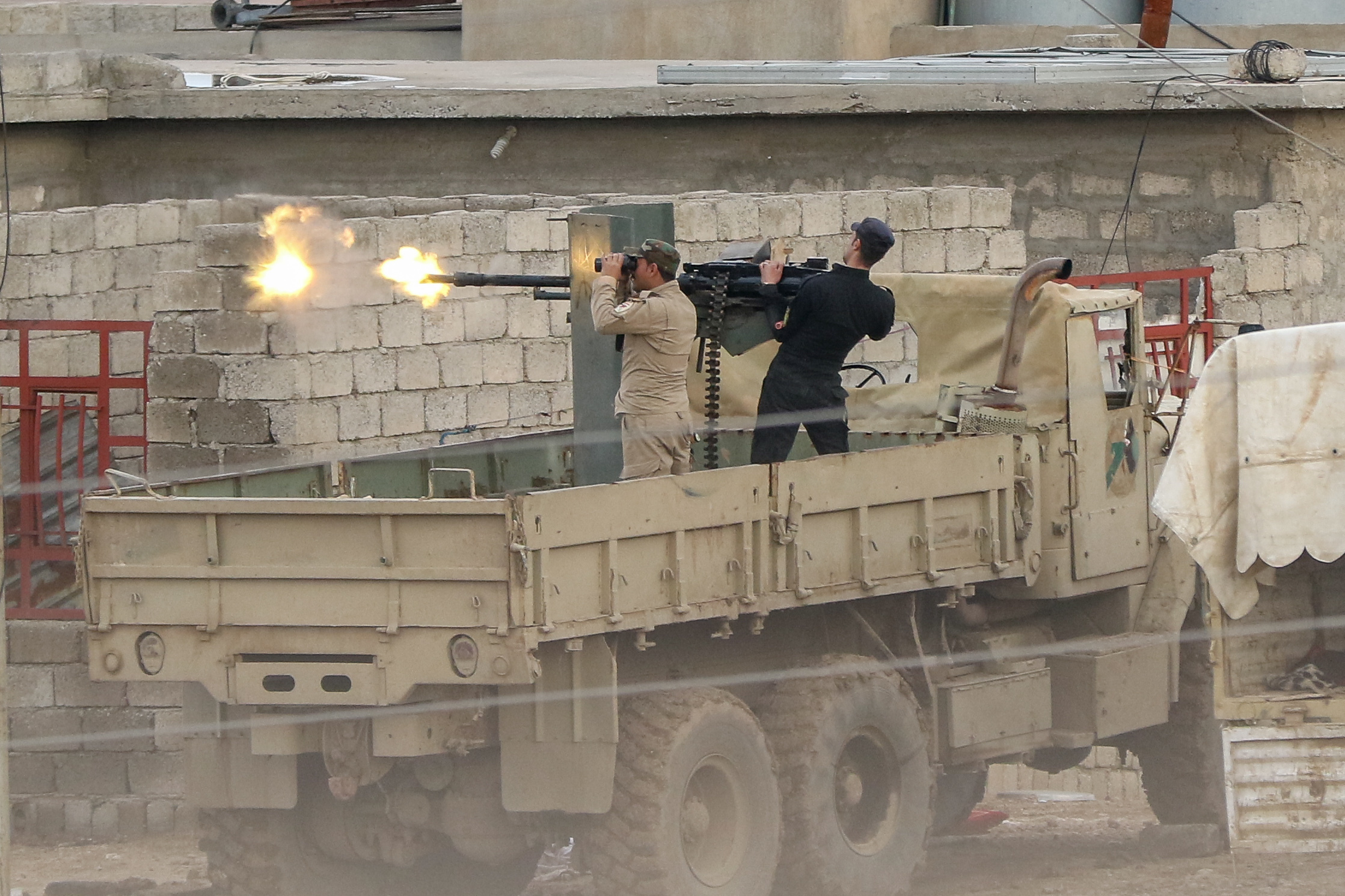
عربة تابعة للجيش العراقي في الموصل، 16 مارس 2017.

وواصلت الشرطة الاتحادية والاستجابة السريعة الاشتباك مع تنظيم الدولة الإسلامية في المدينة القديمة، التي تقع على بعد 500 متر من مسجد النوري، على الرغم من أن تباطؤ أمطارها غزيرة. كما استولت القوات العراقية على مستشفى خلال النهار.  كما تم صد هجوم داعش على بادوش خلال النهار.  وواصلت القوات العراقية تقدمها في البلدة القديمة في 17 آذار / مارس، في محاولة للسيطرة على طريق رئيسي يستخدمه تنظيم الدولة الإسلامية في العراق والشام لإطلاق قوات الدفاع عن الديمقراطية في مواقعها. وقال متحدث باسم الشرطة الاتحادية إنهم استولوا على مسجد الباشا وشارع العدالة وسوق باب السراي.  وذكر الفريق عبد الغني الأسدي أيضا أن جهاز مكافحة الإرهاب تتقدم في مقاطعتي ريسالا ونابلس.
18 مارس
أعلنت جودت في 18 مارس / آذار أنها استولت على سوق العربية وصومعة الحبوب التي تطل على المدينة القديمة.  و قال عادل أحمد، قائد الشرطة الاتحادية، إنهم استولوا على منطقتي الكور و الطوافة، وسمحوا باستخدامهم كممرات للهروب من المدنيين. وقال النقيب يونس محمد إن التنظيم شن هجوما كيماويا على العدالة وباب السراي والشاعر نينوى. وذكر أن 12 شخصا أصيبوا في الهجوم.
19 مارس
وذكر متحدث باسم الشرطة ان شعبة الشرطة والاستجابة السريعة قد استأنفت تقدمها بعد توقفها بسبب سوء الاحوال الجوية. اشتبكت القوات العراقية مع تنظيم الدولة الإسلامية في العراق والشام لإغلاقها في مسجد النوري خلال النهار. وذكرت وزارة الدفاع العراقية في الوقت نفسه أن التحالف المناهض لتنظيم داعش دمر مركز قيادة داعش، مما أسفر عن مقتل 6 من قادة داعش الأجانب، من بينهم عبد الكريم الروسي، وهو زعيم روسي كان رئيسا لواء طارق بن زياد. وقُتل زعماء آخرون قتلوا في الغارة الجوية وهم صالح الأحمد وأبو دعاء المغربي ويوسف عوني وعبد الله حمود وميلاد سيرو. كما أعلن بيان للشرطة القبض على حسام شط الجبوري، وهو رئيس محلي لديوان الحسبة في منطقة باب السجين. وأعلنت قيادة العمليات المشتركة أن جهاز مكافحة الإرهاب استولت على منطقة نابلس. كما ذكر أن الفرقة المدرعة التاسعة استولت على منطقة الملوثة وقرية إلى الشمال من بادوش. وذكر مصدر أمني لقناة الأخبار العربية سكيبريس أنهم استولوا على أحياء خالد بن الوليد وباب السجين.
20 مارس
وفي 20 مارس / آذار، استأنفت شعبة الشرطة الاتحادية والاستجابة السريعة تقدمها على مسجد النوري بعد الضباب والمطر في الصباح الباكر، وتصل إلى 1600 قدم (488 مترا) من المسجد.  وذكرت القوات العراقية أنها استولت على مجمع سكني بالقرب من مصنع أسمنت بدوش. كما ذكر مسؤول في وزارة الداخلية العراقية أن عقيد الشرطة العراقية وثمانية ضباط آخرين أسرهم مقاتلو داعش بعد نفادهم الذخيرة خلال الاشتباكات في منطقة باب جديد في الساعات الأولى.  نفى ضابط الإعلام في شعبة الاستجابة السريعة المقدم عبد الأمير المحمداوي اعتقال أي من ضباط الشرطة على الرغم من أن بعض مصادر الشرطة الاتحادية ذكرت أنهم قتلوا.  وفي الوقت نفسه، قتلت الغارات الجوية العراقية على عدة مواقع لتنظيم الدولة الإسلامية في تلعفر وسنجار 47 مسلحا ودمرت خمس سيارات مفخخة، وفقا لوزارة الدفاع. كما قتل 20 شخصا آخر في تلعفر، بحسب الوزارة.
21 مارس
واصلت القوات العراقية التابعة لوزارة الداخلية القتال داخل البلدة القديمة حيث تم نشر القناصة لاستهداف المسلحين بينما اشتبكت جهاز مكافحة الإرهاب في الجبهة الغربية في 21 مارس. وأعلنت قيادة العملية أن جهاز مكافحة الإرهاب استولت على الرسالة وشقاق نابلس في الغرب.  وقال يحيى رسول إن القوات العراقية تسيطر على حوالي 60٪ من غرب الموصل. وذكر العميد سعد معن أيضا أنه تم العثور على جثث العقيد وضباط اثنين اختطفا قبل يوم واحد، لكنهما نفيا أنهما تم أسرهما.  وأعلنت قوات الحشد الشعبى أيضا أنها استولت على المجمع السكني، فضلا عن قريتين ومنطقة أرهيا بالقرب من بادوش. وقالوا أيضا إنهم وصلوا إلى أطراف غرب الموصل.
22 مارس
وقصف تنظيم الدولة الإسلامية في العراق والشام المناطق التي استولت عليها القوات العراقية، مما أسفر عن وقوع إصابات بين المدنيين. وأوقفت الشرطة الاتحادية الطرق في البلدة القديمة مع حواجز ترابية لمنع فبيدس من مهاجمة مواقعها. وقال ضابط جهاز مكافحة الإرهاب في الوقت نفسه أن جهاز مكافحة الإرهاب يتقدم في منطقة يبسات والمنطقة الصناعية القديمة.  وأعلنت المخابرات العسكرية العراقية أن حسن محمود الفرات، وهو قائد داعش لواء المدفعية التابع للجماعة، قتل في غارات جوية التحالف على سيارته في منطقة الدبابة مع زوجته إيمان الطوخي، التي كانت موظفة طبية في المجموعة .  خلال اليوم، أعلن يارالا أن الفرقة المدرعة التاسعة استولت على قريتين في منطقة بادوش الشمالية.  وذكرت وزارة الدفاع أنها استولت أيضا على مركز قيادة تابع لتنظيم داعش في المنطقة، مما أسفر عن مقتل أكثر من 40 مسلحا من بينهم قائد كبير يعرف بأبو الرحمن.
23 مارس
وأوقفت القوات العراقية تقدمها في الصباح في 23 آذار / مارس بسبب الطقس الغائم. وقال متحدث باسم الشرطة في وقت لاحق إن تعزيزات الشرطة الاتحادية انتقلت نحو البلدة القديمة وكانت تستعد لاقتحامها.  وذكر مسؤولو الدفاع المدني والسكان المحليون أن عشرات المدنيين دفنوا تحت الأنقاض بعد غارات جوية على منطقة الموصل الجديدة قبل أسبوع. وقال رئيس الدفاع المدني العميد محمد الجوارى إنه تم انتشال 40 جثة بينما ألقى مسؤول عراقى خسائر إجمالية في 137. وذكر التحالف أنه سيتم التحقيق في هذه المزاعم.  وقيل إن 100 آخرين من المدنيين قد قتلوا في الغارات الجوية القريبة.
24–25 مارس
وذكرت الانباء ان القوات العراقية ستنشر تكتيكات جديدة حيث ان التقدم قد تباطأ في غربى الموصل. وقال الجنرال جون ريتشاردسون العميد الامريكى انه قد يفتح جبهة أخرى على البلدة القديمة لضغط أكبر على المسلحين. وقال العميد يحيى رسول في الوقت نفسه إن القوات العراقية تقدمت، لاستعادة مناطق خارج البلدة القديمة، بما في ذلك اليابسات.  وأفاد المدنيون الذين فروا من المناطق التي يسيطر عليها تنظيم داعش، خلال الليل بين 23 و 24 آذار / مارس، أن تنظيم الدولة الإسلامية قد أطلق عليهم النار أثناء محاولتهم الفرار من الموصل.  وفي الوقت نفسه، ذكر المرصد العراقي لحقوق الإنسان أن حوالي 500 مدني قتلوا في غارات التحالف الجوية خلال الأيام القليلة الماضية.  وذكر جودت أن القوات العراقية استولت على مركز قيادة داعش في البلدة القديمة.  وذكر متحدث باسم الشرطة الاتحادية في 25 آذار / مارس أن العمليات العسكرية توقفت بسبب ارتفاع عدد الضحايا المدنيين. وأكد الائتلاف أنه نفذ الغارات الجوية في الجديدة قبل أسبوع، حيث تم الإبلاغ عن وقوع إصابات بين المدنيين.
26 مارس
وواصلت القوات العراقية الاشتباك في المدينة على الرغم من التقارير عن توقف المعركة. ونفى الجيش العراقي أن الغارات الجوية التي شنتها قوات التحالف قتلت المدنيين في الجديدة قبل أسبوع، زاعمة أن داعش مزق المنازل ووجد 61 جثة. وشهد شهود العيان والسكان المحليون وبعض المسؤولين الحكوميين هذه الادعاءات. وخلال النهار، اشتبكت القوات العراقية مع تنظيم الدولة الإسلامية في العراق والشام حول مسجد النوري. وقال المقدم علي جاسم من الفرقة المدرعة التاسعة إن القوات العراقية داهمت ودخلت مصنع الاسمنت بدوش إلى حيث تراجع بعض مقاتلي داعش. أعلن يارالا في وقت لاحق أن جهاز مكافحة الإرهاب قد استولت على وادي العين وراجم الحديد المناطق. كما استولت الفرقة المدرعة التاسعة على مصنع بادوش للأسمنت خلال اليوم. كما ذكرت القوات العراقية أنها استولت على منطقة العروبة والمنطقة الصناعية في غرب المدينة.  وذكر أيضا أنهم استولوا على سد بادوش.
27–28 مارس
وذكرت القوات العراقية في 27 آذار / مارس أنها شنت اعتداءات جديدة في منطقة البلدة القديمة مع الشرطة الاتحادية تفيد بأنها بدأت تتقدم في الجزء الجنوبي الغربي منها إلى جانب شعبة الاستجابة السريعة. وأضاف ضابط شرطة أن الهجمات كانت بداية العمليات لمحاصرة المنطقة.  وذكر جودت في اليوم التالي أن القوات العراقية حاولت اقتحام منطقتي الميدان وسوق الشعارين. وفي الوقت نفسه، ذكر تاونسند أن التحالف المناهض لتنظيم داعش ربما كان له دور في الغارة الجوية التي قتلت مدنيين في الجديدة، مضيفا أن المدنيين قد تجمعوا هناك من قبل تنظيم داعش.  وأفيد بأن شعبة الاستجابة السريعة قد ألقت القبض على محطة قطار وملعب لكرة القدم. وكان بعض قادة وحدات إرد ينتقدون الشرطة الاتحادية، مع ذكر أحد الضباط أن بعضهم تم نشرهم للاحتفاظ بالمناطق التي تم الاستيلاء عليها حديثا في غارات بين عشية وضحاها أبقوا على الانسحاب والتنازل عنها لتنظيم داعش.
29–31 مارس
في 29 آذار / مارس، ذكر جودت أن القوات العراقية تحاصر المنطقة المحيطة بمسجد النوري، واستولت على منطقة القضيب البن، فضلا عن ملعب الملعب الرياضي. كما ذكر أن الشرطة الاتحادية قتلت وزير الصحة داعش سعد الله أبو شعيب وحراسه بالقرب من المستشفى الجمهوري. وأعلن المكتب الإعلامي للجيش العراقي أن القوات الجوية العراقية دمرت مقرا للأمن وحلقتي عمل تقومان بتصنيع فبيدس والفخاخ المتفجرة في تلعفر. وفي الوقت نفسه، ذكر الجنرال الأمريكي جوزيف فوتيل أن 284 من أفراد قوات الأمن العراقية قتلوا في معركة غرب الموصل في حين أصيب أكثر من 1600 شخص بالإضافة إلى 490 قتيلا وأكثر من 3000 جريح خلال معركة شرق الموصل. وفي اليوم التالي، أفيد بأن القوات العراقية استولت على قرية مع محطة قطارها إلى الغرب من بادوش. وذكر متحدث باسم التحالف المناهض لتنظيم داعش في الوقت نفسه أن أقل من 1000 مقاتل قد تركوا في غرب الموصل.  وذكر قائد شرطة الموصل في 31 آذار / مارس أن تنظيم الدولة الإسلامية أطلق صواريخ على شرق الموصل. وقعت اشتباكات في البلدة القديمة خلال النهار، لكن القوات العراقية لم تحاول محاولة دفع جديدة.

### نيسان / أبريل: تقدم بطيء في العراق
4–5 أبريل
واستؤنفت الغارات الجوية في 4 نيسان / أبريل بعد إزالة الطقس. وذكر الجيش العراقي أن القوات الجوية العراقية قتلت عشرات المسلحين في غارات جوية. وذكرت المخابرات العسكرية العراقية في الوقت نفسه أن 4 من زعماء داعش قتلوا أيضا في غارات جوية على حي التانك من قبل التحالف المناهض لتنظيم داعش. وأضافت أن القادة المسؤولين عن الفخاخ المتفجرة والمقاتلين الانتحاريين العرب وتجنيد الأطفال كانوا من بين القتلى في الغارات الجوية. وذكرت بعض مصادر الاستخبارات أن قنابل الغاز التي شنها تنظيم داعش في منطقة راجم الحديد أدت إلى مقتل 6 مدنيين وجرح 29 آخرين.  أعلنت قيادة العمليات المشتركة العراقية في 5 أبريل / نيسان أن قوات جهاز مكافحة الإرهاب استولت على منطقة المغرب، غرب مركز مدينة الموصل القديم. كما تقدمت في منطقتي عبار وماتاهين. وواصلت الشرطة الاتحادية وشعبة الاستجابة السريعة الاشتباك مع تنظيم داعش على خطوط الجبهة الجنوبية والغربية على حافة وسط المدينة القديمة.
6 أبريل
وفي 6 أبريل / نيسان، أعلنت قيادة العملية الاستيلاء على منطقة اليرموك، مما أسفر عن مقتل 42 مسلحا في هذه العملية.  وأضافت أن التحالف المناهض لتنظيم داعش شن ضربات جوية على مقر تنظيم الدولة الإسلامية للانتحاريين، مما أدى إلى تدميره وقتل العشرات من المسلحين بما في ذلك بعض القادة غير العراقيين.  وفي الوقت نفسه، أسقط تنظيم داعش طائرة هليكوبتر عراقية تقدم الدعم للشرطة الاتحادية في البلدة القديمة، مما أسفر عن مقتل طيارين اثنين. وكانت هذه أول طائرة أسقطها تنظيم الدولة الإسلامية في العراق والشام خلال المعركة. وذكرت قوات العمليات المشتركة أنها تحطمت في الأجزاء الشرقية من الموصل.  وفي الوقت نفسه، نقلت الأخبار العراقية عن اللواء نجم الجبوري قوله إن القوات العراقية تسيطر على أكثر من 90٪ من «المحور الغربي».
7 أبريل
وذكرت مصادر أمنية عراقية في 7 نيسان / أبريل أنها استولت على ثلاث قرى أخرى إلى الغرب من الموصل. وذكر ضابط الجيش العراقي جبار حسن أن الفرقة المدرعة التاسعة استولت على غزليوة بعد اقتحامها في الصباح. ذكر يار الله أنهم استولوا أيضا على قرى الريحانية القديمة والريحية الجديدة.  وذكر مكتب الأمم المتحدة لتنسيق الشؤون الإنسانية أن أكثر من 264،000 شخص قد نزحوا من الموصل الغربي منذ بداية العمليات العسكرية العراقية للقبض عليه.
8–10 أبريل
وذكر سكان الموصل أن داعش قتل عشرات من السكان في الأسابيع القليلة الماضية.  وقال مسؤول بالجيش في 9 أبريل / نيسان إن محافظ محافظة نينوى، نوفل حمادي السلطان، نجا من محاولة اغتيال قافلة له في شرق الموصل، ولم يبلغ عن وقوع إصابات في الهجوم.  وأبلغ عن هجوم يشتبه في أنه من غاز الكلورين من قبل تنظيم داعش في حي الهضبة شرق الموصل في 10 نيسان / أبريل، حيث أفادت مصادر أمنية عراقية أن 4 مدنيين قتلوا وأصيب 6 آخرون.  وفي الوقت نفسه، تم الإعلان عن منطقة متاهين كما استولت عليها قيادة العملية في 9 نيسان / أبريل.  وفي اليوم التالي، أعلنت أيضا أن جهاز مكافحة الإرهاب استولت تماما على منطقة اليرموك جنبا إلى جنب مع سيكاك.
13 أبريل
أعلنت قيادة العمليات المشتركة في 13 نيسان / أبريل أن جهاز مكافحة الإرهاب استولت تماما على منطقة آبار. وذكر مصدر أمني أيضا أن القوات العراقية واصلت الاشتباك مع تنظيم داعش في منطقتي متاهين وعروبة القريبة بينما استولت على معظم مناطق تاناك. كما أصدر الجيش العراقي تعليمات جديدة للمدنيين في المناطق المتبقية التي يسيطر عليها تنظيم داعش للفرار لتجنب الوقوع في تبادل لإطلاق النار من خلال الانتشار في مبان أخرى. وقد تباطأ تقدم القوات العراقية في البلدة القديمة، حيث كان استخدامها محدودا للقنابل، وتعتمد أكثر على نيران القناصة.  وأعلن جودات في الوقت نفسه أن الشرطة الاتحادية دمرت مقر القيادة والسيطرة في داعش في البلدة القديمة. وأضاف أن وحدة من الجيش العراقي قتلت 13 مسلحا ودمرت 7 شاحنات مدمرة أثناء غارة في المنطقة.  أعلنت القوات العراقية خلال اليوم أن عبد الله البدراني (المعروف أيضا باسم أبو أيوب العطار)، أحد قادة دينيستوست الدينيين من الجماعة قد قتل في غارة جوية من قبل التحالف المناهض لتنظيم داعش.  وأضاف جودت أن اثنين آخرين من قادة الجماعة، بمن فيهم عبد القادر محمود الحمدوني، قتلوا في منطقة أخرى. وخلال اليوم، أعلن يار الله ان القوات العراقية استولت على ثلاث قرى أخرى في ضواحى غرب الموصل. كما أعلن الجيش العراقي القبض على المدخل الغربي للمدينة.
14–15 أبريل
وادعى مصدر عسكري عراقي أن غلمورود خاليموف قد قتل في غارة جوية في غرب الموصل قبل أسبوع.  وقال جودت إن الشرطة الاتحادية قتلت محمود علي محمود، وهو زعيم مسلح، كما سيطرت على شبكة من الأنفاق تحت البلدة القديمة. وذكرت وزارة الدفاع العراقية في الوقت نفسه أن القوات العراقية قد سيطرت على فخ خداع ومصنع لتصنيع السيارات بعد أن استولت على الملوثا الواقعة في الجانب الأيمن من الموصل.  وذكر ضابط عراقي في الوقت نفسه أن تنظيم داعش شن هجوما غازيا على شكل صاروخ مليء بالكلور على القوات العراقية في حي العبار، مما أدى إلى إصابة سبعة جنود.
16 أبريل
وذكر جودت في 16 أبريل / نيسان أن القوات العراقية تقدمت على بعد 200 متر داخل البلدة القديمة وأخذت مواقع جديدة بالقرب من مسجد النوري بعد تقدم الشرطة الاتحادية وقسم الاستجابة السريعة من منطقة قاضي البن في الصباح الباكر.  ] وقال المتحدث باسم القيادة المشتركة للعمليات الجنرال يحيى رسول إن القوات العراقية طوقت منطقة البلدة القديمة بالكامل، في حين ذكر المتحدث باسم كتائب صباح النعمان أن 2900 من أعضاء داعش قتلوا في الأيام القليلة الماضية في غرب الموصل.  وأعلن المقدم عبد السلام الجبوري في اليوم التالي أن قوات الرد السريع قتلت أبو قحافة، قائد «مكتب الخدمات» التابع للجماعة في اليوم السابق.  وفي الوقت نفسه، أفادت التقارير أيضا أن جميع الجسور داخل وغرب الموصل قد أصبحت غير قابلة للاستعمال بسبب الفيضانات، مما أدى إلى تعليق إمدادات المساعدات وطرق الهروب للمدن الفارين الذين يجري قطعهم.  واتهمت الشرطة الفيدرالية داعش بقصف القوات العراقية بعناصر أسلحة كيميائية في منطقتي العروبة وباب جاديد، مما تسبب في إصابات طفيفة.
17 أبريل
وذكر ضابط إعلامي تابع للشرطة الاتحادية في 17 نيسان / أبريل أنهم يشتبكون في داعش في اشتباكات من الباب إلى الباب في البلدة القديمة، وقد تقدموا في المنطقة، في حين ذكر متحدث باسم الشرطة أن القوات كانت تغلق أبوابها في منطقة " مسجد نوري.  وذكر النقيب جبار حسن أن اشتباكات عنيفة اندلعت في منطقتي التنك والذورة، مع مقتل جنديين عراقيين وحققت القوات العراقية تقدما سريعا في الطنك.  واعلن اللفتنانت كولونيل عبد السلام الجبوري ان عزيز إبراهيم فارس العنزي رئيس الأمن في تنظيم الدولة الإسلامية قتل في غارة جوية قرب المستشفى الجمهوري في حي الصححة. وأضاف أن قائدا آخر باسم علي إبراهيم محمد قتل في اشتباكات مع جهاز مكافحة الإرهاب في منطقة التناك.  وفي الوقت نفسه، ذكرت الأمم المتحدة أن أكثر من 000 493 شخص قد شردوا منذ بداية المعركة مع ما يقدر بنحو 000 500 شخص ما زالوا يقدرون بقاءهم في الأحياء التي تسيطر عليها تنظيم الدولة الإسلامية في المدينة ().
18 أبريل
وأفاد مسؤول كبير في 18 نيسان / أبريل بأن أكثر من 60 من مقاتلي داعش، من بينهم قائد، قتلوا في اشتباكات مع القوات العراقية التي تقدمت في منطقة الفاروق بالقرب من مسجد النوري. كما دمروا خمس مركبات مدرعة، وثماني دراجات نارية مزودة بالقنابل وست بطاريات مضادة للطائرات.  قالت جودت إنها استولت على مبنى يستخدمه المكتب كمكتب صحي، وأنشأت حواجز حول حي الفاروق.  وادعت مصادر الدولة العراقية أن المجموعة تسيطر على ست مقاطعات فقط، على الرغم من أن ذلك لا يمكن التحقق منه بشكل مستقل. وأفادت شبكة سي بي اس نيوز أن وحدة عراقية مع مستشارين أمريكيين وأستراليين أصيبت بصاروخ يحتوي على عامل خردل، مما أدى إلى إصابة 25 عراقيا على الرغم من أن المستشارين لم يصبوا بأذى.  وقال قائد الجيش خضر الأسدي إن 16 مدنيا قتلوا في حي الثورة من قبل انتحاري حاول في الأصل استهداف قوات جهاز مكافحة الإرهاب المتمركزة هناك ولكن فجر في منطقة سكنية بعد أن فشل في الوصول إليهم.  قام الجيش العراقي ببناء جسر عائم جديد فوق نهر دجلة، وفتح طريقا للهروب للمدنيين الفارين.
20 أبريل
أعلن متحدث باسم جهاز مكافحة الإرهاب أن القوات العراقية استولت على حي الثورة في حين ذكرت قيادة العمليات المشتركة أنها استولت على حي النصر أيضا. وذكر جودت أن القوات العراقية قتلت أحد كبار مسؤولي داعش المسؤول عن الأسلحة الكيميائية في الموصل، في هجوم صاروخ موجه في منطقة زنجيلي.  أصدرت مديرية المخابرات العسكرية العراقية بيانا أعلن فيه أن الغارة الجوية التي قامت بها قوات التحالف قتلت رئيس المخابرات في الجماعة أحمد خالد نجم المعروف بأبي عبيدة في منطقة تياران.  كما ذكر أن أبو عبد الرحمن، المساعد الأول لبغدادي، قتل في تفجير للقوات العراقية. وقادة آخرون قتلوا على يد القوات العراقية هم أبو الوليد التونسي الذي قتل بالقرب من مسجد الأوساد في البلدة القديمة مع أربعة من حراسه الشخصيين وقائد روسي يعرف باسم أبو ماريا وقائد عسكري باسم أبو براء الدغستاني، مع مساعده أبو عبد الرحمن الزمري، بالقرب من الجسر الخامس، فضلا عن أحد أقرباء البغدادي.
22–25 أبريل
وأعلنت البيانات العسكرية أن جهاز مكافحة الإرهاب استولت على منطقتي الثورة والساحة. وقال قائد المعتقل معن سعدي إن القوات كانت على صلة بالشرطة الاتحادية، حيث تحركت في البلدة القديمة من اتجاه مختلف لإكمال تطويقها. وذكرت القوات العراقية أيضا أن نصف منطقة التنك لا يزال محتجزا من قبل تنظيم الدولة الإسلامية.  أعلن يارالا من قيادة العمليات المشتركة في 25 أبريل / نيسان أن جهاز مكافحة الإرهاب استولت تماما على منطقة التناك على الطرف الغربي من الموصل. وفي الوقت نفسه، دفعت القوات داخل البلدة القديمة تعزيزات إلى المنطقة. كما أطلقت قوات الحشد الشعبى عملية لإخلاء بلدة الهدار والقرى المحيطة بها من قوات داعش، واستولت على ثلاث قرى.  وبحلول نهاية اليوم استولوا على 12 قرية في المنطقة.
26–27 أبريل
وأعلنت قوات الحشد الشعبى بعد ظهر يوم 26 نيسان / أبريل أنها استولت على مدينة حترة القديمة، بعد يوم من شن هجومها في المنطقة. وقالوا أيضا أنهم تقدموا إلى حافة المدينة الحديثة المجاورة.  المدينة هي أيضا ذات أهمية إستراتيجية لأنها تأمر بالوصول إلى نينوى، صلاح الدين ومحافظة الأنبار.  كما استولوا على 3 قرى في المنطقة خلال النهار وأخرى مع مقبرة في اليوم التالي.  تم القبض على المدينة الحديثة أيضا من قبل قوات الحشد الشعبى في 27 أبريل.  وأدى التقدم إلى قطع العديد من المسارات الصحراوية التي يستخدمها تنظيم «داعش» للتحرك بين العراق وسوريا.  وذكر المتحدث باسم كتائب صباح النعمان أن قوات الأمن قتلت أكثر من 500 مسلح وتحتاج إلى الاستيلاء على أربع مناطق أخرى قبل الاستيلاء الكامل على المدينة.
28–30 أبريل
وذكر البنتاغون في 29 أبريل / نيسان أن أحد موظفي الخدمة الأمريكية قتل على يد عبوة ناسفة خارج الموصل. وقد تم التعرف على القتيل الأمريكي في وقت لاحق على أنه الملازم الأول ويستون لي (25 عاما) من بلوفتون، جورجيا.  وذكر ناشط حقوقي عراقي أن 15 مدنيا عراقيا على الأقل قتلوا عندما أصابت طائرة حربية منزل في غرب الموصل.  وفي الوقت نفسه، ذكرت مصادر عسكرية أن الشرطة الاتحادية في 29 نيسان / أبريل قد استعاد المواقع التي خسرتها بعد الهجمات على موقعين على حافة البلدة القديمة، مما أدى إلى مقتل قائد لواء الشرطة الاتحادية و 18 عضوا آخرين من قوة وزارة الداخلية في اليوم السابق. وقال رئيس أركان الجيش العراقي الفريق عثمان الغانمي إن الموصل سيتم القبض عليه بالكامل في غضون ثلاثة أسابيع.  واستمرت قوات الحشد الشعبى في التقدم نحو الجنوب الغربي من الموصل، وقامت بتطهير خمس قرى بالقرب من حترة من سيطرة تنظيم الدولة الإسلامية.

### مايو: تقدم بطيء حول وسط المدينة القديمة والاعتداء من الشمال الغربي
3–4 مايو
قاتلت القوات العراقية لاستعادة منطقة البلدة القديمة في 3 مايو، وتشديد سيطرتها حول مسجد النوري.  فتحت الفرقة المدرعة التاسعة وقسم الاستجابة السريعة بدعم من شعبة الاستجابة الطارئة التابعة لوزارة الداخلية العراقية جبهة جديدة ضد المناطق التي تسيطر عليها الدولة الإسلامية في 4 أيار / مايو، واعتدت عليها من الشمال من أجل تسريع العملية العسكرية التي تباطأت إلى إلى حد كبير والسماح للوحدات الأخرى لتسريع الاستيلاء على المناطق المتبقية. وذكرت الشرطة الاتحادية أنها تقدمت على ارتفاع 1400 متر وكانت تدفع في منطقة حليلة نحو منطقة حرامات الشمالية الغربية. وأفيد بأن القوات استولت على قرية ومصنع للغاز في الهجوم.  وفي الوقت نفسه، ذكرت الأمم المتحدة أن أكثر من 419،000 شخص قد فروا من غرب الموصل منذ بدء الهجوم عليه.  وأفادت قيادة العمليات المشتركة في وقت لاحق أن القوات العراقية استولت على معظم منطقة مشيرفة بما في ذلك منشأة لتنقية المياه وأخذت مواقع جديدة بالقرب من المباني السكنية في حرمات بينما قطعت قوات أخرى خطوط الإمداد بين منطقة كانيسا التي تسيطر عليها داعش ونجار فضلا عن 17 منطقة تموز .  وأفاد مصدر أمني من تنظيم الدولة الإسلامية أن 81 مدنيا من بينهم 29 امرأة و 18 طفلا قتلوا وجرح 86 آخرون خلال هجوم صاروخي على مدرسة الفيلة في 17 محافظة تموز (17 تموز / يوليو) غرب الموصل، في حين أن القوات العراقية نفت استهداف قالوا إن المبنى يستخدمه تنظيم الدولة الإسلامية كمصنع للقنابل.  لكن بعد ذلك اعترف مصدر فيدرالي عراقي عراقي بأن ما لا يقل عن 80 مدنيا قتلوا في غارة جوية على المنطقة.  وقال وحدة مكافحة الإرهاب النقيب علي البحيلي إن حبيب عبد الصبار، الذي كان مسؤولا عن إدارة الحرب في داعش، قد قتل.
5 مايو
استولت القوات العراقية على ثلاث قرى بعد هجومها من الشمال. واعلن بيان للجيش ان القوات العراقية استولت على منطقة مشيرفة الثانية مع دير الكنيسة وميخائيل. وأضاف العميد وليد خليفة، نائب قائد اللواء التاسع، أن القوات العراقية قتلت حوالي ثلاثين مسلحا بالإضافة إلى تدمير خمس سيارات فبييدز قبل أن يمكن استخدامها.
6 مايو
وقال مسؤول الأمن العراقي صفاء البهدلي إن تسعة من مسؤولي الأمن قتلوا وأصيب ثلاثة آخرون عندما هاجم تنظيم داعش أربع مركبات محملة بالقنابل في غرب الموصل، مما أدى أيضا إلى تدمير سيارتين عسكريتين.  أعلن الجيش العراقي خلال اليوم أنهم استولوا على كامل منطقة مشيرفة على الرغم من أن بعض الضباط ذكروا أن القتال ما زال مستمرا.
7 مايو
وقد واجهت القوات العراقية مقاومة شديدة من تنظيم داعش في 7 أيار / مايو أثناء محاولتها الدخول إلى المناطق القليلة المتبقية التي تحتفظ بها الجماعة. وذكر ضباط عراقيون في الوقت نفسه أن التعزيزات من شعبة الاستجابة السريعة قد وصلت إلى شمال غرب الموصل للمساعدة في مسح المناطق على ضفاف نهر دجلة.  وذكر جودت أن خالد بن الوليد، وهو زعيم بارز في تنظيم الدولة الإسلامية في العراق والشام وخمسة من حراسه، قتلوا عندما قصفت قوات الأمن مقر الشرطة في داعش. وقتل 40 عضوا آخر في داعش في قصف الشرطة على حي الزنجيلي.
8 مايو
وقالت وزارة الداخلية العراقية إن 3،320 مسلحا قتلوا وتمت استعادة 525 قرية ومنطقة منذ بدء العمليات الأمنية في 19 فبراير لاستعادة غرب الموصل من مقاتلي الدولة الإسلامية. وذكرت المخابرات العسكرية العراقية أن جاسم البصري (المعروف أيضا باسم أبو محمد)، زعيم تنظيم الدولة الإسلامية في العراق والشام لمقاطعي مشيرفة وحرامات، قتل على يد غارة جوية مناهضة لتنظيم داعش. وأعلنت قيادة العمليات المشتركة أن الفرقة التاسعة المدرعة وشعبة الاستجابة السريعة استولت على حي الحرامات. وذكر قائد الفرقة التاسعة أنهم استولوا أيضا على المباني السكنية بالمقاطعة، مما أسفر عن مقتل 17 مسلحا. وفي الوقت نفسه، تقدمت القوات العراقية نحو 30 منطقة تموز، مع تقدم الشرطة الفدرالية إلى منطقة الاقتصاد المجاورة وفتح جبهة جديدة في جنوب 30 تاموز. وفي الوقت نفسه تقدمت جهاز مكافحة الإرهاب في وادي إيكاب، واستولت على معظم المنطقة.
9 مايو
قالت قيادة العمليات المشتركة العراقية إن جهاز مكافحة الإرهاب استولت على المنطقة الصناعية الشمالية بينما تم القبض على منطقة صغيرة من 30 تاموز.  وأضاف يار الله في بيان منفصل أن جهاز مكافحة الإرهاب استولت على الجزء الشمالي من منطقة وادي إيكاب الصناعية.  ووفقا لما ذكره ضابط شرطة محلي، هاجم مسلحون داعش مواقع الشرطة العراقية، مما أسفر عن مقتل ضابط شرطة وجرح أربعة آخرين. وقتل ثمانية مسلحين اخرين في الاشتباكات. وقتل ثلاثة من أعضاء قوات الحشد الشعبى وجرح ستة آخرون عندما هاجم تنظيم الدولة الإسلامية في العراق والشام موقعهم في غرب الموصل.  وقال متحدث باسم قسم الاستجابة للطوارئ إن 250 مسلحا قتلوا في حي الحرامات في الأيام الخمسة السابقة.
10 مايو
وأعلن اللواء معن السعدي في 10 أيار / مايو أن جهاز مكافحة الإرهاب استولت على منطقة المعامل في وسط الساحل الأيمن من الموصل. وأعلن الفريق عبد الغني الأسدي في الوقت نفسه عن مقتل قائد عسكري في تنظيم داعش لحزب الإصلاح الزراعي وأبو أيوب الشامي وثلاثة من رفاقه خلال الاشتباكات. وبعد اقتحام المعمل، اقتحمت القوات العراقية منطقة الإصلاح الزراعي. كما أفادت التقارير أنهم سيطروا على نصف منطقة كانيسا.  وقال الجنرال عبد الأمير يار الله قائد عملية نينوى ان جنودا من الفرقة المدرعة التاسعة التابعة للجيش قتلوا 1321 من ناشطي داعش من بينهم كبار القادة منذ شباط / فبراير الماضي. وعلاوة على ذلك، دمرت 139 مركبة متفجرة وأسقطت 11 مركبة جوية بدون طيار، كما هدم 61 مخبأ مسلحا آخر، و 10 حلقات عمل لصنع القنابل، وخمسة مراكز قيادة. وبشكل منفصل، ألقت الشرطة القبض على 20 من أعضاء داعش في أحياء الكرامة والخضرة وكوكسيلي. .
11 مايو
ودفعت القوات العراقية إلى محاصرة مركز المدينة القديمة. وقال جودت إن شعبة الاستجابة السريعة مدعومة بمركبات مدرعة متقدمة في منطقة إقتسادين، مما أسفر عن مقتل العديد من المسلحين وتدمير 17 من سياراتهم بما في ذلك 5 مفخخة. وقال القائد عبد الغني الأسدي إن جهاز مكافحة الإرهاب استولت على جزء كبير من منطقة الإصلاح الزريعي، ولكنها امتنعت عن الاستيلاء عليها تماما لتجنب وقوع إصابات بين المدنيين.  وقال الجنرال عثمان الغنيمي في الوقت نفسه أن بقية الموصل سوف يتم القبض عليها من قبل شهر رمضان المبارك الذي سيبدأ في 26 مايو.
12 مايو
وأعلنت قيادة العمليات المشتركة أن قوات الحشد الشعبى شنت هجوما بدعم من طائرات الهليكوبتر التابعة للقوات الجوية العراقية للقبض على المناطق التي يسيطر عليها تنظيم الدولة الإسلامية بالقرب من الحدود مع سوريا بما في ذلك بلدتي البعاج والقيروان. وأعلنت قوات الحشد الشعبى لاحقا أنها استولت على أربع قرى بينما اشتبكت في قريتين أخريين.  وأعلنت قيادة العمليات أيضا أن جهاز مكافحة الإرهاب استولت على الجزء الأول من الإسلام الزريعي وبدأت في دفع الجزء الثاني. في بيان منفصل، ذكر أن شعبة الاستجابة السريعة بدعم من الجيش العراقي قد أزالت حي الحرامات بينما تقدمت في إقتساديين و 17 مناطق تاموز.  وفي الوقت نفسه، ذكر جودت أن الشرطة الاتحادية قتلت اثنين من قادة داعش الرئيسيين هما أبو علي البصراوي وأبو يوسف المصري ومساعده رضوان المسلاوي. وذكرت قيادة العمليات بشكل منفصل أن الفرقة التاسعة، فرقة المشاة الخامسة عشرة وشعبة الاستجابة السريعة استولت على منطقة حرمة الثنية خلال النهار.  وأعلنت قيادة العمليات في وقت لاحق أن القوات العراقية اعتقلت أن جهاز مكافحة الإرهاب استولت على منطقة الإصلاح الزراعي. وأعلنت قوات الحشد الشعبى بشكل منفصل أنها استولت على 21 قرية حول القيروان، مما أسفر عن مقتل 77 مسلحا وتدمير 15 مركبة.
13 مايو
وواصلت قوات الحشد الشعبى التقدم في المناطق القريبة من الحدود العراقية السورية، حيث ذكرت قيادة العمليات المشتركة أنها استولت على 11 قرية حول القيروان. وحاصرت القوات شبه العسكرية البلدة من ثلاثة جهات، في حين قطعت الطرق الرئيسية بينها وبين تلعفر وكذلك سنجار. وأعلن بيان آخر أن فرقة المشاة السادسة عشرة التابعة للجيش العراقي قد استولت تماما على منطقة حاوي الكنيسة.  كما ذكر أن طائرة هليكوبتر تابعة للقوات الجوية العراقية أسقطت بعد أن تعرضت لإطلاق نار من تنظيم الدولة الإسلامية في حين دعمت قوات الحشد الشعبى للقبض على القرى الواقعة في الصحراء إلى الغرب من الموصل.
14 مايو
وقال العميد يحيى رسول في 14 أيار / مايو إن تنظيم الدولة الإسلامية لا يسيطر على أكثر من 9 في المائة من غرب الموصل.  وذكرت قيادة العمليات المشتركة أن جهاز مكافحة الإرهاب اقتحمت منطقتي العريبي ورفاعي في الساعات الأولى، في حين هاجمت الفرقة المدرعة التاسعة مع شعبة الاستجابة للطوارئ 17 تاموز.  تمكنت الفرقة التاسعة من تدمير الخطوط الدفاعية لتنظيم داعش في الجزء الشمالي من 17 تاموز.  وأفادت قوات الحشد الشعبى أنها استولت على قريتي خيلو وتل القصب بالقرب من القيروان إلى جانب قرية أخرى. وأضاف البيان أن القوات شبه العسكرية كانت تحاصر القيروان بشكل مستمر من ثلاثة جهات، وقتلت 23 مسلحا في الوقت الذي دمرت فيه أيضا أربع سيارات مفخخة.  وقال عدي الخضران، رئيس بلدية الخالص، إنه تلقى تأكيدا بأن أحد كبار قادة تنظيم الدولة الإسلامية لم يكشف عن اسمه قتل في غارة جوية مع أربعة من مساعديه في غرب الموصل.
15 مايو
وأعلنت قيادة العمليات المشتركة أن جهاز مكافحة الإرهاب استولت على منطقة اليريبي بينما اشتبكت القوات العراقية مع مسلحين في ريفاي، 17 تاموز وإقتسادين، وكلها كانت تحت سيطرتها جزئيا. وأضافت أن الطائرات المقاتلة العراقية شنت غارة جوية على قرية بالقرب من تلعفر، مما أسفر عن مقتل 13 مسلحا وتدمير ثلاث مركبات تحمل قاذفات صواريخ.  وأعلنت قوات الحشد الشعبى أنها استولت على ثماني قرى إلى الشمال والجنوب من منطقة القيروان كجزء من عملياتها لإخراج المسلحين من المناطق القريبة من الحدود العراقية السورية، مما أسفر عن مقتل 39 منهم في الاشتباكات.  وفي الوقت نفسه، نقل عن رئيس الشرطة الاتحادية شاكر جودات قوله إن قواته قتلت 173 مسلحا من بينهم قائد خلال الاشتباكات الأخيرة بالإضافة إلى تدمير 40 سيارة مفخخة.
16 مايو
وذكر الجيش العراقي أن قوات الحشد الشعبى استولت على ثلاث قرى في شمال وجنوب القيروان بالإضافة إلى اشتباك في قرية أخرى.  واوضح قائد العمليات المشتركة العميد يحيى رسول خلال مؤتمر صحافي ان القوات الحكومية تسيطر على 89،5 في المئة من غرب الموصل وقتلت 16،467 من أعضاء تنظيم الدولة الإسلامية منذ بدء العملية. وقال انه تم تدمير 679 مركبة مفخخة و 11 مقرا لتنظيم الدولة الإسلامية و 47 طائرة بدون طيار و 76 ورشة عمل مفخخة بينما تم نزع فتيل 6661 قنبلة و 217 حزام ناسفة. كما ذكر أن تنظيم الدولة الإسلامية في العراق والشام لا يسيطر سوى على 12 كيلومترا مربعا من المنطقة في الموصل، في حين ألقت الطائرات العراقية منشورات تقول للمدنيين أن المعركة قد فازت تقريبا، ويطلب منهم أيضا التوقف عن استخدام جميع المركبات لتجنب إساءة التعرف عليهم كمقاتلين من تنظيم الدولة الإسلامية. وقال العقيد جون دوريان من القوات الجوية الأمريكية بشكل منفصل أن المجموعة كانت بالقرب من الهزيمة الإجمالية. وفي الوقت نفسه، قالت جهاز مكافحة الإرهاب إن القوات قتلت مسؤول الإعلام في تنظيم داعش جلال أيوب شهاب، وهو مواطن سوري، في منطقة الإجهاز مكافحة الارهاباديين. كما اعتقلت قوات الأمن خلية تابعة ل «داعش» مكونة من 25 عضوا في منطقتي السكري والصدق شمال الموصل.  وادعى مصدر أمني أن سبعة من أعضاء داعش، من بينهم قائد مسؤول عن الهجمات المفخخة، قتلوا عندما قصفت مقاتلات مجهولة منزلا في منطقة إكتيسادين.
17 مايو
وأعلنت قيادة العمليات المشتركة أن جهاز مكافحة الإرهاب استولت تماما على منطقة ريفاي. كما تقدمت في إقتصاديين و 17 منطقة تموز، كانت أجزاء كبيرة من المنطقتين تحت سيطرتها.  وقالت قوات الحشد الشعبى إنها قطعت طريقا يربط بين تل قصب وقيروان، الذي يعتبر الطريق الرئيسي لإمدادات تنظيم الدولة الإسلامية في شمال القيروان.  وقال ضابط الشرطة الفيدرالية الفريق أوداي سامي إن الاشتباكات العنيفة بين القوات العراقية ومقاتلي تنظيم الدولة الإسلامية في مناطق باب الطوب والمكاوي وباب الجديد تركت 20 مسلحا وأصيب آخرون.  وفي الوقت نفسه، قتل أكثر من 25 مسلحا في غرب الموصل، وفقا لقوات الرد السريع.  صدت اللواء الأول من قوات الحشد الشعبى هجوما من قبل داعش، مما أسفر عن مقتل أربعة مهاجمين، وذكر أن 70٪ من المرحلة الأولى من عمليات التطهير لاستعادة منطقة القيروان قد اكتملت.  وقال مكتب الأمم المتحدة لتنسيق الشؤون الإنسانية (أوتشا) إن حوالي 275،000 مدني لا يزالون في المناطق التي لا تزال تحت سيطرة تنظيم الدولة الإسلامية.  وقال ضابط في الشرطة الفيدرالية ان ثلاثة جنود قتلوا على يد انتحاري في الرفاعي خلال النهار بينما قتل أربعة من رجال الشرطة وثلاثة من جنود جهاز مكافحة الإرهاب في العريبي في هجومين مفخختين بالسيارات. وذكر الضابط العراقي سعدون فهد أن الغارات الجوية التي شنتها قوات التحالف على مجموعة من المقاتلين الذين كانوا يسبقون الهجوم على القوات العراقية قتلت 25 مدنيا.
18 مايو
وقد استولت قوات الحشد الشعبى على قاعدة سهل سنجار الجوية في 18 مايو / أيار، والتي استخدمها كريم النوري من منظمة بدر كقاعدة من قبل قوات الحشد الشعبى والقوات الجوية العراقية لمطاردة المسلحين عبر الصحراء مع سوريا.  وذكر الجيش العراقي أن القوات شبه العسكرية استولت أيضا على ثماني قرى بالقرب من القيروان، مما أسفر عن مقتل 54 من مقاتلي داعش بالإضافة إلى تدمير مقر الجماعة.  وفي وقت لاحق، أعلنت قيادة العمليات المشتركة أن الشرطة الاتحادية التي تدعمها شعبة الاستجابة السريعة قد استولت على منطقة إجهاز مكافحة الارهابادين.  وقال اللواء نجم الجبوري إن القوات العراقية ستستهدف بلدة تلعفر بعد استعادة الموصل، في حين يقول المسؤولون إن 750 مقاتلا ما زالوا في المدينة.  وقال رئيس الشرطة الاتحادية شاكر جودات إن قواته تسيطر على أكثر من 291 كيلومترا مربعا من غرب الموصل، وأن أعضاء تنظيم الدولة الإسلامية في العراق والشام وضعوا شبكات الصرف الصحي في جنوب 17 منطقة تاموز بإطلاق النار على النفط لمنع الطائرات بدون طيار من تتبع أعضائها.  وذكر قائد قوات الحشد الشعبى أن قواته استولت على قاعدة واشنطن العسكرية، غرب الموصل، في حين قتل عشرة مسلحين في قرية عين فتحي.  وفي الوقت نفسه، تمكنت جهاز مكافحة الإرهاب من اقتحام منطقة النجار، واستعادة نصفها.
19 مايو
الجنرال محمد الجبوري، من قوات الرد السريع، قائلا إن القوات صدت هجوم من قبل المسلحين الذين استخدموا 20 مركبة مفخخة. وقتل 12 مسلحا في أحياء تموز، والمشرفة، والنجار، والرفاعي عندما ردت القوات الهجوم.  قالت قيادة العمليات العراقية المشتركة إن جهاز مكافحة الإرهاب استولت على منطقة روشان في شمال غرب الموصل.  أطلق مسلحون من تنظيم الدولة الإسلامية في العراق والشام من غرب الموصل خمس قذائف هاون على منطقة الإبط شرقي الموصل، مما أدى إلى إصابة اثنين من أفراد الشرطة، وفقا لمصدر أمني.  وقالت خلية الحرب الإعلامية أن الفرقة المدرعة التاسعة استعادت الجزء الشمالي من 17 منطقة تاموز وقتل العشرات من مقاتلي داعش في غارات جوية في غرب الموصل.  وقال مسؤول عراقي في الوقت نفسه إن أكثر من 526،000 نازح منذ بدء العملية للقبض على الموصل الغربي.
20 مايو
وأعلنت قيادة العمليات المشتركة في 20 أيار / مايو أن الشرطة الاتحادية والاستجابة السريعة قد استولت على منطقة تموز (17 تموز / يوليه) في حين استولت جهاز مكافحة الإرهاب على حي الربيع.  وقالت الشرطة الفيدرالية العراقية انها استعادت 80 هدفا، مما ادى إلى مقتل 172 من القناصة من تنظيم داعش وتدمير 373 مركبة مفخخة منذ بدء العملية العسكرية في غرب الموصل. وقتل 66 مسلحا آخر، ودمرت 13 مركبة وتسعة دراجات نارية في الإقتصاديين و 17 مقاطعة تاموز.  شن مسلحون عدة هجمات على نقاط تفتيش قوات الحشد الشعبى في قرية دهيلة، غرب الموصل، مما أسفر عن مقتل سبعة من أفراد قوات الحشد الشعبى وجرح آخرين.  واعلن الناطق باسم القوات الخاصة العراقية صباح النعمان ان قواته استولت على كل المناطق المخصصة لها وانتهت بذلك من مهمتها معلنة ان ثمانية كيلومترات فقط من الموصل بقيت تحت سيطرة المتشددين. وأضاف أنهم سيضطلعون بأي عمليات أخرى إذا أمر بذلك.
21 مايو
وأعلنت قوات الحشد الشعبى شبه العسكرية أنها استولت على أربع قرى إلى جنوب القيروان خلال النهار، بالإضافة إلى قطع طريق إمداد الدولة الإسلامية بين قريتي الحاطمية وتل قصب. وأضافوا أيضا أنهم استولوا على تل قصب بالإضافة إلى قريتين شمال القيروان.  وفي الوقت نفسه، قتل 20 مسلحا، من بينهم كبار قادة الجنسيات العربية والمواطنين الغربيين، في محاولة للوصول إلى جسر قديم في الموصل.  وقال الجنرال عبد الوهاب السعدي قائد جهاز مكافحة الإرهاب إن قواته استولت على 47 من أصل 74 منطقة سكنية من داعش في غرب الموصل، مما أسفر عن مقتل المئات من المسلحين.  وقال مسؤول أمني محلي إن ما لا يقل عن 17 جنديا عراقيا قتلوا وأصيب آخرون في أربع عمليات انتحارية نفذها تنظيم الدولة الإسلامية في شمال غرب الموصل.
22 مايو
أعلن الجيش العراقي في 22 مايو / أيار أن جهاز مكافحة الإرهاب استولت على منطقة النجار.  وفي الوقت نفسه قصفت قوات الشرطة الاتحادية العراقية أهداف تنظيم الدولة الإسلامية في مدينة الموصل القديمة، حيث كانوا يستعدون لاقتحام المنطقة.  واختطف مسلحون مجهولون رئيس حي نمرود خزعل ثياب الدليمي في شرق الموصل، جنبا إلى جنب مع اثنين آخرين، وفقا لمصدر أمني.  وأفادت التقارير فيما بعد بأن المسلحين كانوا من حشد الشباكي، وهي مجموعة ميليشيا داخل قوات الحشد الشعبى.  وقال مصدر أمني وسكان محليون إن مدنيين اثنين قتلا بصاروخ هاون من داعش وتفجير قنبلة في حي حاوي الكنصة.  وذكرت خلية وسائل الإعلام الحربية أن أحد عشر مسلحا، من بينهم اثنان من العرب قتلوا وتم تدمير ما يسمى مكتب الحسبة (فيجيلانتيسم) في غارة جوية على بلدة بعاج.  وفي الوقت نفسه، قتل سبعة من مقاتلي داعش عندما قصفت طائرة بدون طيار من التحالف الذي تقوده الولايات المتحدة منزلا في منطقة زانجيلي.
23 مايو
أعلن الجيش في اليوم التالي أن قوات الحشد الشعبى استولت على بلدة القيروان في محافظة نينوى الغربية مع جميع القرى المحيطة بها. وأسفرت المعركة عن مقتل ما لا يقل عن 13 مقاتلا من أفراد قوات الحشد الشعبى وجرح تسعة آخرين. كما قتل 41 آخرين من المسلحين في القتال.  وفي الوقت نفسه، قام المهندسون العسكريون بتثبيت جسر جديد عبر نهر دجلة للسماح بنشر تعزيزات قبل ما وصف بأنه «هجوم نهائي» على المناطق المتبقية التي يسيطر عليها المسلحون.  وأعلنت الشرطة الاتحادية أنها قتلت أبو الحسن العراقي، المسؤول عن الهندسة العسكرية، ومحمد مجبل أبو عثمان، الزعيم العسكري في غرب الموصل خلال عملية.  وفي الوقت نفسه، أفاد السكان المحليون بأن ثمانية عشر مدنيا وتسعة من أعضاء داعش قتلوا في غارة جوية استهدفت منزلا في منطقة الخضيرة السادة في البلدة القديمة.
24–25 مايو
قالت الشرطة الفيدرالية إنها تسيطر على مبنى يستخدمه تنظيم الدولة الإسلامية في العراق والشام يسمى «المحكمة التشريعية لدولة الجنود» في 17 منطقة تاموز، مما أسفر عن مقتل ستة من أعضاء داعش، في حين دمرت مركبة وثلاث دراجات نارية.  وقال احمد العبيدي قائد الشرطة الفدرالية ان عشرات المسلحين قتلوا بينهم ثلاثة انتحاريين بعد التوغل في حي الزنجلي. وذكرت قيادة العمليات المشتركة أن قوات الأمن تسيطر على حوالي 97 في المئة من غرب الموصل.  في 25 مايو / أيار، بدأ مقاتلو قوات الحشد الشعبى حملة للقبض على الباعج، واستولوا على أربع قرى وطريق استراتيجي غرب القيروان. وبحلول نهاية اليوم، ارتفع عدد القرى التي استولت عليها قوات الحشد الشعبى إلى 9.  وقيل إن مقر تنظيم الدولة الإسلامية في العراق والشام قد هاجم في وسط الباج غرب نينوى، وقيل إن أمير الدولة الإسلامية قد قتل، وفقا لمصادر محلية.
26–27 مايو

خريطة سيطرة تنظيم داعش على المناطق (المنطقة الرمادية) في الموصل اعتبارا من 27 مايو 2017.

وسقطت القوات الجوية العراقية منشورات في 26 أيار / مايو تطلب من المدنيين من المدينة القديمة إجلائهم.  وقالت خلية الحرب الإعلامية إن غارة جوية شنتها الطائرات المقاتلة العراقية، دعما لقوات قوات الحشد الشعبى، أسفرت عن مقتل 46 مسلحا، وتدمير أربع سيارات، اثنان منها مفخخة، في منطقتي بعاج وقيروان.  وأعلنت قيادة العمليات المشتركة في 27 أيار / مايو أن القوات العراقية بدأت هجومها على المناطق التي ما زالت تحت سيطرة تنظيم الدولة الإسلامية، مع هجوم الجيش العراقي على حي الشفاء والمستشفى الجمهوري (مستشفى الجمهوري) الواقع بالقرب من الجسر الثالث (جسر الشهداء) الشرطة الاتحادية تهاجم الزنجيلي و جهاز مكافحة الإرهاب التي تهاجم السهلة الأولى.  ونقلت وكالة تسنيم للأنباء عن سلاح الحرس الثوري الإسلامي قوله إن شعبان ناصري، وهو قائد كبير في الفيلق، قتل أثناء العمليات العسكرية للقبض على المناطق الواقعة غرب الموصل.  وفي الوقت نفسه، أعلن بيان عسكري عراقي مقتل اثنين من الكولونيل العراقيين، كما قتلوا 14 مقاتلا من تنظيم داعش خلال الاشتباكات في منطقة زنجيلي.  واستهدفت الطائرات الحربية العراقية مواقع داعش في بعج وقيروان غرب الموصل وقرب الحدود السورية، مما أسفر عن مقتل 29 مسلحا.
28 مايو
وأعلنت قوات الحشد الشعبى في 28 أيار / مايو أنها استعادت مدينة القحطانية الواقعة غرب القيروان. وأضافوا أن 19 مقاتلا من تنظيم الدولة الإسلامية قتلوا في اشتباكات خلال النهار. وتفيد التقارير بأن تقدم القوات العراقية داخل الموصل قد تباطأ. وذكر ضباط عراقيون أنهم استولوا على مستشفى ابن سينا، وهو جزء من المجمع الطبي في منطقة الشفاء. وذكرت صحيفة «العربية» ان القوات العراقية اعتقلت الجسر الثالث وفندق الموصل الدولي. وقال اللواء معن السعدي في الوقت نفسه إن تنظيم الدولة الإسلامية بدأ استخدام النساء للدفاع عن المناطق الخاضعة لسيطرته. وقال ضابط من شعبة الاستجابة السريعة لوكالة الأناضول إن 13 جنديا قتلوا في كمين بعد الاستيلاء على بلدة تبو الموصل إلى غرب المدينة. وقال مصدر محلي إن عشرين مدنيا قتلوا وأصيب أكثر من 25 آخرين في غارة جوية شنها التحالف المناهض لتنظيم داعش في شارع الفاروق وحضيرت السادة شمال البلدة القديمة.
29-31 مايو
وأعلنت قوات الحشد الشعبى أنها وصلت إلى الحدود بين العراق وسوريا بينما تقوم بتفكيك داعش من الأراضي إلى الشمال من الباج. وأضاف البيان أن الوحدات شبه العسكرية قتلت 21 مسلحا بالإضافة إلى تدمير أربعة من مقراتها في قريتين. وزعم رئيس الوزراء العبادي أن المعركة كانت في «مراحلها الأخيرة» وأن القوات العراقية تسيطر على 95٪ من الموصل.  وقالت الشرطة الاتحادية العراقية إن قصف طائرة بدون طيار أسفر عن مقتل 14 مسلحا وتدمير تسعة دراجات نارية في البلدة القديمة.  وذكرت تقارير إعلامية أن المدينة ستكون تحت السيطرة العراقية بالكامل بحلول 30 مايو.  استولت قوات الشرطة العراقية على مركز تدريب تابع للقوات المسلحة في منطقة زنجيلي.  وقال السعدي في الوقت نفسه أن جهاز مكافحة الإرهاب استولت على معظم حي سيها، وتسيطر على حوالي 70 في المئة منه.  وفي الوقت نفسه، أفيد بأن 28 من أفراد الأمن العراقيين قتلوا في 29 و 30 أيار / مايو.  وذكر مكتب تنسيق الشؤون الإنسانية أن أكثر من 600،000 شخص قد فروا من غرب الموصل منذ بدء عمليات إعادة السيطرة عليه، مما يترك حوالي 180،000 مدني لا يزالون يعيشون في المناطق التي يسيطر عليها تنظيم الدولة الإسلامية.  وأفادت التقارير في 31 أيار / مايو من خلال حسابات للسكان القريبين أن الجماعة بدأت بإغلاق الشوارع المحيطة بمسجد النوري تحسبا للمعركة مع القوات العراقية، حيث أخذ العشرات من المقاتلين مواقع حوله.

### حزيران / يونيو: معركة وسط الموصل
1 يونيو
وأفادت مصادر عسكرية في 1 حزيران / يونيو أن أكثر من 140 مدنيا قد قتلوا في الأيام الستة الماضية أثناء محاولتهم الفرار من غرب الموصل، حيث أفيد عن مقتل 70 مدنيا في غارة جوية في 30 أيار / مايو. وقد نزح أكثر من 750،000 شخص منذ بداية المعركة وفقا للأمم المتحدة.  قتلت قوات الشرطة الاتحادية العراقية 12 مسلحا في منطقة زنجيلي.  وقال جودت إنهم أحاطوا بجميع مراكز تنظيم الدولة الإسلامية في زنجيلي بعد الاستيلاء على أجهزة الاتصال الخاصة بهم وقصفهم بصواريخ محمولة على الكتف. كما أفادت التقارير بأن قوات الشرطة الاتحادية العراقية دفعت عميقا إلى منطقتي الزنجيلي والشفاء (على بعد 600 متر)، وأن تقترب من منطقة باب سنجار.  وقيل إن سبعة مدنيين قتلوا وأصيب 23 آخرون من جراء قصف داعش أثناء فرارهم من الزنجيلي. وذكر السكان أنه بسبب التقدم الذي أحرزته القوات العراقية، بدأ تنظيم الدولة الإسلامية في العراق والشام بترحيل السجناء من منطقة المدينة الطبية في الجزء الشمالي من منطقة شفاء، كما أمر العائلات في زنجيلي بالانتقال إلى المدينة القديمة لمنع هروبهم. وفي الوقت نفسه، قال الكولونيل ريان ديلون، المتحدث باسم كجتف-أوير، أن مقاتلي داعش يسيطرون على أقل من عشرة كيلومترات مربعة من الموصل.  وذكر مفوض الأمم المتحدة السامي لحقوق الإنسان الأمير زيد بن رعد أن 163 مدنيا قتلوا على أيدي المسلحين خلال النهار.
2 يونيو
وأعلن بيان عسكري في 2 يونيو / حزيران أن جهاز مكافحة الإرهاب استولت على منطقة سيحها.  كما تمكنت القوات العراقية من التقاط أجزاء من زنجيلي والشفاء.  وقال ضابط من الشرطة الفدرالية العراقية إنه قتل مسؤولا في الحوز (داعش) يدعى أبو عبد الرحمن في غرب الموصل. وأضاف أن 500 مقاتل ما زالوا في المدينة القديمة.  وقال المتحدث باسم كتائب صباح النعمان إن 120 من مقاتلي داعش قتلوا في العملية لاستعادة حي الصححة من تنظيم داعش.  وقال دارغام الحيدري من شعبة الاستجابة السريعة لوكالة الأناضول إن 120 مدنيا قتلوا في اليومين الماضيين من قبل تنظيم الدولة الإسلامية في العراق والشام، وبعضهم في عمليات إعدام وغيرهم في هجمات بالقنابل.
3 يونيو
واتهمت القوات العراقية باستخدام الفسفور الأبيض بعد أن استولت محطة تلفزيونية كردية في 3 يونيو / حزيران على انفجار مع دخان أبيض مشرق من الدخان، نموذجي لهجمات الفسفور الأبيض.  وأعلن المسؤولون العراقيون أنهم سيحققون في هذه المزاعم.  وأعلنت قوات الحشد الشعبى الاستيلاء على مناطق قريبة من الحدود بين العراق وسوريا، بما في ذلك مجمع ريسالا السكني جنوب الباج.  أعلن الجيش العراقي في 4 يونيو / حزيران أن قوات الحشد الشعبى استولت على الباج.  وأعلنت قوات الحشد الشعبى أيضا أنها استولت على 12 قرية مجاورة، مما أسفر عن مقتل 37 مسلحا.  وقال الملازم علي الكربلائي من قوات الرد السريع لوكالة أناضولو إن 32 جنديا عراقيا قتلوا في اليوم السابق، بينهم 12 من قبل ثلاثة مفجرين في الشفاء، وثلاثة عشر من سلسلة تفجيرات بالسيارات المفخخة في زنجيلي.  وقيل إن ما لا يقل عن 230 مدنيا قتلوا خلال اليومين الماضيين على يد مسلحين، فضلا عن مقاتلات عراقية في غرب الموصل، بحسب مصدر محلي.
5 يونيو
وقال جودت إن الشرطة الاتحادية بدأت في الهجوم على دفاعات داعش في جنوب البلدة القديمة، مما أسفر عن مقتل سبعة أعضاء قبل محاصرة باب الجديد.  وقال عبد الودود الأنباري إن فريق الاستجابة السريعة قتل 21 من أعضاء داعش، بينهم خمسة قناصة، في «عملية مفاجئة» في منطقة الشفا.  وقال قائد جهاز مكافحة الإرهاب إن أربعة كيلومترات فقط من المدينة لا تزال تحت سيطرة تنظيم الدولة الإسلامية.  كما أفادت التقارير بأن القوات العراقية تقدمت في زنجيلي، حيث استولت على أكثر من نصفها.
6-7 يونيو
وقال ضابط عراقي في 6 يونيو / حزيران إن شاكر العفري، أحد كبار أعضاء داعش، وأربعة آخرين (من بينهم قائد منطقة معين) قتلوا جراء غارات التحالف الجوية في تلعفر.  وفي 7 حزيران / يونيه، قالت الشرطة الاتحادية إن العمليات في زنجيلي قد أسفرت عن مقتل 34 مسلحا، بمن فيهم زعيم تنظيم الدولة الإسلامية في العراق والشام أبي بارا التونسي، المسؤول عن ورش تصنيع المتفجرات في البلدة القديمة.  وذكر جودت أن القوات العراقية تسيطر على 75 في المئة من المنطقة.  أعلنت مديرية مكافحة الإرهاب في مجلس الأمن في إقليم كوردستان أن أحمد هاشم حامد، المعروف باسم أبو همام، ثاني رجل في ديوان الشريعة الإسلامية، قتل خلال الأيام القليلة الماضية في غرب الموصل.  وقال النقيب صبحان والي لوكالة الأناضول إن ما لا يقل عن 11 من أفراد الأمن العراقيين قد قتلوا على يد فخاخ داعش في زنجيلي.
8–9 يونيو
وأفادت الأمم المتحدة أن أكثر من 231 مدنيا قتلوا على يد تنظيم الدولة الإسلامية في العراق والشام خلال الأسبوعين الماضيين، منهم 204 في الشفاء على مدى يومين، في حين قتل 50 إلى 80 مدنيا في غارة جوية على زنجيلي في 31 مايو / أيار.  وقال جودت ل «الشرق الأوسط» إن القوات العراقية تسيطر على 85 في المئة من زنجيلي.  وفي 9 يونيو / حزيران، قتلت الشرطة الفدرالية أحد عشر من مقاتلي تنظيم الدولة الإسلامية في العراق والشام، من بينهم يارب الخاتوني، أحد قادة الشعبة العليا، وأبو أمل، عين رئيس لجنة الأمن بالقرب من مسجد نوري.
10 يونيو
أصدر رئيس الشرطة الاتحادية جودت بيانا في 10 يونيو / حزيران قال فيه إن قواته استولت على منطقة زانجيلي بالكامل، مما أسفر عن مقتل المئات من المسلحين وتدمير 27 بندقية رشاشة ثقيلة، فضلا عن عشرات السيارات المفخخة.  وفي الوقت نفسه، صدت القوات العراقية هجوما من قبل تنظيم الدولة الإسلامية في جنوب العراق على جنوب شرقات، حيث فقدت المجموعة 24 مقاتلا، بينما ارتفع عدد القتلى من الجنود والمدنيين إلى 38 شخصا.  وأدى هجوم على قريتين في منطقة الشرقات إلى مقتل 14 مسلحا و 4 مقاتلين موالين للحكومة.  شنت قوات الحشد الشعبى هجوما على محلبية وتلعفر، استولت على ست قرى خلال النهار.
11–12 يونيو

خريطة سيطرة تنظيم داعش على المناطق (المنطقة الرمادية) في الموصل اعتبارا من 14 يونيو 2017.

وادعى اللواء علي محسن في 11 يونيو / حزيران أن القوات العراقية استولت على أكثر من نصف منطقة الشفاء.  كما اقتحمت القوات العراقية البلدة القديمة، حيث قالت قيادة العمليات المشتركة إنها قتلت 23 مسلحا أثناء دخولهم المدخل الشمالي لمنطقة باب سنجار.  العميد. وقال الجنرال مصطفى العزاوي في اليوم التالي إن اللواء 36 التابع للجيش العراقي قد أنشأ موطئ قدم على حافة المجمع الطبي، وتغلب على المقاومة الثقيلة.  استولت قوات الحشد الشعبى على خمس قرى إلى شرق المحلبية خلال النهار.
13 يونيو
وأعلن الجيش العراقي في 13 حزيران / يونيه أن القوات العراقية انتهت من تطهير منطقة زانجيلي، مع قيادة عملية مشتركة تنص على أن الشرطة الاتحادية وقوات الرد السريع تقومان بتطهير الجزء الشمالي من منطقة المسلحين، بالإضافة إلى إزالة أعداد كبيرة من الألغام الأرضية، الفخاخ التي وضعها المسلحون. وأضاف البيان أن الشرطة الاتحادية والجيش العراقي، جنبا إلى جنب مع جهاز مكافحة الإرهاب، واصلت التقدم في الشفاء.  وفي الوقت نفسه، أعلن رئيس الشرطة الاتحادية شاكر جودات مقتل أكثر من 1200 مقاتل، بينهم 27 من القادة و 214 من القناصة، مما أدى إلى تدمير 865 مركبة مفخخة ونزع فتيل 780 لغم أرضي في حين استعاد 300 كيلومتر مربع منذ بدء العمليات في غرب الموصل.
14 يونيو
وشن أكثر من 100 مسلح هجوما مضادا على القوات العراقية في 14 حزيران / يونيه، متسللين إلى دانادان، حيث استولوا على مسجد قصفته الطائرات في وقت لاحق، وفقا لما ذكره ضباط الأمن. ثم انتقل المسلحون إلى دواسا ونبي شيت. وبينما كانت الاشتباكات جارية، ذكر مسؤولون أمنيون عراقيون أن أحد عشر ضابطا من الشرطة الاتحادية وأربعة مدنيين قتلوا في الهجوم.  وقالت الجماعة المسلحة انها قتلت 40 من ضباط الشرطة الاتحادية. وقال قائد الشرطة في وقت لاحق إن القوات العراقية صدت الهجوم وقتلت عشرات المسلحين، في حين أضاف ضابط في الشرطة الاتحادية أن العمليات جارية لوقف أي من المسلحين المتبقين.  وقتل العشرات من المسلحين عندما شنت المقاتلات العراقية غارات جوية على مواقع المسلحين في تلعفر.
15 يونيو
أعلن الجيش العراقي في 15 يونيو / حزيران أنهم سيطروا سيطرة كاملة على منطقة باب سنجار، مضيفا أنهم كانوا على وشك الانتهاء من تطويق المدينة القديمة، مع أن القوات الموالية للحكومة لا تزال تكافح للسيطرة على الشفاء. وذكرت قيادة العمليات المشتركة أن القوات العراقية بدأت تقدما جديدا في منطقة الفاروق. وأضافت أن قوات الحشد الشعبى استولت على أربع قرى إلى الشمال من المحلبية، بالإضافة إلى مجمع منصور الصناعي القريب ومرفق المياه.
16–17 يونيو
وقال مصدر من الشرطة العراقية إنه تم السيطرة على 30٪ من منطقة الشفاء.  وفي الوقت نفسه، ذكرت المفوضية أن حوالي 100.000 مدني ما زالوا في البلدة القديمة وهم عبارة عن دروع بشرية. واستولت القوات العراقية على المجمع الطبي في حي الشفاء، مما أسفر عن مقتل 19 مقاتل في الاشتباكات بالإضافة إلى تدمير ستة سيارات مفخخة وأربعة دراجات نارية. كما دمرت مراكز تدريب خاصة بقوات داعش في محيط مبنى المستشفى الجمهوري في منطقة الشفاء، وطوقت المستشفى بنجاح. وذكرت ليز غراندي أن ما يصل إلى 150،000 مدني ما زالوا في البلدة القديمة.
18 يونيو
أسقطت السلطات العراقية 500 ألف منشور على الموصل في 18 يونيو / حزيران، ذكرت أنهم بدأوا بالهجوم من جميع الاتجاهات، وحثوا المدنيين على البقاء في الداخل وحذر تنظيم الدولة الإسلامية من الاستسلام أو الموت.  ونقلت الوكالة عن محمد إبراهيم رئيس اللجنة الامنية في مجلس محافظة نينوى قوله ان 1500 من أعضاء المجموعة كانوا يرسخون بالقرب من مسجد نوري الكبير.  اقتحمت القوات العراقية المدينة القديمة وتقدر بقاء 300 مقاتل من المجموعة. وقال هشام الهاشمي الذي ينصح العديد من حكومات الشرق الأوسط بشأن المسائل المتعلقة بالمجموعة أن كنعان جياد عبد الله، المعروف أيضا باسم أبو آمنة، رئيس جهاز الأمن في المنطقة داعش قتل في الاشتباكات. وقد اعتقلت القوات العراقية قائد آخر مسؤول عن المخابرات في الموصل، شاكر محمود حمد.  وفي الوقت نفسه، قصفت القوات العراقية مواقع داعش في مناطق البلدة القديمة، مما أسفر عن مقتل 13 مدنيا وجرح ثمانية آخرين بحسب ناشط.
19–20 يونيو
وقال اللواء معن السعدي من جهاز مكافحة الإرهاب في 19 يونيو / حزيران أنهم سيطروا على مناطق جديدة في منطقة فاروق في البلدة القديمة.  وقتل باكتيار حداد، وهو صحفي عراقي يعمل في فرنسا 2، في انفجار لغم بينما أصيب ثلاثة صحفيين فرنسيين آخرين.  استسلم أحد الصحفيين، باسم ستيفان فيلنوف، لإصاباته في اليوم التالي. وأعلنت قيادة العمليات في الوقت نفسه أن الفرقة المدرعة التاسعة استولت على منطقة الشفاء الجنوبية، قلعة باش تابيا، ضريح يحيى أبو القاسم، سجن الأحداث، كنيسة ماريا، مديرية صحة نينوى والجسر الخامس.  ثم أصدر في وقت لاحق بيانا مفاده أن الفرقة المدرعة التاسعة استولت على منطقة الشفاء، وبالتالي تطويق المدينة القديمة.
21 يونيو
وبدأت القوات العراقية عملية دفع نحو مسجد النوري الكبير في 21 حزيران / يونيو، حيث وصلت جهاز مكافحة الإرهاب من 200 إلى 300 متر منها وفقا لبيان عسكري. وأفيد بأن تنظيم الدولة الإسلامية قد غطى العديد من الشوارع بألواح من القماش لعرقلة المراقبة الجوية. ونقلت وكالة انباء الصين الجديدة / شينخوا / عن مصدر في وكالة انباء الصين الجديدة / شينخوا / قوله انهم اتخذوا مواقع في حدود 100 متر منها. وفي الوقت نفسه ذكرت قيادة العملية أن المروحيات العراقية دمرت مستودع للذخائر بالإضافة إلى سيارة تابعة للمجموعة، مما أسفر عن مقتل 13 مسلحا في المجموع.  وقد دمر المسجد الكبير في النوري، حيث أعلن زعيم الجماعة البغدادي «الخلافة» في عام 2014، مع مئذنته المعروفة باسم «الهضبة». واتهم الجيش العراقي الجماعة بتفجيرها بعد أن كانت القوات العراقية على بعد 50 مترا منها، إلا أن وكالة أنباء أماق التابعة لتنظيم داعش اتهمت الطائرات الأمريكية بتدميرها. وأطلق الجيش العراقي في وقت لاحق شريط فيديو لدعم مطالبتهم.  ونفى العقيد جون دوريان من القوات الجوية الأمريكية أنهم أصابوا المسجد، وألقوا باللائمة على تدميرها على الجماعة.  أعلنت خلية وسائل الإعلام الحربية أن الغارات الجوية في بلدة المحلبية، تلعفر، قتلت 12 مسلحا ودمرت مركبتين مفخختين وأسلحة.
22 يونيو
وأبلغ عن مقتل 53 مسلحاً في عمليات عسكرية في البلدة القديمة في 22 حزيران / يونيه.  ونقلت شفاق عن مصادر أمنية قولها إن القوات قتلت متفجرات من تنظيم داعش أبو فورقان المسولي، إلى جانب 15 آخرين، في منزل في منطقة الشفاء التي أعيد الاستيلاء عليها.  وتفاخر رئيس الوزراء العبادي بأن الاستيلاء على المدينة كان «مسألة أيام» في حين ذكر العقيد ريان ديلون أن 2 كيلو متر مربع من الموصل الغربي بقيت تحت سيطرة الجماعة.  وقال شاكر جودت رئيس الشرطة الاتحادية العراقية إن قواته قتلت 43 من أعضاء داعش في رأس الجدع وباب البايد في البلدة القديمة، ودمرت خمس سيارات مفخخة.
23 يونيو
واصلت القوات العراقية القتال نحو وسط المدينة القديمة، مع خريطة نشرها المكتب الإعلامي للعسكريين العراقيين تبين أن جهاز مكافحة الإرهاب تتقدم على طول شارع الفاروق من الشمال إلى الجنوب وكذلك على طول شارع نينوى من الشرق إلى الغرب. وذكر الجيش العراقي أيضا أنه تم إجلاء حوالي 7000 مدني من المدينة القديمة خلال الأسبوع الماضي.  فجر انتحاري آخر نفسه بين المدنيين الفارين في منطقة مشهده في البلدة القديمة، مما أسفر عن مقتل 12 شخصا وإصابة أكثر من 20 شخصا.  كما ذكر مركز العمليات المشتركة أن لواء الطوارئ الثالث التابع لقوة شرطة نينوى قد قتل زعيم الجماعة جاسم عقوب بالإضافة إلى المسلحين الذين هربوه إلى شرق الموصل عبر نهر دجلة. وفي الوقت نفسه، ذكر جودت أن الشرطة الاتحادية التي تقدمت من الجنوب استولت على كنيسة شامون وكانت تتقدم نحو مسجد الزواني.  وقال مصدر طبي في مستشفى الموصل العام إن صاروخا أصاب سوقا في الموصل الجديدة، مما أسفر عن مقتل 10 مدنيين وجرح 40 آخرين.  استهدف تنظيم داعش منطقة في شرق الموصل بتفجير انتحاري.  وقال بيان عسكري صدر في وقت لاحق إن خمسة أشخاص من بينهم ثلاثة من رجال الشرطة قتلوا وأصيب 19 آخرون في التفجيرات.
24 يونيو
وقال قائد الشرطة الاتحادية رائد شاكر جودت في 24 يونيو / حزيران إن ثلثي المدينة القديمة قد ألقي القبض عليه وأن قوات الشرطة الاتحادية تقترب من حي سيرغانا في المنطقة.  وافتتحت القوات العراقية طرقا للخروج من المدينة القديمة خلال اليوم. الصحفي الفرنسي فيرونيك روبرت توفي متأثرا بجراحه التي تلقاها في انفجار لغم في وقت سابق. وقال مصدر محلي إن ثلاثة من قادة داعش النخبة، بمن فيهم مسؤول من ديوان الجند (جنود)، قتلوا جراء غارة جوية على مخبأ في ضواحي تلعفر.  وفي الوقت نفسه، ذكرت خلية وسائل الإعلام أن اثنين من الانتحاريين اللذين استهدفا سوق المثنى فجرا أنفسهم قبل الوصول إلى الهدف بعد أن عرفت القوات العراقية عن مؤامرتهم في شرق الموصل. وأسفر الانفجار عن مقتل ثمانية أشخاص، من بينهم ثلاثة من رجال الشرطة، وجرح 19 آخرين آخرين.
25 يونيو
يقول اللفتنانت كولونيل سلام العبيدي أن أقل من كيلومتر مربع واحد من منطقة البلدة القديمة لا يزال تحت سيطرة داعش وأن القوات العراقية تسيطر الآن على 65-70 في المئة من المنطقة.  وذكر يحيى رسول أن نسبة 1 في المئة فقط من المدينة لا تزال تحت سيطرة تنظيم الدولة الإسلامية في العراق والشام، حيث أفرجت الفرقة المدرعة التاسعة عن الجزء الجنوبي من الشفاء، في حين أن القتال مستمر في الجزء الشمالي منه. وذكر أيضا أن الجيش العراقي يتقدم في حي الفاروق واستولى على جزء من منطقة المشهده.  وادعى تنظيم الدولة الإسلامية في العراق والشام أنه استولى على تاناك وكان يهاجم حي اليرموك، على الرغم من أن الجيش العراقي لم يؤكد ذلك. وادعى الجيش أنه قد أغلق هجوما نفذه انتحاريون متعددون في حي التنك. وقال اللواء سامي العريثي، أحد كبار قادة جهاز مكافحة الإرهاب، إن قواته تبعد 25 مترا عن موقع مسجد نوري.  وأبلغ عن وقوع هجمات مضادة من قبل الجماعة في تاناك وراجم حديد واليرموك.  وقالت وزارة الدفاع في بيان إن مصنعا من طائرات بدون طيار تابعة لتنظيم داعش في حي الشفاء تم ضبطه بمساعدة المدنيين.  وبحسب ناشط محلي، قتل خمسة أفراد من عائلة في غارة جوية في غرب الموصل.
26 يونيو
وذكرت القوات العراقية أنها صدت الهجوم المضاد من قبل تنظيم الدولة الإسلامية في العراق والشام، حيث تم الإبلاغ عن سقوط ضحايا بينهم 20 من مقاتلي الجماعة الذين قتلوا.  وكان المسلحون قد تسللوا من خلال ارتداء زي موحد، وقتل حوالي 40 مسلحا في غارات جوية مناهضة لتنظيم الدولة الإسلامية في العراق والشام على الحافة الغربية من المدينة وفقا لضابط عراقي.  وذكر أسدي من جهاز مكافحة الإرهاب أن المسلحين كانوا محاصرين في جيوب أو اثنين من اليرموك وأن قوات الأمن كانت تبحث عنه وتاناك من منزل إلى منزل. وأضاف أن القوات العراقية قد ربطت في شارع الفاروق وستبدأ بالضغط باتجاه النهر، وستفتح المعركة في غضون أيام.  أعلن يارالا أن جهاز مكافحة الإرهاب استولت على حي فاروق الأولى.  وقال مصدر محلي ان أبو عبد الله الحلبي مساعد رئيس «اللجنة الامنية» في العراق قتل بالرصاص في وسط تلعفر.  ذكر جودت أن القوات العراقية استولت على مستشفى داعش الرئيسي في باب البعيد.
27 يونيو
وأعلنت لجنة العمليات المشتركة في 27 حزيران / يونيه أن حوالي نصف المدينة القديمة كانت تحت السيطرة إذا استولت القوات العراقية التابعة للجيش العراقي التابع للجيش العراقي على حي المشهده في البلدة القديمة. وأضافت أيضا أن الشرطة الاتحادية استولت على مناطق البيد ورأس الجديدة.  وذكر الجيش ان الشرطة الفيدرالية قد طردت المسلحين من مسجد الزيوانى، وكانت بعد أيام قليلة من الإطاحة بالمسلحين من المدينة. وذكر جودت أن مسافة 600 متر تقريبا ما زالت قائمة بين القوات والطريق الكورنيش، وسوف تصل إلى المعركة إلى «استنتاج».  وقد قتل أبو حفصة، الذي كان مسؤولا عن طائرات بدون طيار تابعة لتنظيم داعش في تلعفر، مع عدد من الصحابة، بعد أن أصاب غارة جوية مسكنا سريا للمجموعة على أطراف تلعفر، كان يستخدم لإطلاق طائرات بدون طيار. أصدرت شرطة نينوى بيانا ادعى فيه أن ستة من أعضاء داعش قتلوا أثناء محاولتهم التسلل إلى منطقة راجم حديد، غرب الموصل.  وقال قائد عمليات نينوى، الفريق عبد الأمير يار الله إن القوات استعادت منطقة المشهده في البلدة القديمة.
28 يونيو
قالت خلية الإعلام الحربي بوزارة الدفاع إن قوات الجيش استولت على حيي السعادة والأحمديية في البلدة القديمة.  كما أعلنت قوات الأمن العراقية أنها استولت على 50 في المئة من الضفة اليمنى للمدينة القديمة.  اعتقل سكان الموصل اثنين من مقاتلي داعش في منطقة البكر، شرقي الموصل، وسلموهما إلى قوات الأمن.  وعلاوة على ذلك، أفادت الأنباء أن سكان حي الميثاق، في جنوب شرق الموصل، أحرقوا حافلة وأوقفوا صاحبها الذي كان ينتمي إلى داعش.

### يوليو
1 يوليو
في اليوم الأول من شهر تموز/ يوليو تمكن الجيش العراقي من الوصول إلى بقايا جامع النوري ومنارته الحدباء، وأعلن رئيس الوزراء العراقي حيدر العبادي عن إنتهاء «دويلة باطل الداعشية» ومهدداً عناصر التنظيم بملاحقة آخر واحد منهم. أما من جهة تنظيم داعش فقد ذكر أحد قادتهم والمدعو باسم أبو البراء الموصلي أن تنظيم الدولة الإسلامية أجرى انسحاب تكتيكي من مدينة الموصل محولاً مقر الخلافة إلى تلعفر مؤقتاً ومؤكداً أن لداعش معاقل لا زالت موجودة في الموصل. فيما ذكر أحد قادة الشرطة الإتحادية أن عناصر التنظيم لا زالوا يتواجدون في مناطق النجيفي والسراي وباب لكش والباب الجديد.

## هوامش
1. ↑  الساحل الأيمن هو الجزء الغربي من مدينة الموصل والساحل الأيسر هو الجزء الشرقي من مدينة الموصل حيث يَقطع نهر دِجلة الموصل ويقسمها الى قَسمين ساحل أيمن (الجزء الأيسر) والساحل الأيسر (الجزء الأيمن)